# Lijst van kastelen in België
Hieronder staat een lijst van kastelen in België.

## West-Vlaanderen
- Kasteel d'Aertrycke in Torhout
- Kasteel De Akker in Ruddervoorde
- Kasteel van Ardooie in Ardooie
- Kasteel Beauvoorde in Wulveringem
- Kasteel Beisbroek in Sint-Andries
- Kasteel Ten Berghe in Brugge
- Beukenhof Vichte in Vichte
- Kasteel Beukenpark in Oostkamp
- Kasteel De Blankaart in Diksmuide
- Kasteel Blauwe Torre in Varsenare
- Kasteel Het Blauwhuis in Wingene
- Kasteel Het Blauwhuis in Vinkem
- Kasteel Blauwhuis in Izegem
- Blauw Kasteel in Moerbrugge
- de Boeverie in Varsenare
- Kasteel van Boezinge in Boezinge
- Kasteel Ter Borcht in Meulebeke
- Kasteel van Bossuit in Bossuit
- Kasteel de Breidels in Oostkamp
- Kasteel Bulskamp in Beernem
- Kasteel Casier in Waregem
- Kasteel de Cellen in Oostkamp
- Kasteel Cleyhem in Zuienkerke

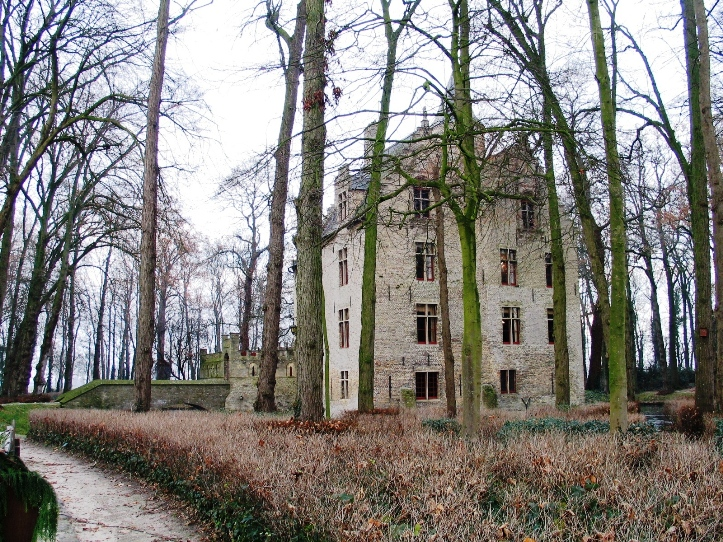
Kasteel Beauvoorde

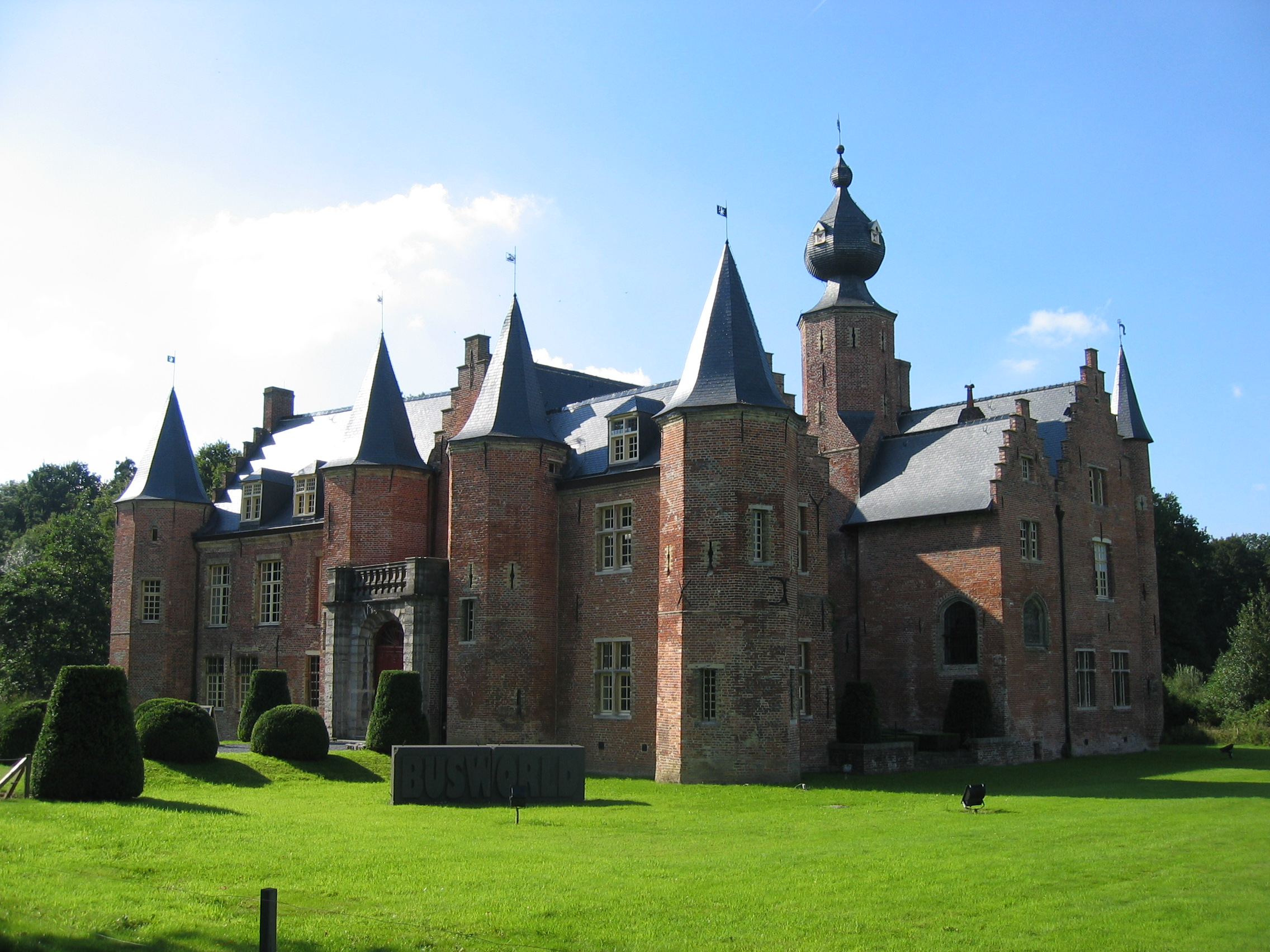
Kasteel van Rumbeke

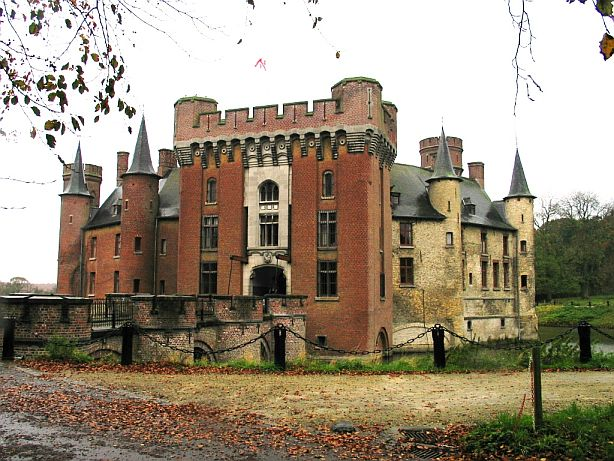
Kasteel van Wijnendale

- Kasteel les Croisilles in Oostkamp
- Kasteel Cruydenhove in Oostkamp
- Kasteel Diesvelt in Zwevegem
- Kasteel Doeveren in Ruddervoorde
- Kasteel Doolbos in Eernegem
- Kasteel Drie Koningen in Beernem
- Dwangburcht van Kortrijk in Kortrijk
- Kasteel van Elverdinge in Ieper
- Elzenwallekasteel in Ieper
- Kasteel Erkegem in Oostkamp
- Kasteel de la Faille in Brugge
- Gaverkasteel in Deerlijk
- Kasteel Gruuthuse in Oostkamp
- Kasteel Hernieuwenburg in Wielsbeke
- Kasteel van Hertsberge in Hertsberge
- Kasteel 't Hooghe in Kortrijk
- Kasteel Hoogveld in Veldegem
- Kasteel Ingelmunster in Ingelmunster
- Kasteel Kevergem in Steenbrugge
- Bourgondisch kasteel van Kortrijk in Kortrijk
- Kasteel Lakenbossen in Ruddervoorde
- Kasteel Lantonnois de Rode in Eernegem
- Kasteel Leegendael in Ruddervoorde
- Kasteel de Lovie in Proven
- Kasteel van Loppem in Loppem
- Kasteel Ter Lucht in Sint-Andries
- Kasteel Macieberg in Oostkamp
- Het Grafelijk Slot van Male in Sint-Kruis
- Kasteel Santa Maria in Varsenare
- Kasteel van Marke in Marke
- Kasteel Minnewater in Brugge
- Kasteel van Moere Le bon Séjour in Moere
- Kasteel van Moerkerke in Moerkerke
- Waterkasteel van Moorsele in Moorsele
- Kasteel Munkegoed in Wingene
- Kasteel Nieuwburg (Oostkamp) in Oostkamp
- Kasteel van Ooigem in Wielsbeke
- Kasteel van Ooigem in Ooigem
- Kasteel van Oostkerke in Damme
- Kasteel Pecsteen in Oostkamp
- Kasteel van Potegem in Waregem
- Hof van Proven in Varsenare
- Kasteel Raepenburg in Ruddervoorde
- Kasteel Ravenhof (Torhout) in Torhout
- Kasteel Rooigem in Sint-Kruis
- Kasteel Rooiveld in Waardamme
- Kasteel Rosendahl in Ichtegem
- Kasteel van Rumbeke in Rumbeke
- Kasteel van Ryckevelde
- Kasteel Schoonhove in Oostkamp
- Kasteel Sint-Hubert in Ruddervoorde
- Kasteel van Spiere in Spiere
- Kasteel van Staden in Staden
- Kasteel van Surmont in Kortrijk
- Kasteel van Tillegem in Sint-Michiels
- Kasteel De Torelen in Vinkem
- Kasteel Ten Torre in Oedelem
- Kasteel Tudor in Sint-Andries
- Gemeentepark de Valkaart in Oostkamp
- Oud Kasteel van Vichte in Vichte
- Kasteel Vilain in Reninge
- Kasteel van Vlamertinge in Vlamertinge
- Kasteel van het Vrije van Sint-Omaars, alias Hoeve Visart in Alveringem
- Kasteel Ter Waere in Gistel
- Kasteel van Wakken in Wakken
- Kasteel de Warande in Kemmel
- Kasteel de Woesten in Waardamme
- Kasteel van Wijnendale in Torhout
- Kasteel Zevecote in Assebroek
- Kasteel Zorgvliet (Wingene) in Ruddervoorde

## Oost-Vlaanderen
- Kasteel Achtendries in Oostakker
- Kasteel Van Acker in Destelbergen
- Kasteel van Altena in Kruibeke
- Kasteel van Astene in Astene
- Kasteel van Aveschoot in Lembeke
- Axelwalle in Heurne
- Kasteel Baudries in Dikkelvenne
- Blauw Kasteel in Scheldewindeke

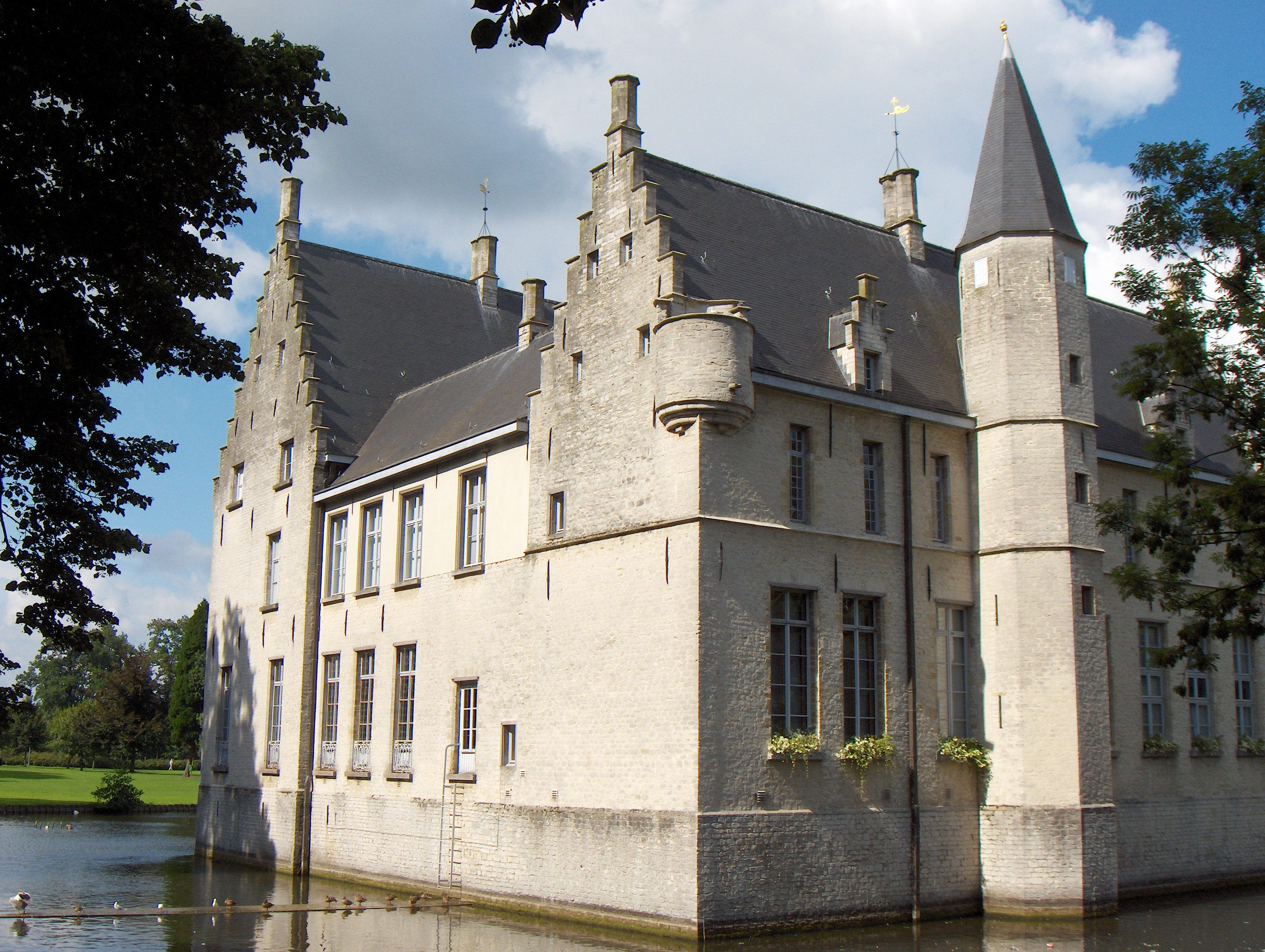
Kasteel Cortewalle

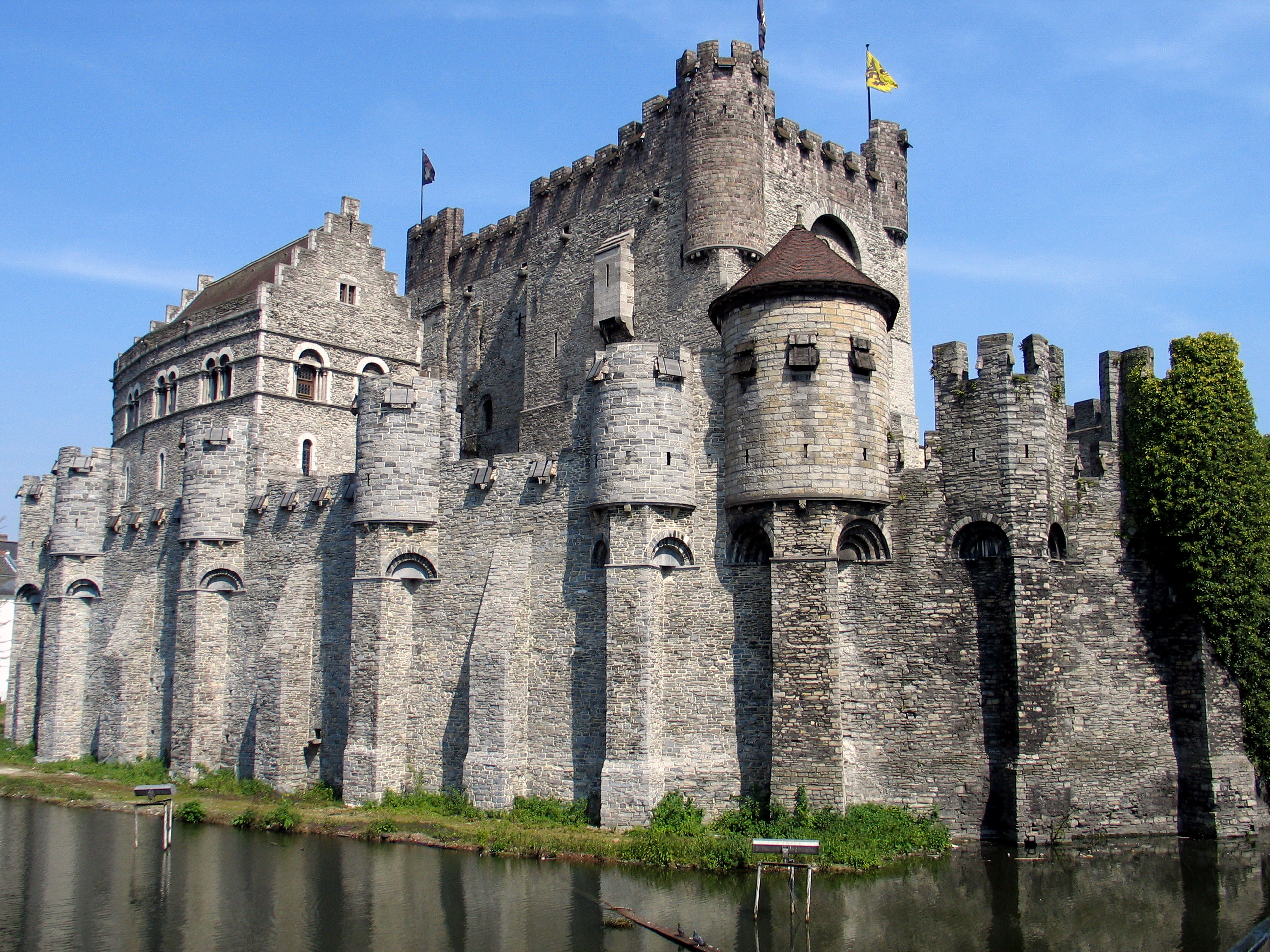
Gravensteen te Gent

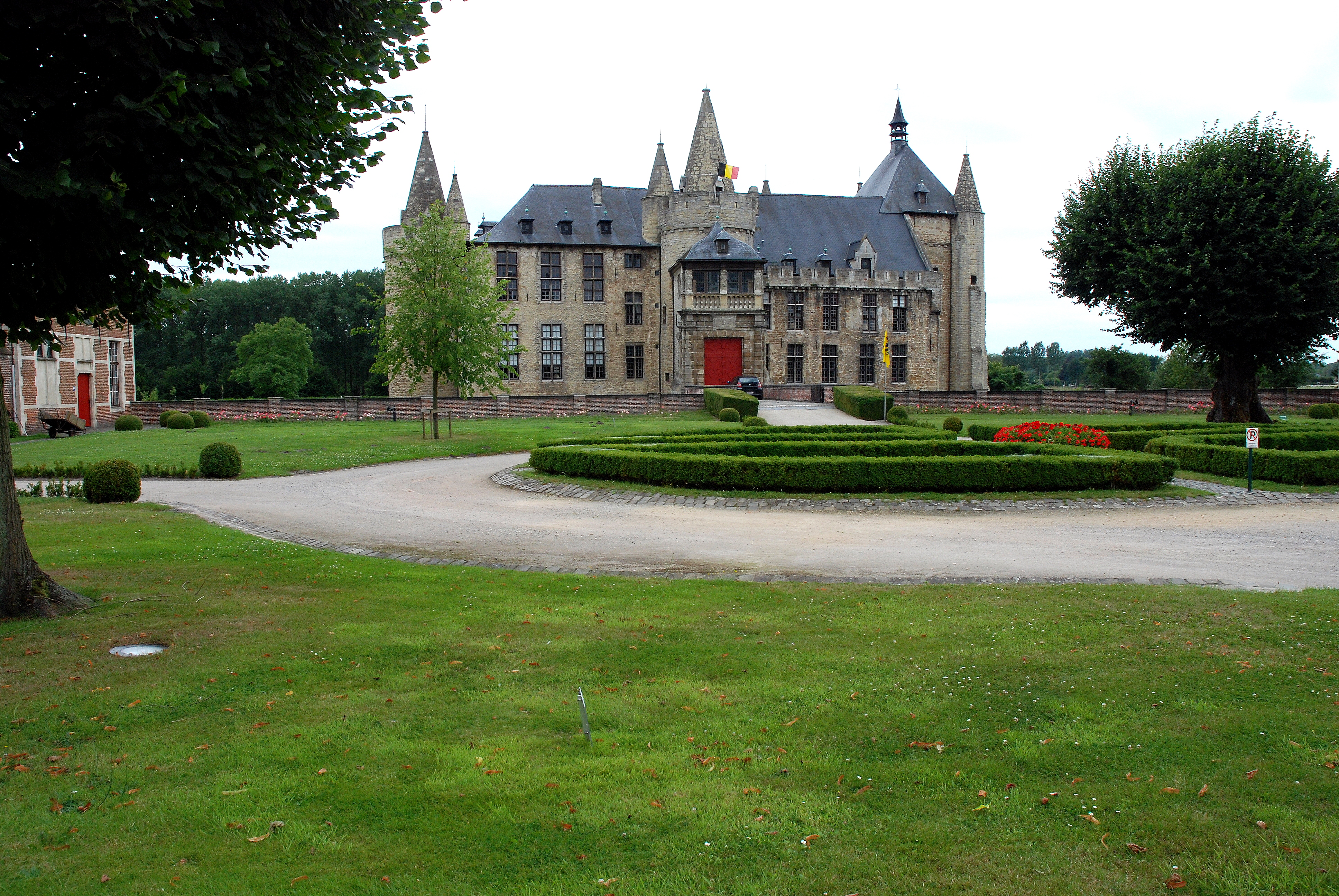
Kasteel van Laarne

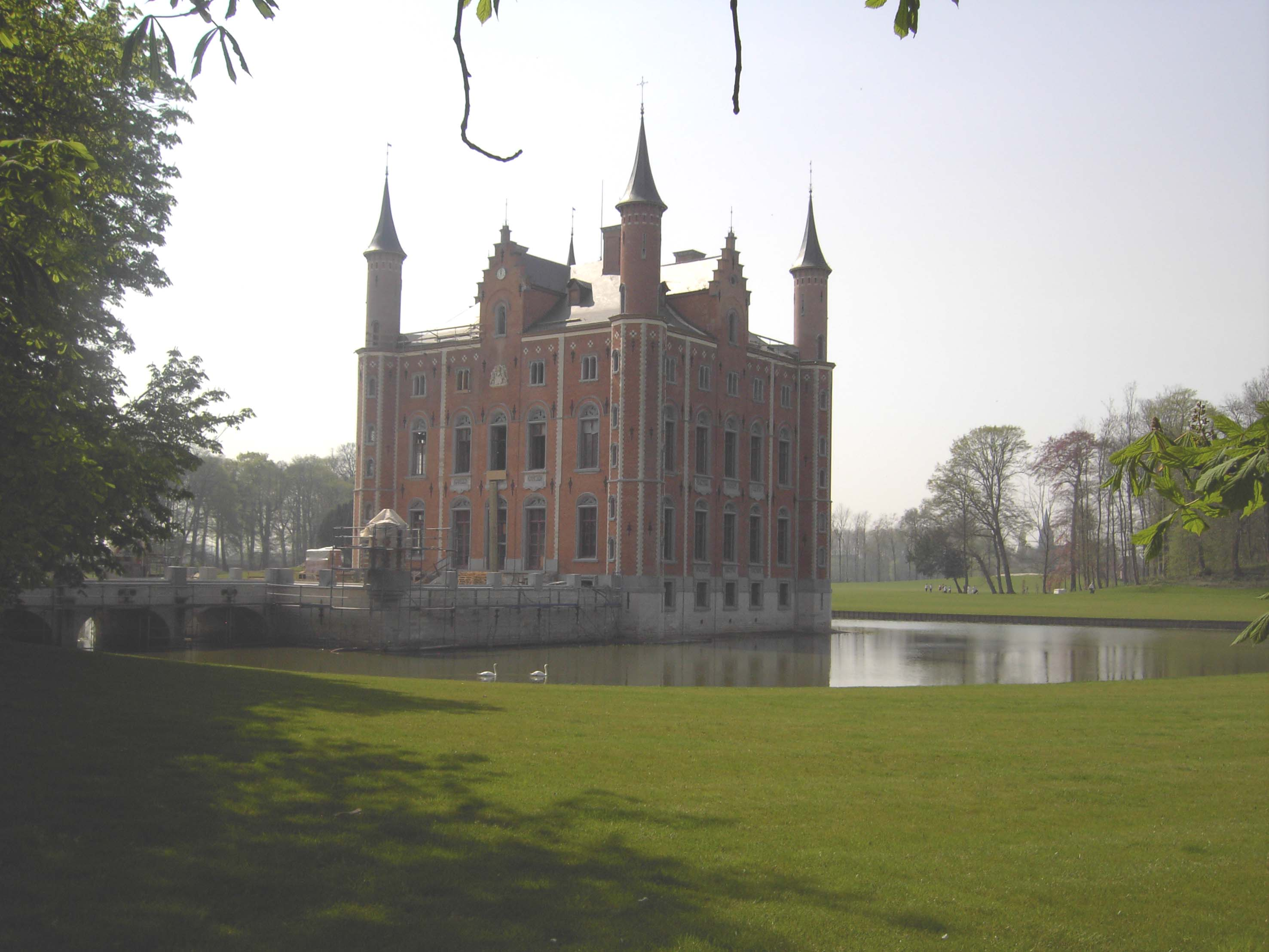
Kasteel van Olsene

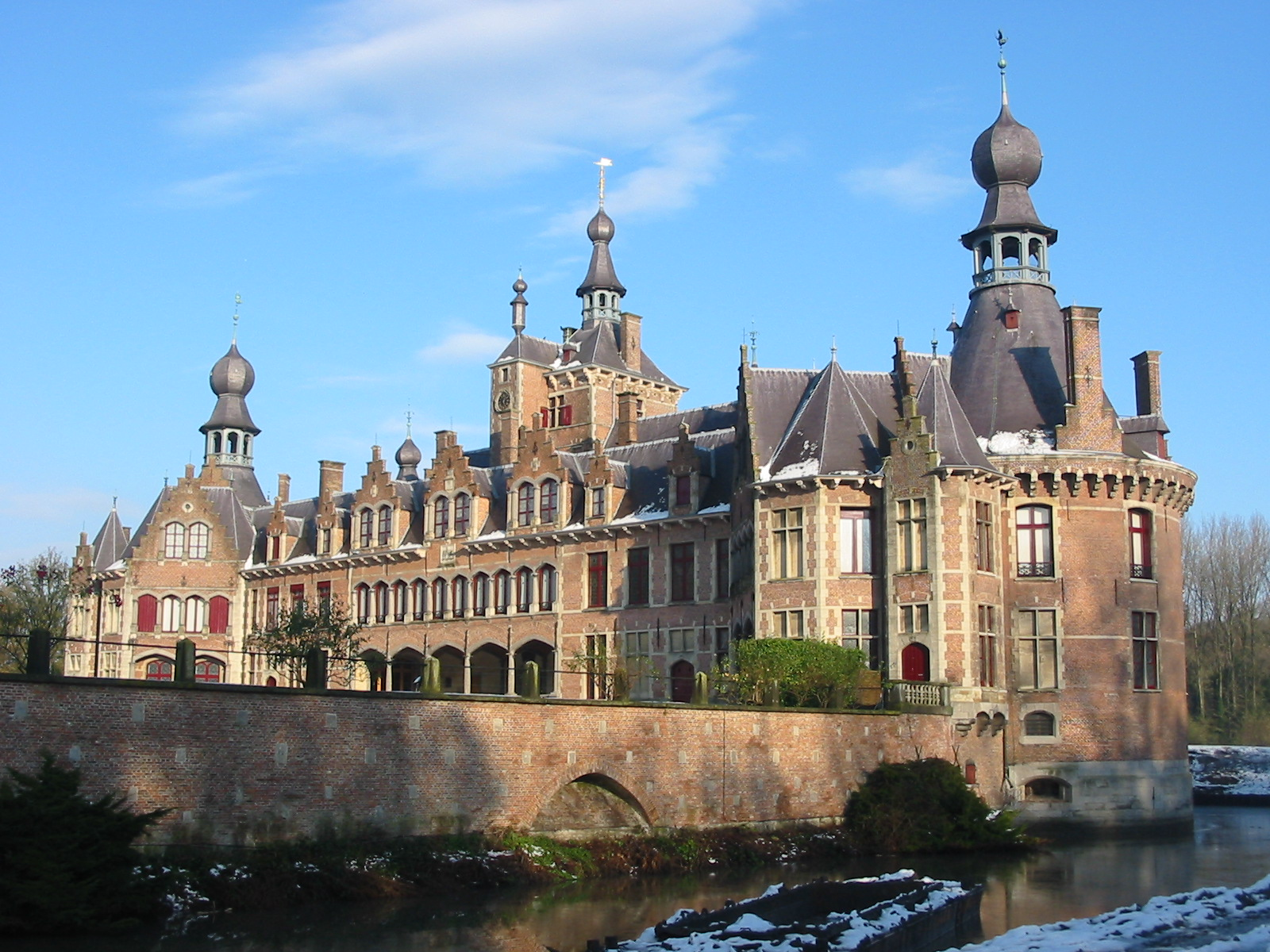
Kasteel van Ooidonk

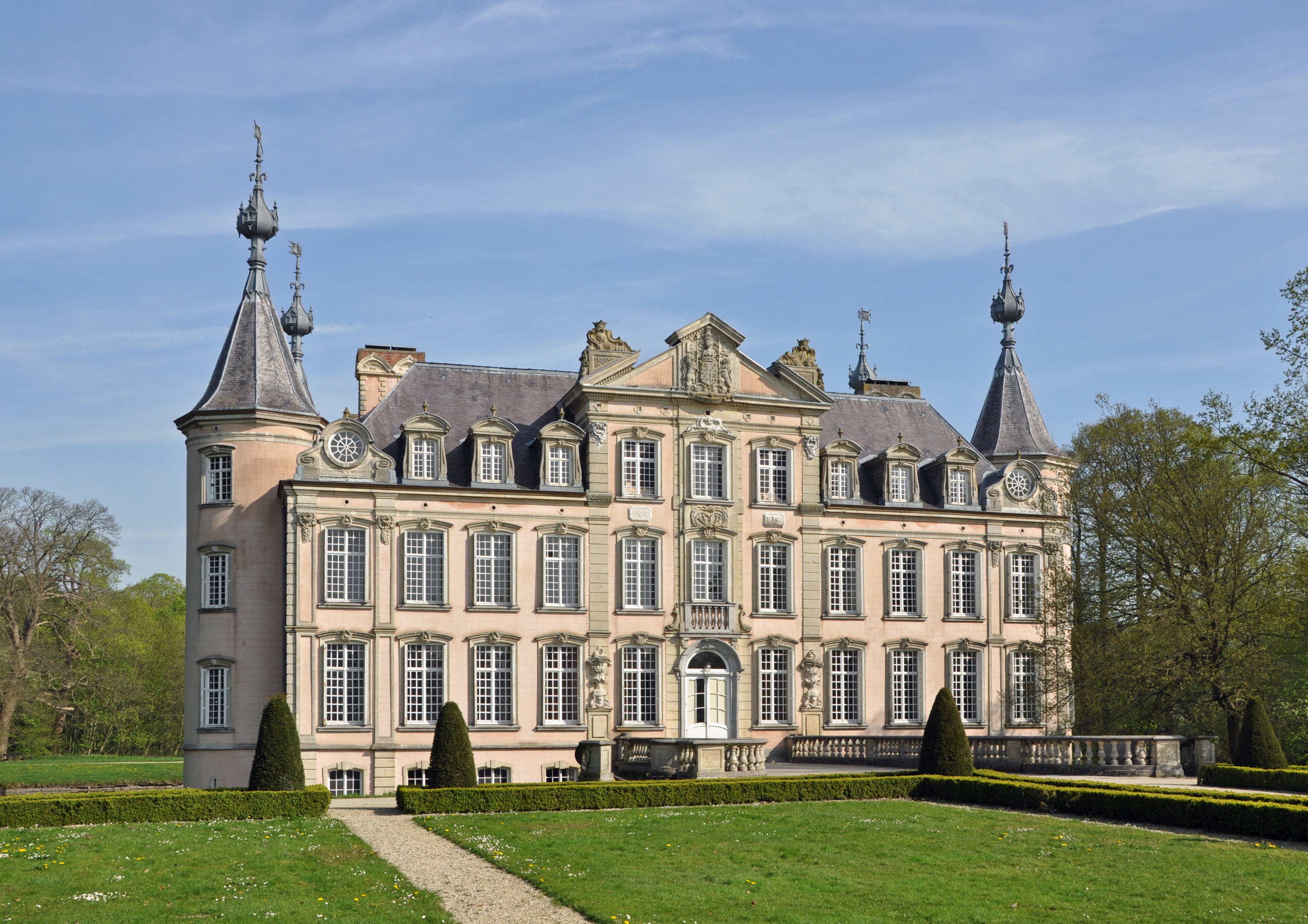
Kasteel van Poeke

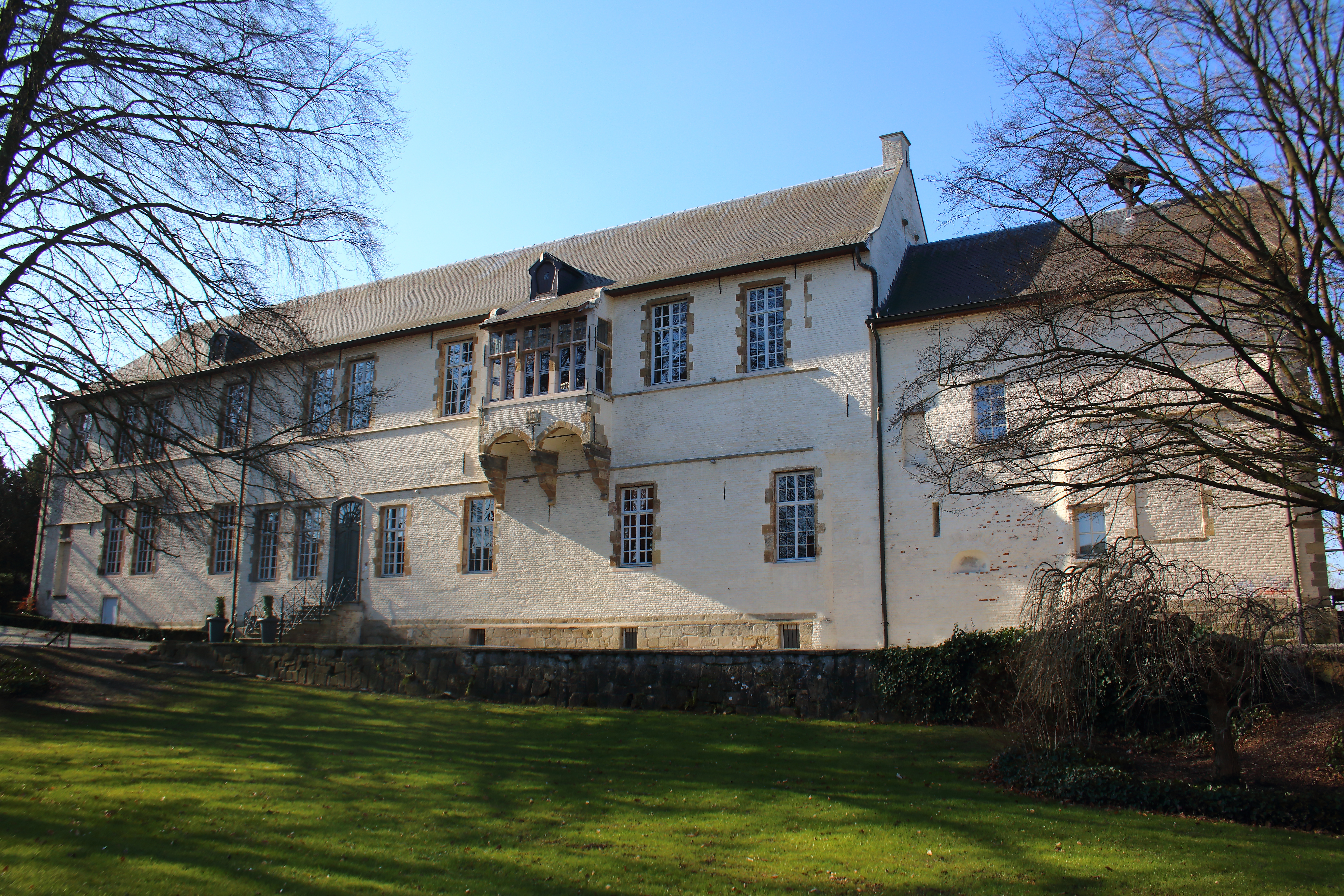
Egmontkasteel te Zottegem

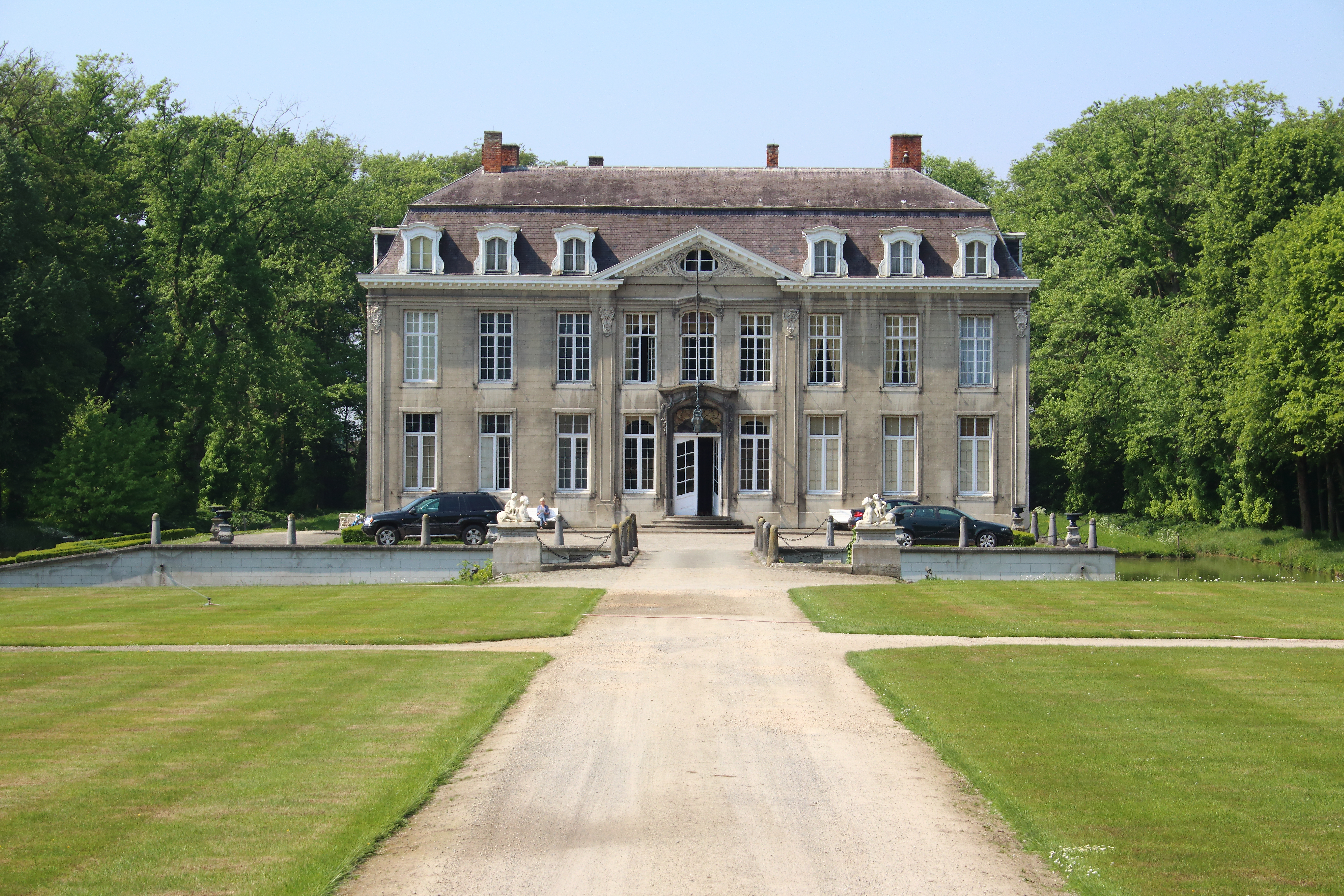
Kasteel van Leeuwergem te Zottegem

- Kasteel van Beervelde in Beervelde
- Kasteel Ter Beken in Mariakerke
- Kasteel Ter Beck in Wortegem-Petegem
- Kasteel van Berlare in Berlare
- Kasteel Ten Bieze in Beerlegem
- Kasteel Blauw Huys in Drongen, Gent
- Kasteel van Blondel de Beauregard in Viane
- Kasteel ten Boekel in Evergem
- Kasteel van Boelare in Geraardsbergen
- Kasteel Borgwal in Gavere
- Kasteel Borluut in Sint-Denijs-Westrem
- Kasteel Bosdam in Beveren-Waas
- Braemkasteel in Gentbrugge
- Kasteel Calmont in Kluisbergen
- Kasteel Domein Breivelde in Grotenberge
- Goed ten Broeke in Evergem
- Kasteel Claeys-Bouüaert in Mariakerke
- Kasteel Coninxdonck in Gentbrugge
- Kasteel Cortewalle in Beveren-Waas
- Kasteel Crabbenburg in Destelbergen
- Kasteel De Campagne in Drongen
- Kasteel De Varens in Melle
- Kasteeldomein Diepenbroeck in Lovendegem
- Kasteel Ter Donck in Kluisbergen
- Kasteel Doornzele in Doornzele, Evergem
- Dreefkasteel in Vinderhoute
- Egmontkasteel in Zottegem
- Geeraard de Duivelsteen in Gent
- Kasteel te Elslo in Evergem
- Emerietenhof in Evergem
- Kasteel van Evergem in Evergem
- Kasteel Fallon-de Keyser in Destelbergen
- Kasteel Gaverkracht in Vinderhoute
- Domein de Ghellinck in Elsegem
- Kasteel Van Geeteruyen in Moerbeke-Waas
- Kasteel de Gerlache in Mullem
- Gravensteen in Gent
- Burchtruïne Graventoren in Rupelmonde
- Kasteel Grenier in Gavere
- Kasteel Groeneveld in Evergem
- Kasteel van Hansbeke in Hansbeke
- Kasteel Henri Story in Mariakerke
- Kasteel van Herlegem in Kruishoutem
- Burchtruïne van Herzele in Herzele
- Kasteel Heylweghen in Evergem
- Kollekasteel in Mariakerke[1]
- Kasteel Krombrugge in Merelbeke
- Hof ter Cruysse in Kaprijke
- Kasteel van Kruishoutem in Kruishoutem
- Kasteel de Lalaing in Zandbergen
- Kasteel van Laarne in Laarne
- Kasteel Te Lake in Zulte
- Kasteel Van Hoobrouck-Van Ten Hulle in Landegem
- Kasteel Grote Heirenthoek in Landegem
- Kasteel Ter Laar in Lovendegem
- Kasteel van Leeuwergem in Leeuwergem, Zottegem
- Kasteel Ter Leyen in Boekhoute
- Kasteel Hof van Lier in Zandbergen
- Kasteel Lippens in Moerbeke-Waas
- Kasteel Lindenberg in Zulte
- Kasteel van Lozer in Lozer, Kruishoutem
- Kasteel Mariahove in Bellem
- Kasteel Mishaegen in Brasschaat
- Maaltebruggekasteel in Gent
- Kasteel van Mesen in Lede
- Waterkasteel van Moorsel in Moorsel
- Kasteel van Nazareth in Nazareth
- Kasteel van Neigem in Meerbeke
- Kasteel van Nokere in Nokere
- Kasteel Notax in Destelbergen
- Kasteel Ocket in Heusden
- Kasteel van Olsene in Olsene (Zulte)
- Kasteel van Ooidonk in Bachte-Maria-Leerne
- Kasteel van Oombergen in Oombergen
- Kasteel Ortegat in Waasmunster
- Kasteel Oudeberg in Geraardsbergen[2]
- Kasteel de Oude Kluis in Gent
- Kasteel Oude Wal in Lovendegem
- Kasteel Du Parc-Locmaria in Herzele
- Kasteel de Pélichy in Gent
- Oud Kasteel van Petegem in Petegem-aan-de-Schelde
- Nieuw Kasteel van Petegem in Petegem-aan-de-Schelde
- Kasteel van Poeke in Poeke
- Kasteel Puttenhove in Sint-Denijs-Westrem[3]
- Kasteel Puyenbrug (in domein Puyenbroeck) in Wachtebeke
- Kasteel van Regelsbrugge in Aalst
- Kasteel Reijvissche in Zwijnaarde
- Kasteel Reesinghe in Maldegem
- Kasteel van Roborst in Roborst
- Kasteel Rozelaar in Lochristi
- Kasteel van Ronse in Ronse
- Landhuis De Rode Poort in Lovendegem
- Kasteel Roos in Waasmunster
- Kasteel De Rozerie in Aalst
- Kasteel Ruffo de Bonneval in Nokere, Kruishoutem
- Kasteel Hof ter Saksen in Beveren-Waas
- Kasteel Schelderode in Schelderode
- Kasteel Scheldevelde in De Pinte
- Kasteel Schouwbroek in Vinderhoute
- Kasteel Slotendries in Oostakker
- Kasteel Smissenbroeck in Oosterzele
- Spanjaardenkasteel in Gent
- Kasteel Stas de Richelle in Heusden
- Kasteel van Steenhuize in Steenhuize-Wijnhuize
- Kasteel Succa in Destelbergen
- Kasteel van Tieghem de Ten Berghe in Mariakerke
- Goed Ten Velde in Lovendegem
- Kasteel Te Velde in Merendree
- Kasteel Ten Velde in Vinderhoute
- Kasteel Terlinden in Aalst
- Kasteel Viane in Viane
- Kasteel Viteux in De Pinte[4]
- Kasteel van Voorde in Voorde
- Kasteel Het Vurstje in Evergem
- Kasteel Walburg in Sint-Niklaas
- Kasteel Ter Wallen in Merendree
- Kasteel van Wannegem-Lede in Wannegem-Lede
- Kasteel Van Wedergrate in Ninove
- Kasteel van Welden in Zevergem
- Kasteel Ter Weiden in Laarne
- Kasteel van Wippelgem in Wippelgem
- Kasteel Wissekerke in Bazel
- Wit Kasteel in Vinderhoute

## Antwerpen
Hof van Hagenbroek Lier

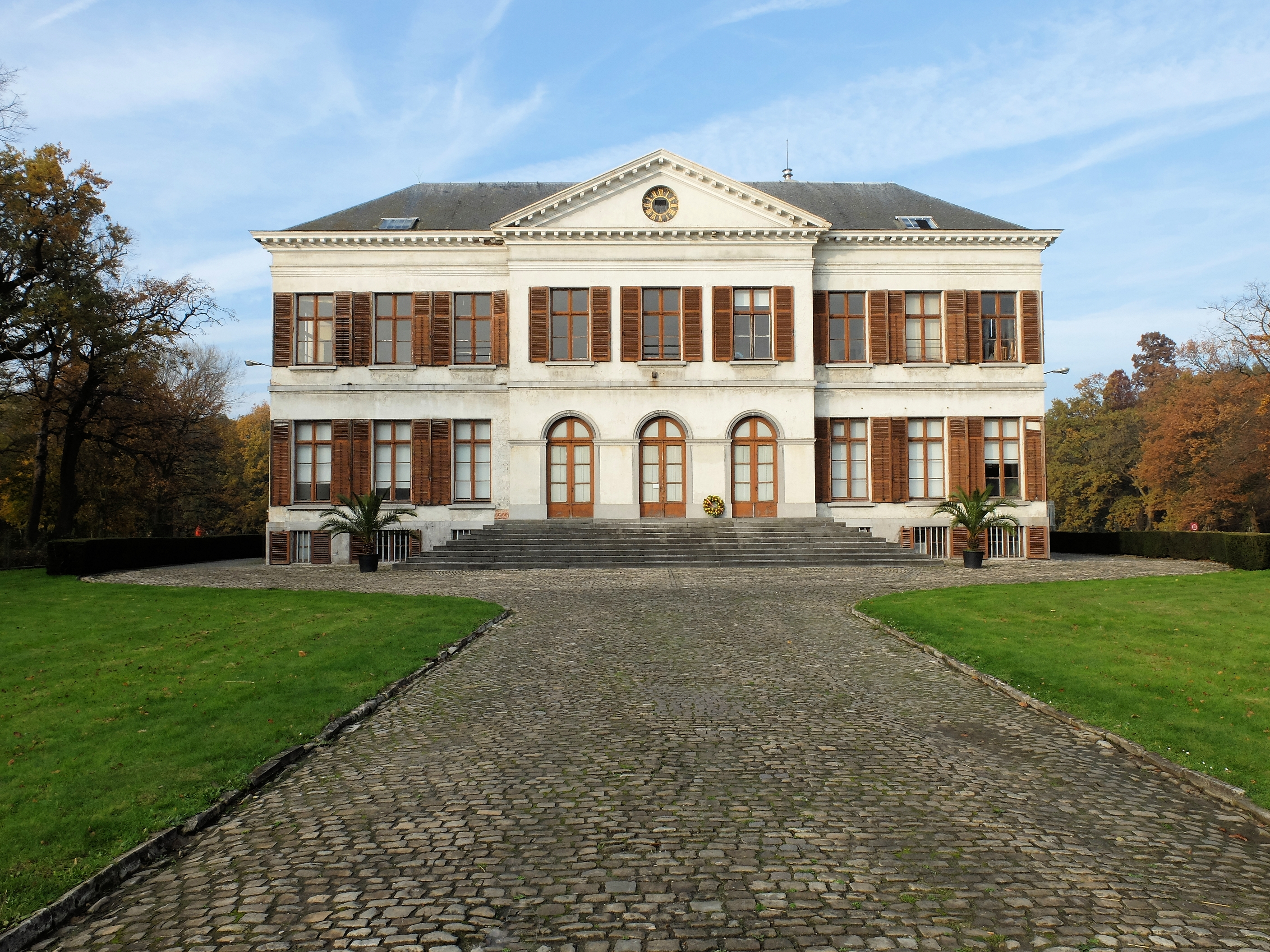
Kasteel Schoonselhof

- Kasteel van Altena in Kontich
- Kasteel Arendsnest in Edegem
- Kasteel Battenbroek in Walem
- Hof ter Beke in Wilrijk
- Kasteel Befferhof in Bonheiden
- Kasteel Berentrode in Bonheiden
- Berlaarhof in Berlaar
- Kasteel Beukenhof in Kapellen
- Bisschoppenhof in Deurne
- Kasteel de Bist in Ekeren
- Kasteel de Bist in Kessel
- Kasteel Bleyckhof in Oelegem
- Kasteel de Bocht in Willebroek
- Kasteel Boekenberg in Deurne
- Hof ter Borght in Westmeerbeek
- Kasteel Borrekens in Vorselaar
- Hof ten Bos in Heist-op-den-Berg
- Kasteel Bossenstein in Broechem
- Kasteel Bouckenborgh in Merksem

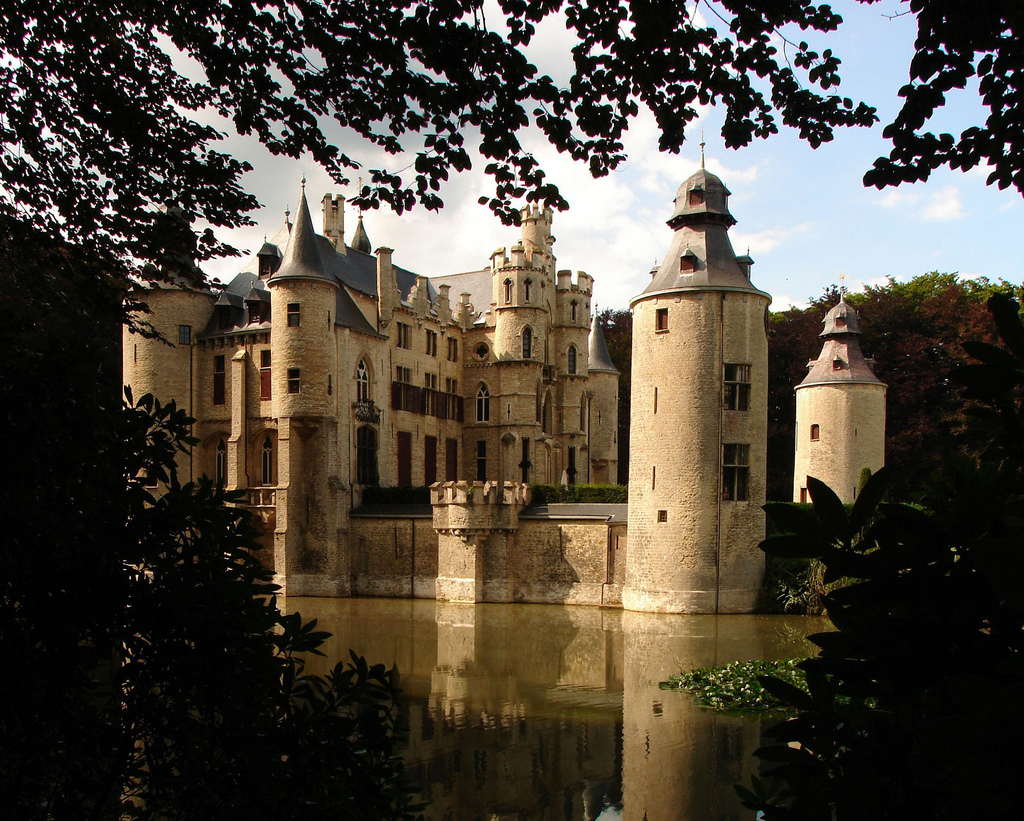
Kasteel Borrekens

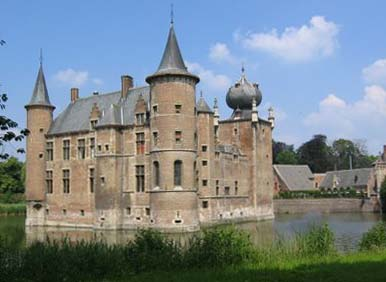
Waterslot Cleydael

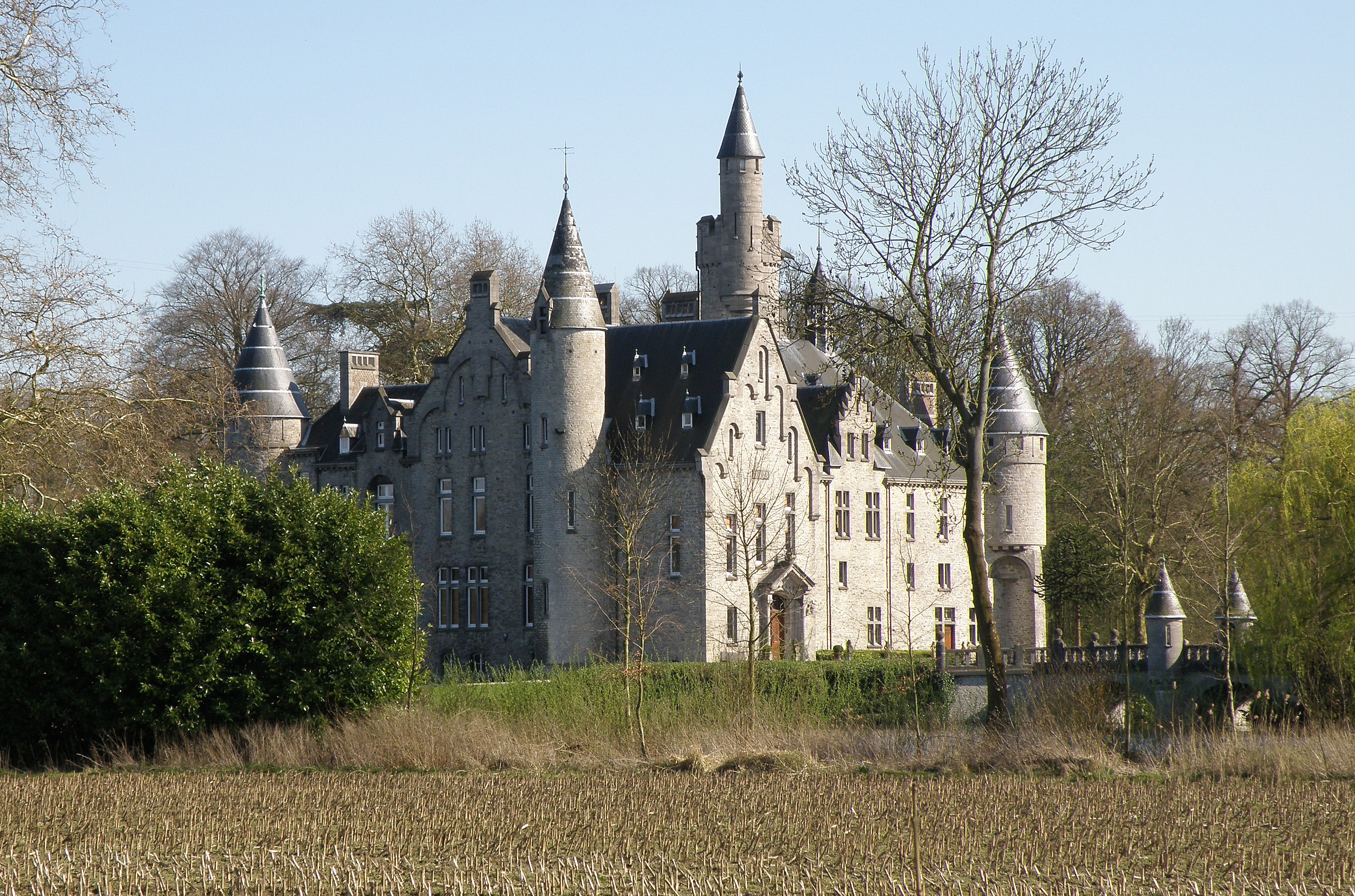
Kasteel Marnix de Sainte-Aldegonde

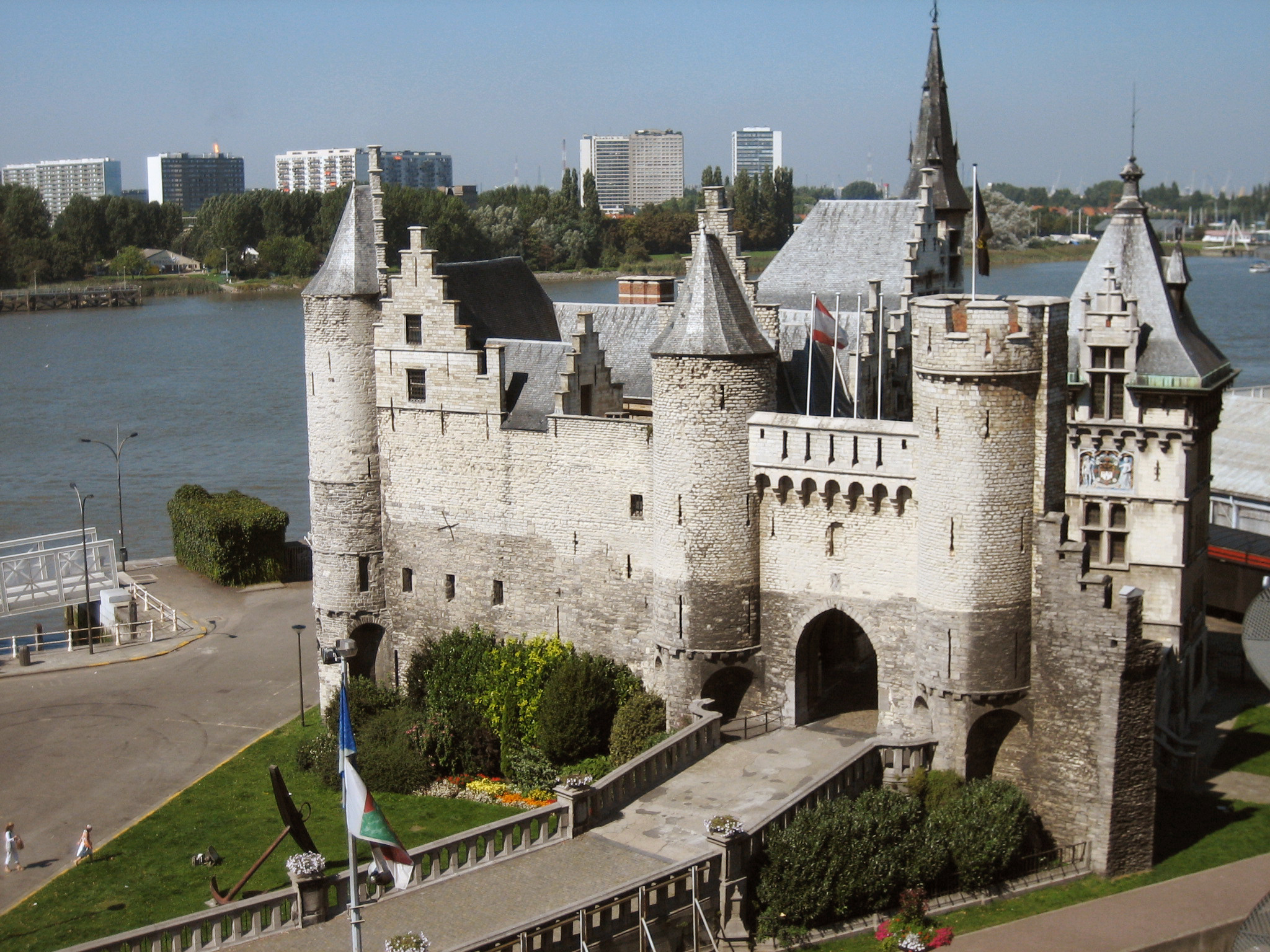
Het Steen

- Cijnshof van Boutersem in Zandhoven
- Hof van Bouwel in Bouwel
- Kasteel van de hertogen van Brabant in Turnhout
- Kasteel van Brasschaat in Brasschaat
- Kasteel Broydenborg in Hoboken-
- Kasteel de Buerstede in Aartselaar
- Kasteel Cantecroy in Mortsel
- Kasteel Cappenberg in Hove
- Waterslot Cleydael in Aartselaar
- Kasteel de Couwelaer in Deurne
- Kasteel De Most in Balen
- Kasteel Doggenhout in Ranst
- Kasteel Baron Dufour in Retie
- Kasteelmotte den Dulft in Bornem
- Hof ter Elst in Edegem
- Kasteel ter Elst in Duffel
- Kasteel Ertbrugge of Hof van Franck in Deurne
- Kasteel Fruithof in Boechout
- Gestelhof in Gestel
- Kasteel Ginhoven in Wuustwezel
- Kasteel Gravenhof in Hoboken
- 's Gravenkasteel in Lippelo
- Kasteel van 's-Gravenwezel in 's-Gravenwezel
- Kasteel Groenendaal in Merksem
- Kasteel Groenhoek in Itegem
- Groeningenhof in Kontich
- Hallehof in Halle
- Kasteel Hemelhof in Bornem
- Hof van Hemiksem in Hemiksem
- Kasteel Herlaar in Herenthout
- Heuvelhof in Boechout
- Kasteel Hof-en-Berg in Puurs
- Kasteel Hof ter Vijvers in Kapellen
- Kasteel van Hollaken in Rijmenam
- Kasteel van Hoogstraten in Hoogstraten
- Kasteel Hovorst in Viersel
- Kasteel Hulgenrode in Wommelgem
- Hof d'Intere in Wechelderzande
- Kasteel Irishof in Kapellen
- Kasteel Isschot in Itegem
- Hof van Kalesberg in Schoten
- Kasteel Kijkuit in Wijnegem
- Kasteel Klaverblad in Wilrijk
- Kasteel Koolhem in Puurs
- Kasteel La Garenne in Itegem
- Hof ter Laken in Booischot
- Hof van Lasson in Stabroek
- Hof van Liere in Zandhoven
- Hof ter Linden in Edegem
- Lindenhof in Lint
- Kasteel van Loenhout in Loenhout
- Hof van Massenhoven in Massenhoven
- Kasteel Meerlaar in Vorst
- Kasteel Meerlenhof in Hoboken
- Hof te Melis in Lippelo
- Kasteel Mikhof in Brasschaat
- Muysenhuys in Muizen
- Kasteel Nieuw Laarhof in Ekeren
- Kasteel Marnix de Sainte-Aldegonde in Bornem
- Kasteel Maxburg in Meer
- Kasteel de Meeus d'Argenteuil in Westerlo
- Kasteel De Merode in Westerlo
- Kasteel van Jeanne de Merode of Nieuw Kasteel in Westerlo
- Monnikkenhof in Hemiksem
- Kasteel Mussenborg in Edegem
- Nielderhof in Niel
- Kasteel Nielerbroek in Niel
- Kasteel Le Paige in Herentals
- Pelgrimhof in Heist-op-den-Berg
- Kasteel Domein Planckendael in Muizen
- Kasteel Pulhof in Wijnegem
- Gemeentehuis Putte in Putte
- Hof van Rameyen in Gestel
- Kasteel Rattennest in Hove
- Ravenhof in Stabroek
- Hof van Reet in Reet
- Kasteel de Renesse in Oostmalle
- Kasteel van Rethy in Retie
- Hof van Riemen in Heist-op-den-Berg
- Hof van Ringen in Lier
- Hof van Roosendaal in Merksem
- Kasteel van Ruisbroek
- Kasteel Runcvoort in Merksem
- Kasteel van Schilde in Schilde
- Kasteel Schoonselhof in Wilrijk
- Kasteel van Schoten in Schoten
- Kasteel Schravenhage in Noorderwijk
- Kasteel Selsaete in Wommelgem
- Solhof in Aartselaar
- Kasteel Sorghvliedt in Hoboken
- Spokenhof in Boechout
- Het Steen in Antwerpen
- Sterckshof in Deurne
- Steytelinck in Wilrijk
- Kasteel Terdonck in Muizen
- Kasteel Tibur in Reet
- Kasteel van Tielen in Tielen
- Kasteel d'Ursel in Hingene
- Kasteel ter Varent in Mortsel
- Kasteel van Veerle in Laakdal
- Hof van Veltwijck in Ekeren
- Kasteel van Villers in Schoten
- Kasteel Borrekens in Vorselaar
- Kasteel van Vorst-Meerlaer in Laakdal
- Kasteel Vredenborch in Boechout
- Kasteel Vredestein in Bonheiden
- Vrieselhof in Oelegem
- Kasteel van Westmalle in Westmalle
- Kasteel Weyninckhove in Hove
- Kasteel van Zellaer in Bonheiden
- Zoerselhof in Zoersel
- Kasteel Zwarte Arend in Deurne

## Brussels Hoofdstedelijk Gewest
- Kasteel Belvédère in Laken (Brussel)

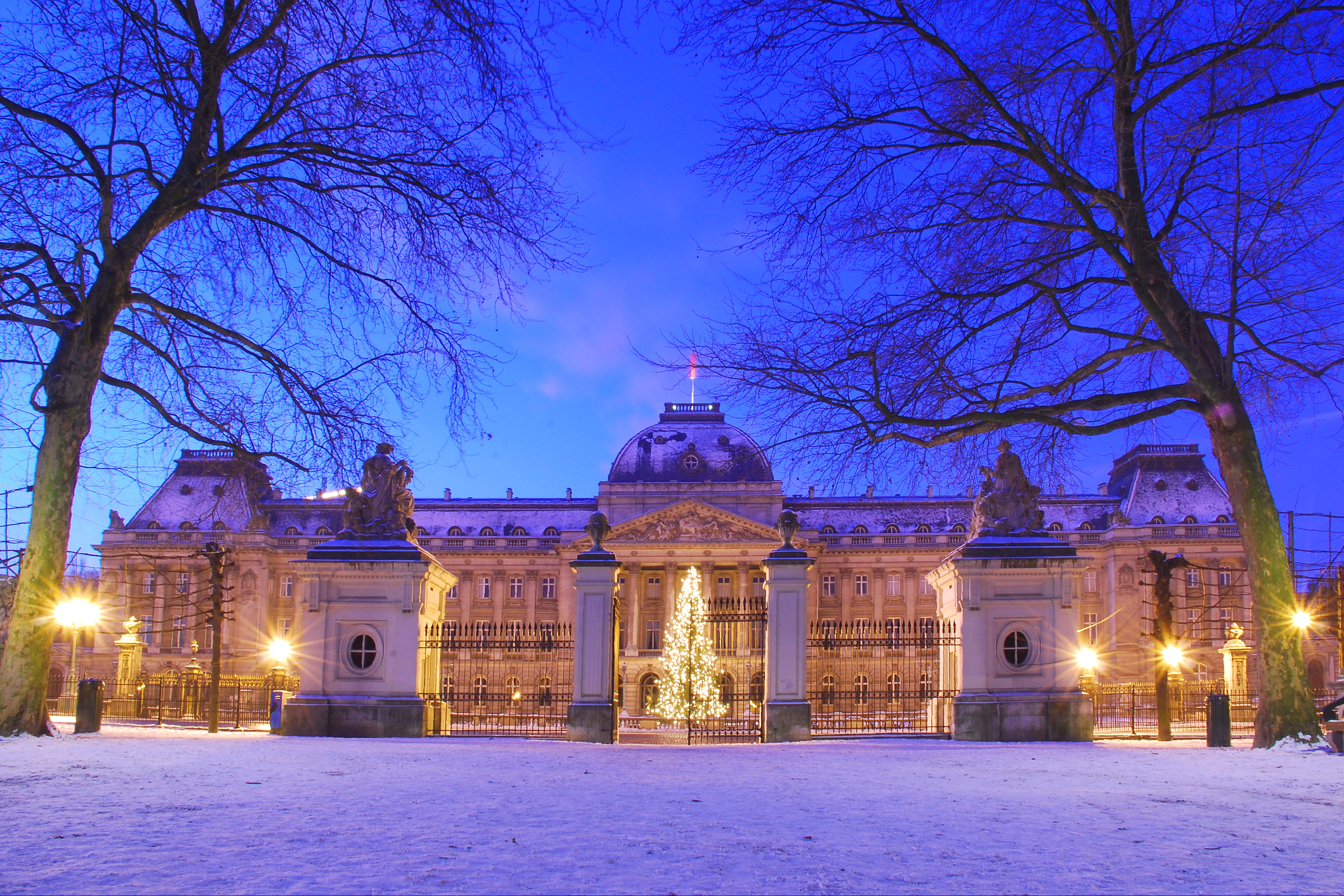
Koninklijk Paleis van Brussel

- Kasteel-gevangenis Drie Fonteinen in Oudergem
- Charle-Albertkasteel in Watermaal-Bosvoorde
- Egmontpaleis inBrussel
- Kasteel van Fougeraie in Ukkel
- Kasteel Fond'Roy in Ukkel
- Granvellepaleis in Brussel
- Kasteel Hertoginnedal in Oudergem en Sint-Pieters-Woluwe
- Paleis van Karel van Lotharingen in Brussel
- Kasteel Karreveld in Sint-Jans-Molenbeek
- Koninklijk Paleis in Brussel
- Paleis op de Koudenberg in Brussel
- Kasteel van Laken in Laken
- Maloukasteel in Sint-Lambrechts-Woluwe
- Paleis van Nassau in Brussel
- Papenkasteel in Ukkel
- Kasteel de Rivieren in Ganshoren
- Sint-Annakasteel in Oudergem
- Kasteel La Solitude in Oudergem
- Kasteel van Stuyvenberg te Brussel

## Vlaams-Brabant
- Kasteel van Arenberg in Heverlee
- Kasteel Beaulieu in Machelen
- Kasteel van Beersel in Beersel

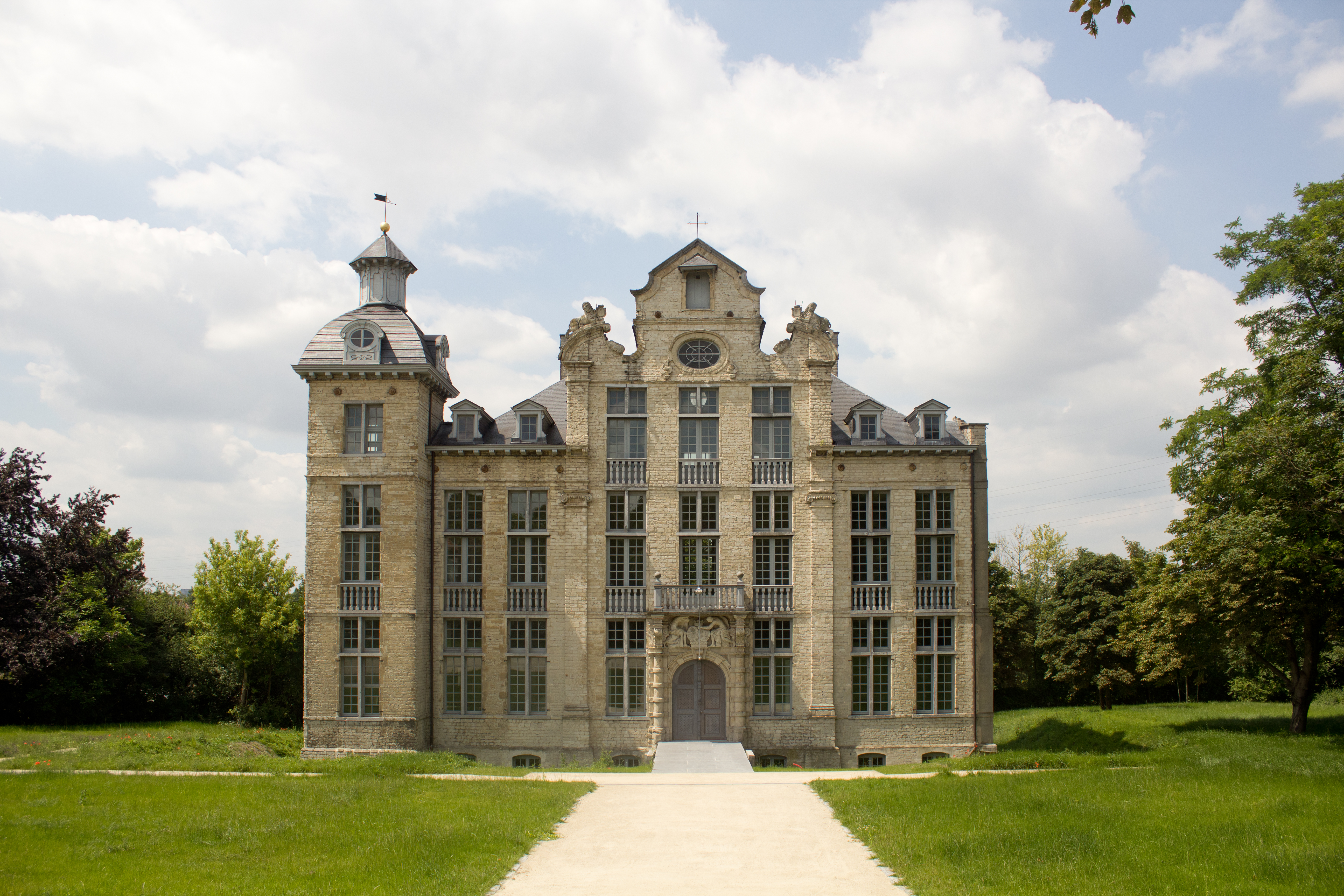
Kasteel Beaulieu

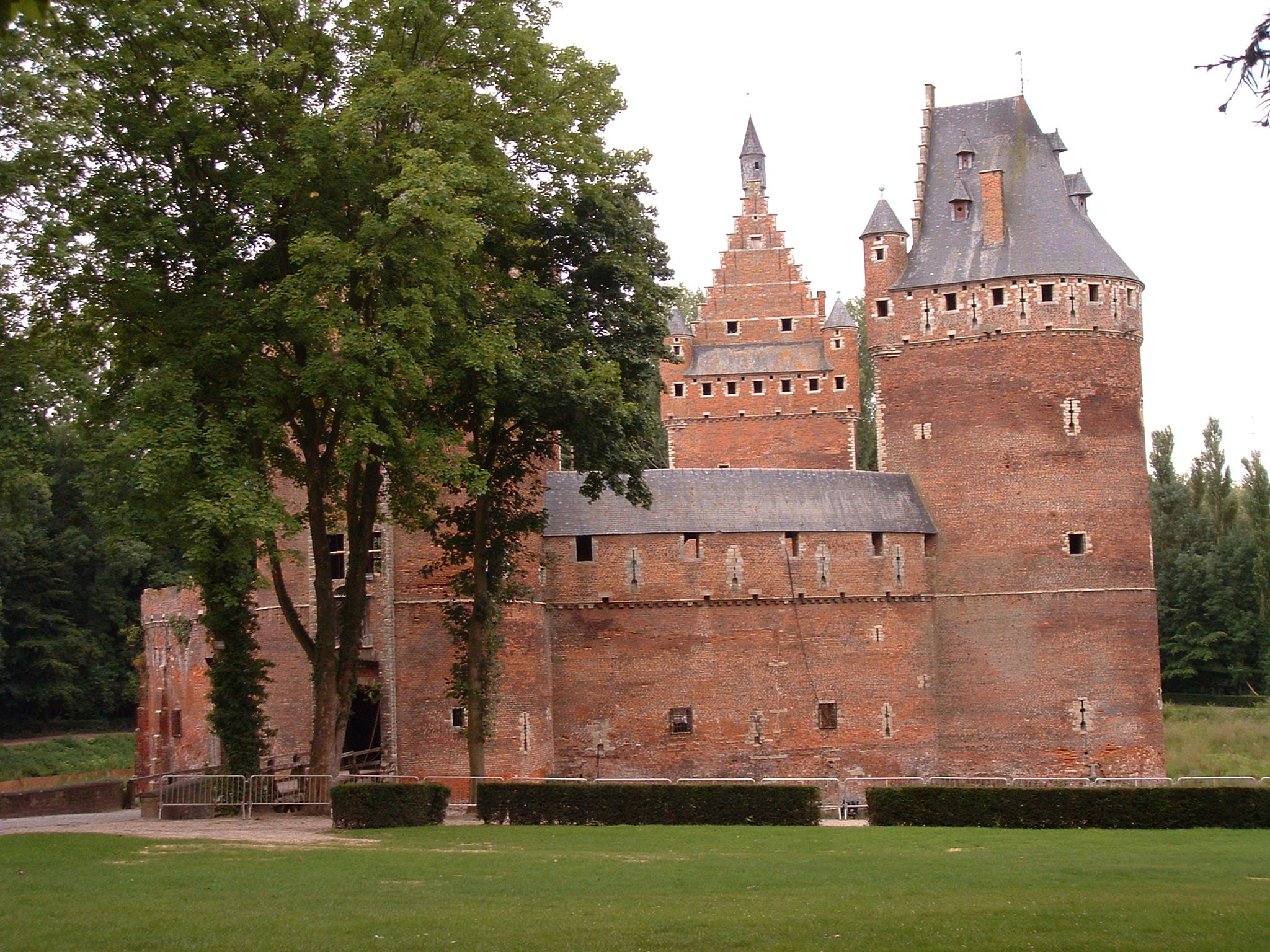
Kasteel van Beersel

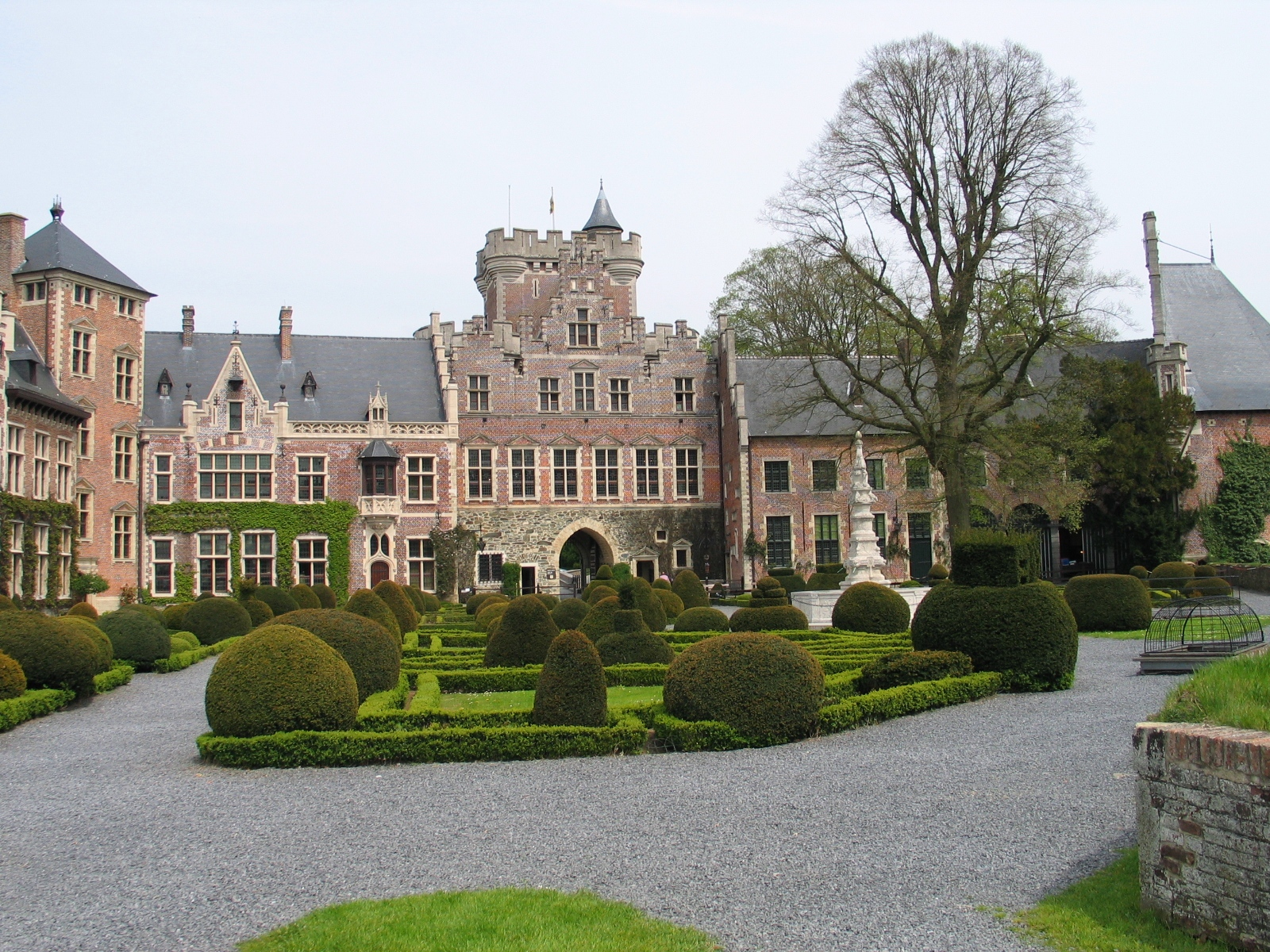
Kasteel van Gaasbeek

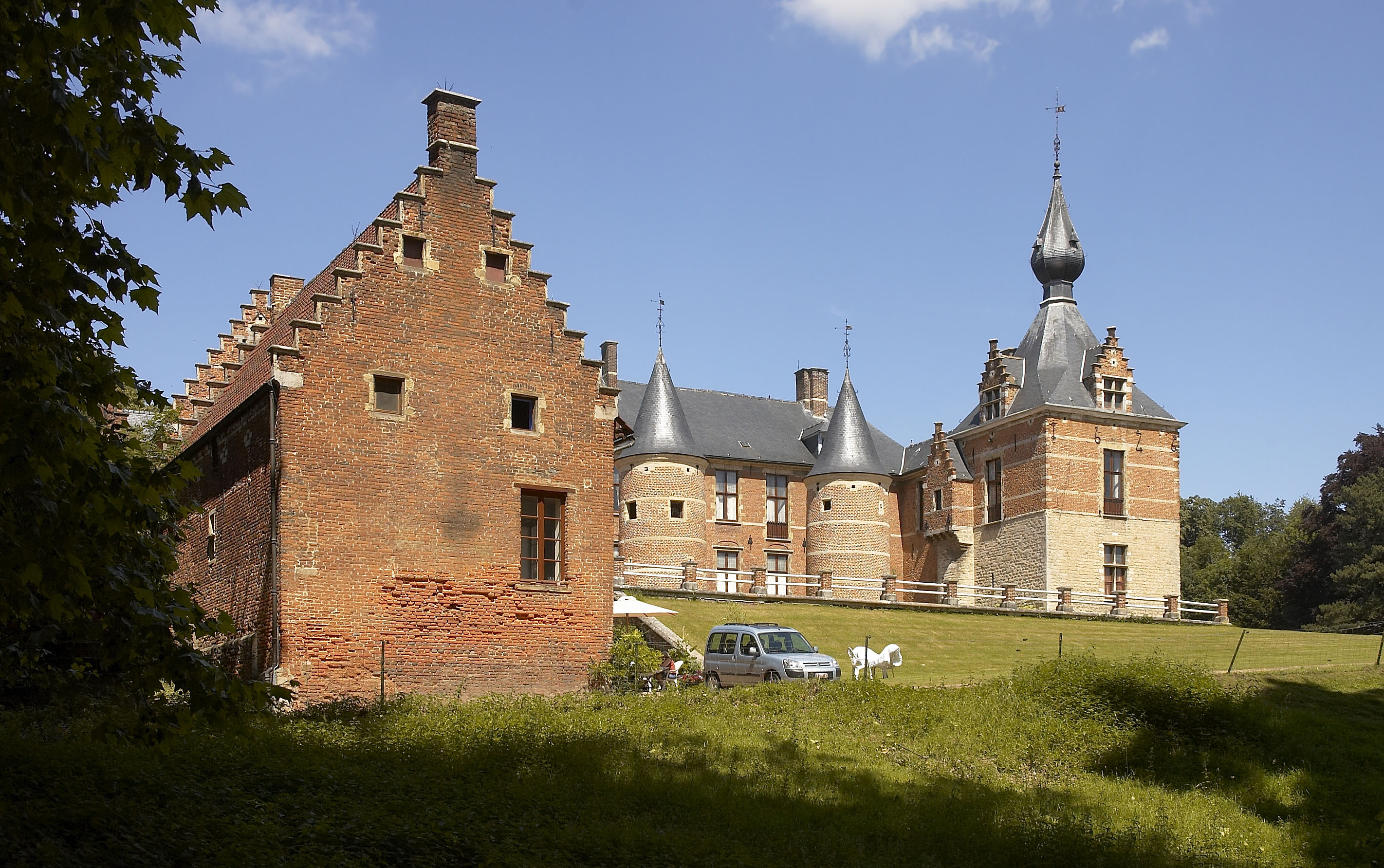
Kasteel van Leefdaal

- Kasteel van Bever in Strombeek-Bever
- Kasteel van Bets in Geetbets
- Kasteel van Bouchout in Meise
- Kasteel van Buizingen in Buizingen
- Kasteel Castelhof in Sint-Martens-Bodegem
- Kasteel van Cleerbeek in Sint-Joris-Winge
- Kasteel van Coloma in Sint-Pieters-Leeuw
- Kasteel Diependael in Elewijt
- Kasteel Diepensteyn in Steenhuffel
- Kasteel de Dieudonne in Korbeek-Lo
- Kasteel de Eiken in Grimbergen
- Kasteel d'Exaerde in Humelgem
- Kasteel van Gaasbeek in Gaasbeek
- Kasteel van Gravenhof in Dworp
- Kasteel Groenhoven in Malderen
- Kasteel Groenveld in Grimbergen
- Kasteel van Groot-Bijgaarden in Groot-Bijgaarden
- Kasteel ter Ham in Steenokkerzeel
- Kasteel van Heetvelde in Oetingen
- Hoogpoort in Asse
- Kasteel van Horst in Sint-Pieters-Rode
- Kasteel van Huldenberg in Huldenberg
- Kasteel van Huizingen in Huizingen
- 's Gravenkasteel in Humbeek
- Kasteel van Imde in Imde
- Het Isquekasteel in Overijse
- Kasteel Kruikenburg in Ternat
- Kasteel van Kwabeek in Boutersem
- Lintkasteel in Grimbergen
- Kasteel van Leefdaal in Leefdaal
- Kasteel van Loonbeek in Loonbeek
- Kasteel de Marnix in Overijse
- Kasteel de Man in Hoeilaart
- Margapavilioen in Diegem
- Kasteel de Maurissens in Pellenberg
- Kasteel van Meldert in Hoegaarden
- Kasteel de Merode in Dilbeek
- Kasteel La Motte in Sint-Ulriks-Kapelle
- Kasteel van Neerijse in Neerijse
- Kasteel Neufcour in Eizeringen
- Kasteel Nieuwermolen in Sint-Ulriks-Kapelle
- Kasteel Nieuwland in Aarschot
- Kasteel van Oorbeek in Oorbeek
- Kasteel d'Overschie in Grimbergen
- Kasteel Pellenberg te Machelen
- Kasteel van Petergem in Petegem-aan-de-Schelde
- Prinsenkasteel in Grimbergen
- Kasteel Quirini in Hoeilaart
- Kasteel van Rampelberg in Asse
- Kasteel Rattendaal in Sint-Pieters-Leeuw
- Kasteel van Ribeaucourt in Perk
- Kasteel en park Ter Rijst in Heikruis
- Kasteel van Rivieren in Aarschot
- Kasteel Rokkenborch in Onze-Lieve-Vrouw-Lombeek
- Het rood kasteel in Linden
- Kasteel van Saffelberg in Gooik
- Kasteel van Schepdaal in Sint-Martens-Lennik
- Kasteel van Schoonhoven in Aarschot
- Nieuw kasteel van Sint-Agatha-Rode in Sint-Agatha-Rode
- Hof te Sittaert in Bekkerszeel
- Het Steen in Elewijt
- Kasteel van Steenhault in Vollezele
- Kasteel van Strijtem in Strijtem
- Kasteel Ter Meeren in Sterrebeek, Zaventem
- Kasteel van Troostenberg in Houwaart
- Kasteel de Viron in Dilbeek
- Kasteel van Groenveld/Kasteel van Vroenevelde in Grimbergen
- Kasteel Waalborre in Asse
- Kasteel Waarbeek in Asse
- Kasteel van Walfergem (Hof te Huseghem) in Asse
- Kasteel van Wemmel in Wemmel
- Het wit kasteel in Linden
- Kasteel Wittouck in Sint-Pieters-Leeuw

## Limburg
- Landcommanderij Alden Biesen in Rijkhoven
- Kasteel Altembrouck in 's-Gravenvoeren

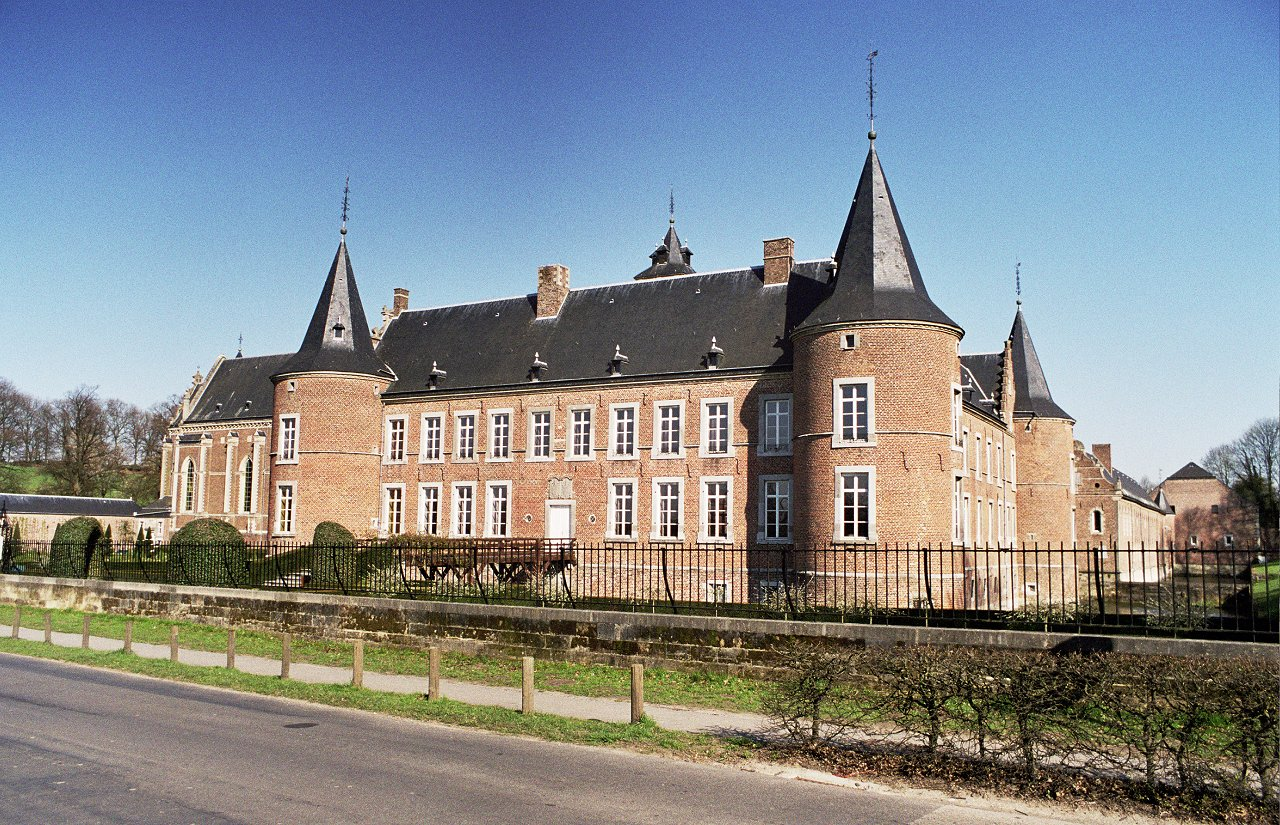
Landcommanderij Alden Biesen

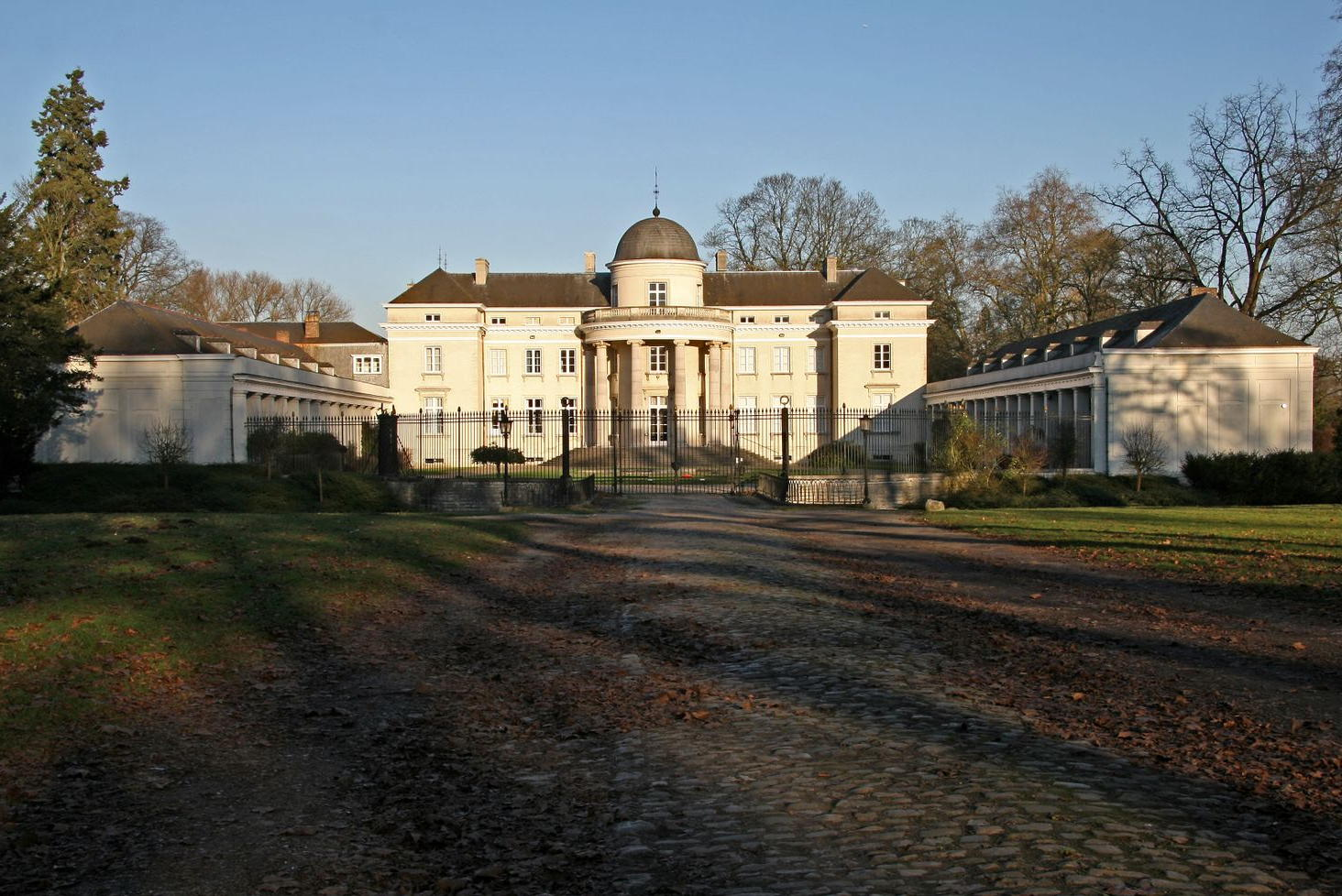
Kasteel Duras

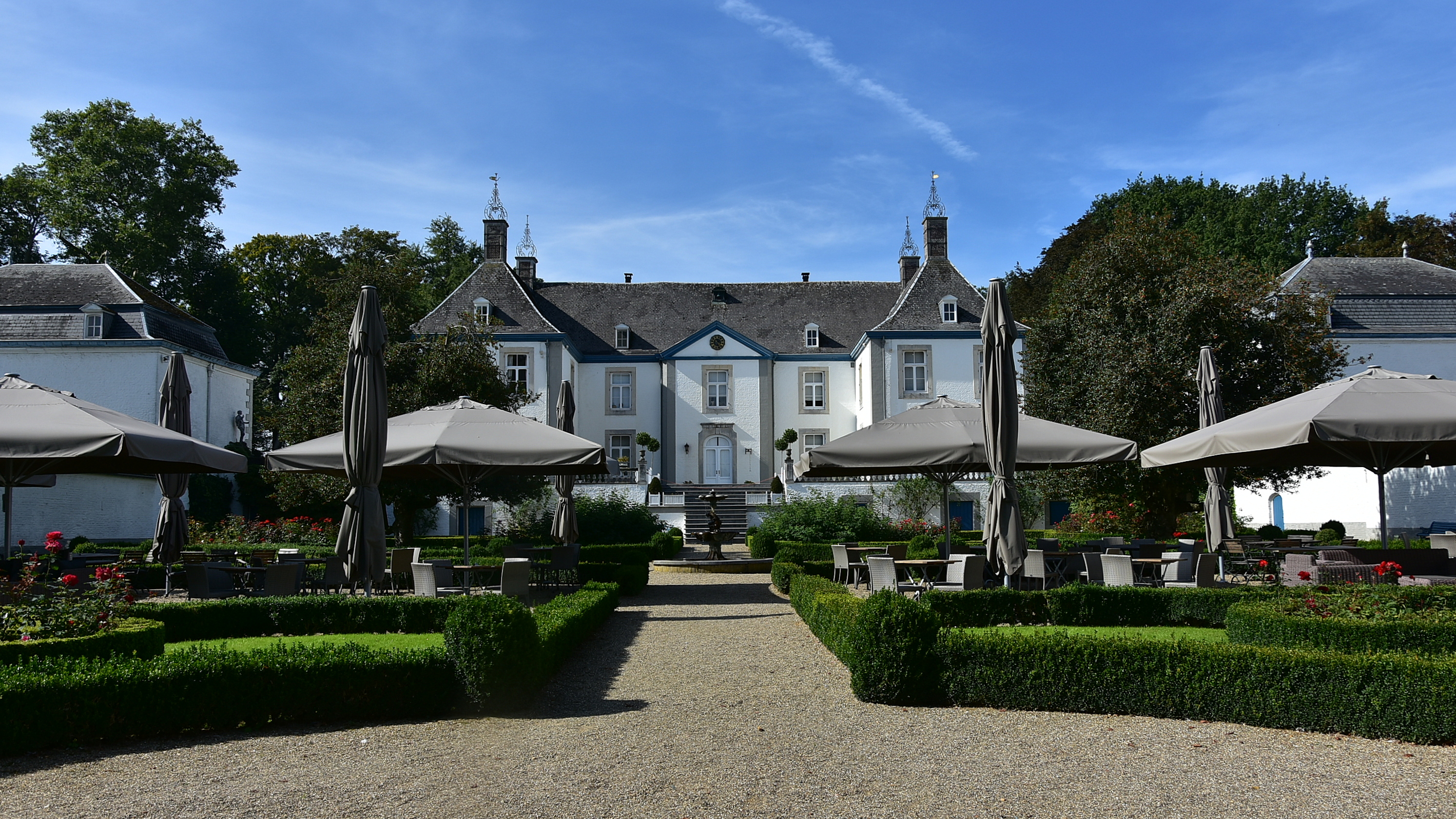
Wijnkasteel Genoels-Elderen

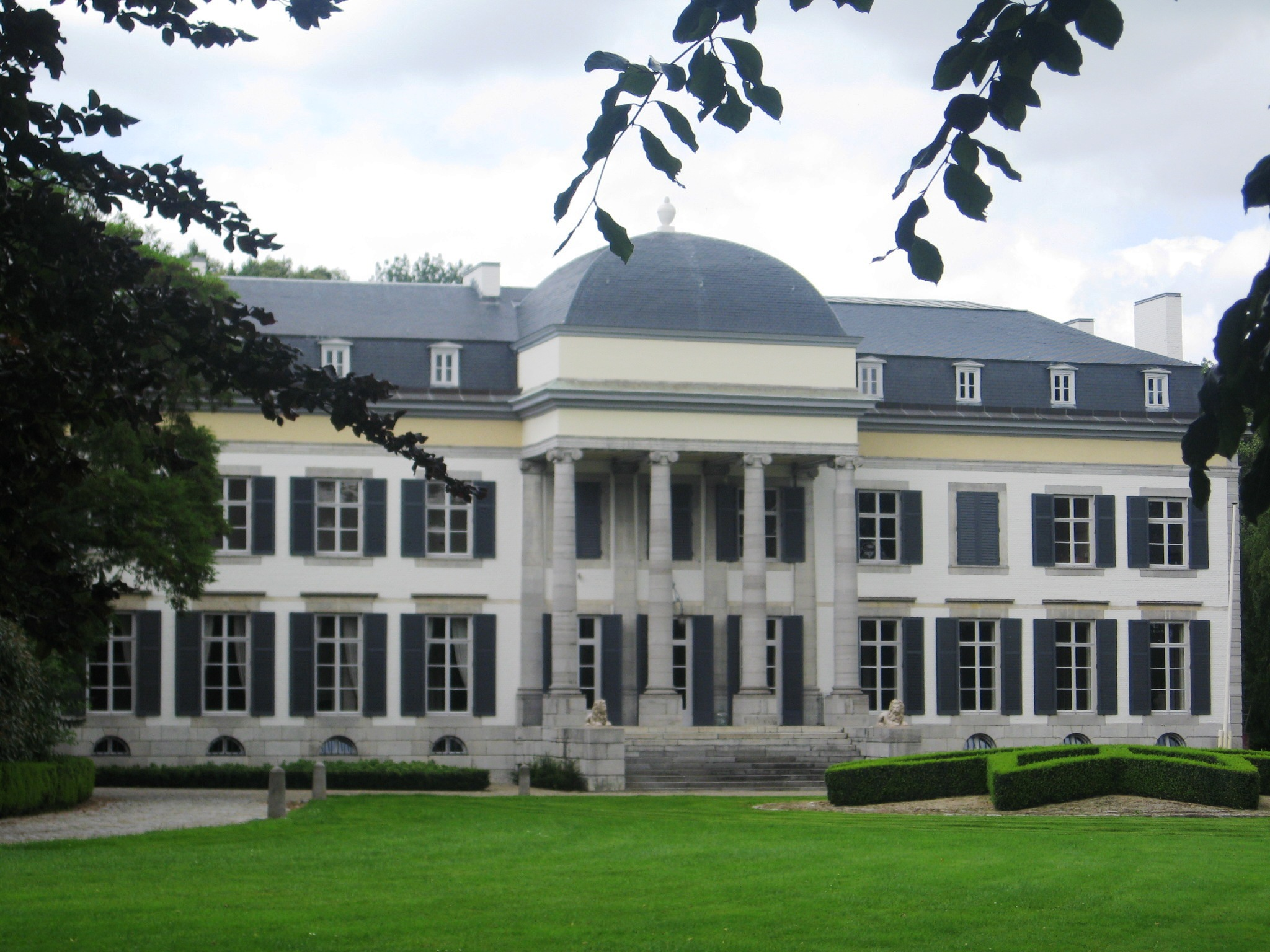
Kasteel van Gors

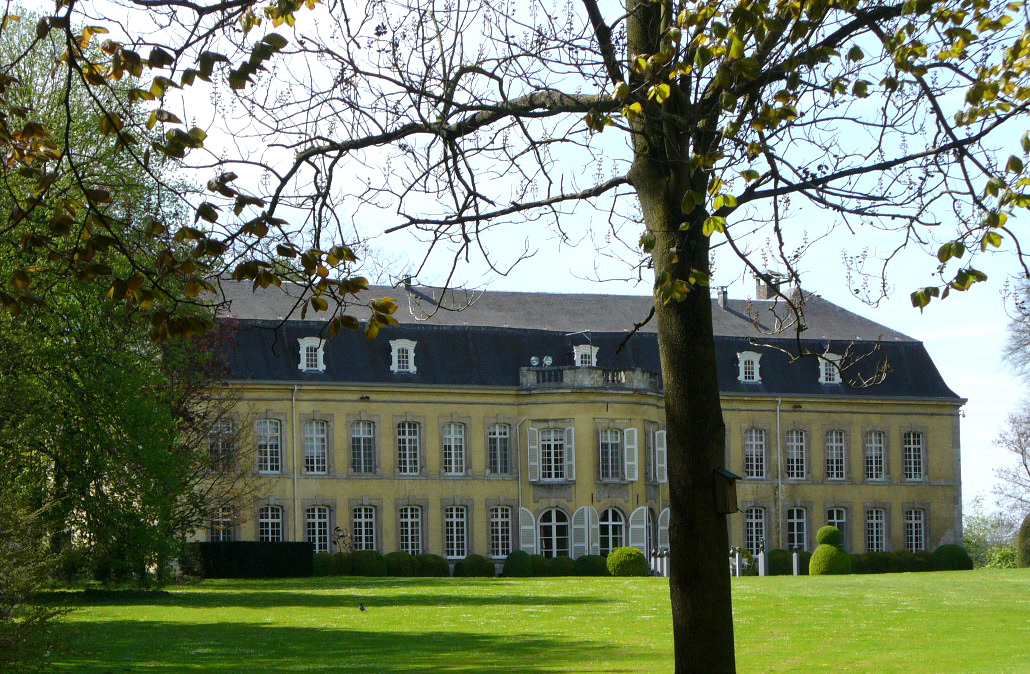
kasteel van Hocht

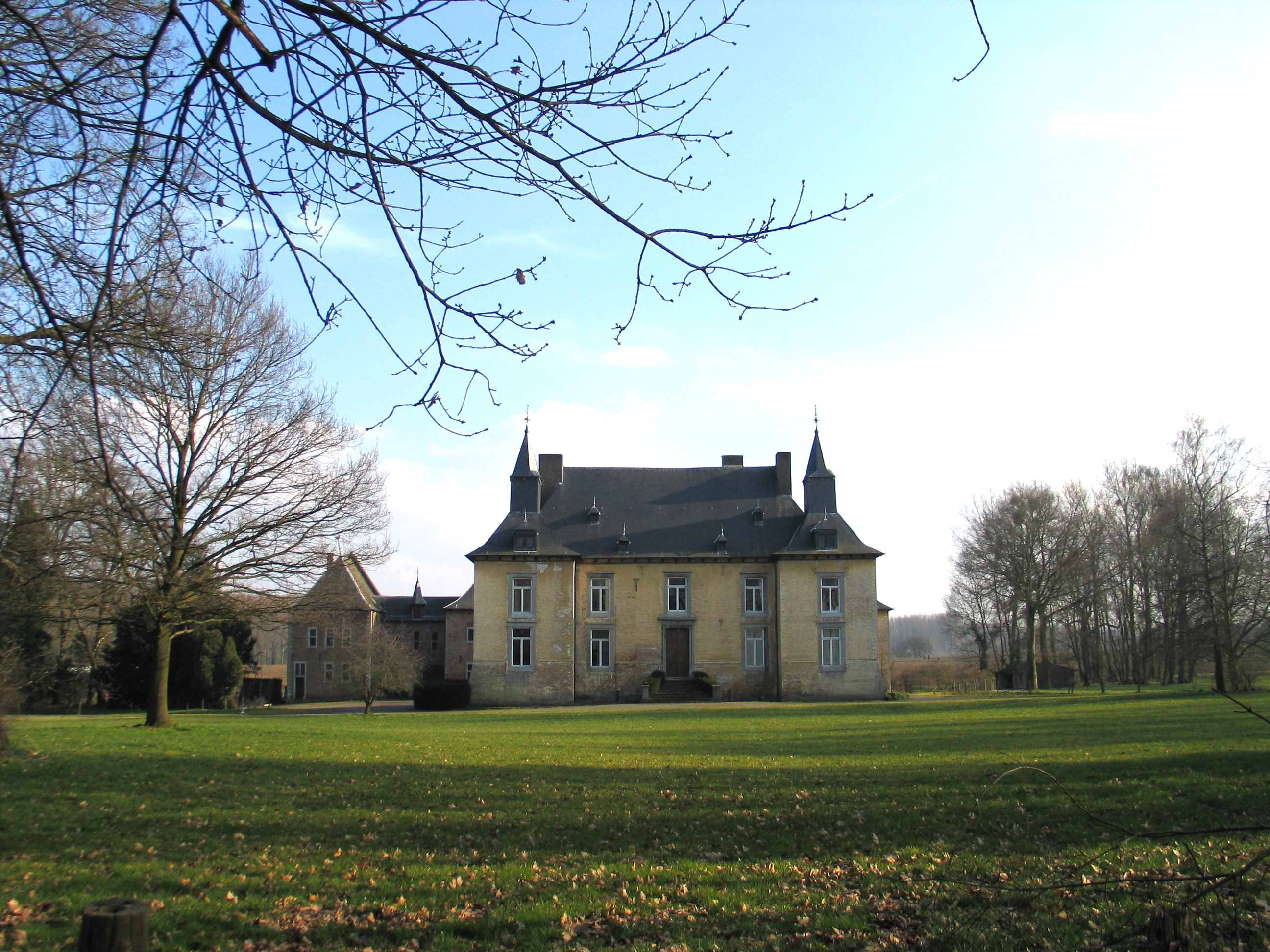
Kasteel van Schalkhoven

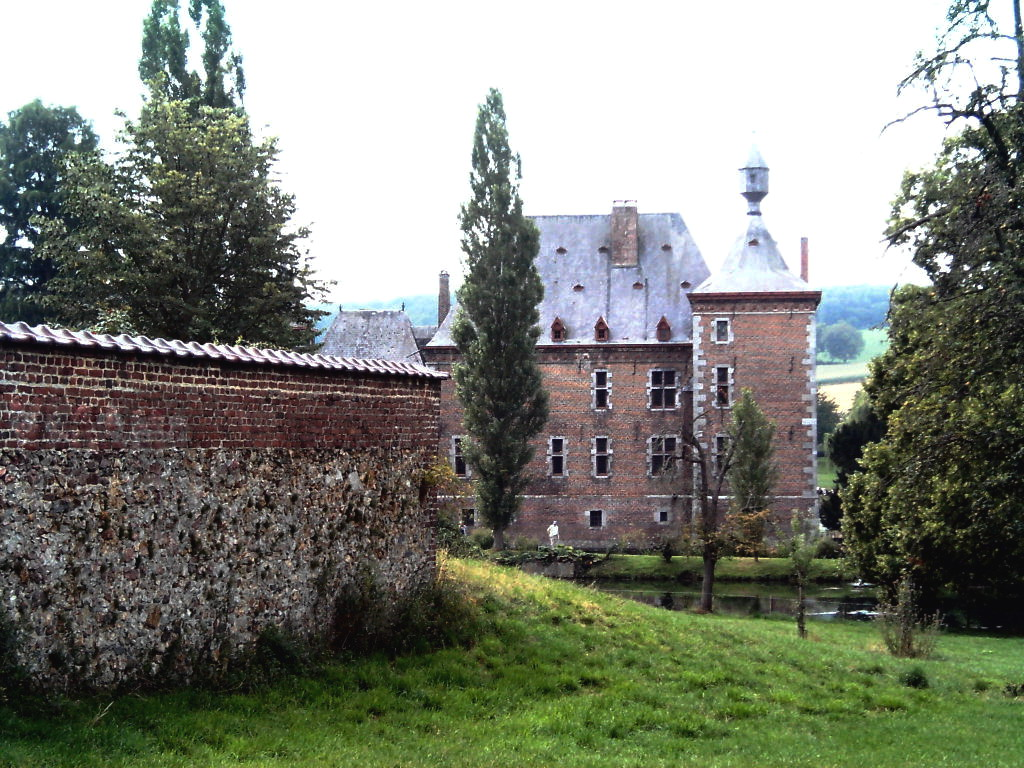
Commanderij van Sint-Pieters-Voeren

- Kasteel d'Aspremont-Lynden in Oud-Rekem
- Kasteel Bellevue in Gors-Opleeuw
- Burcht van Bergkelder in Rotem
- Bethaniakasteel in Hoeselt
- Kasteel van Betho in Tongeren
- Kasteel van Binderveld in Binderveld
- Kasteel van Blekkom in Loksbergen
- Kasteel van Bockrijck in Hoeselt
- Kasteel van Bokrijk in Genk
- Kasteel van Bommershoven in Bommershoven
- Kasteel Borghoven in Piringen
- Kasteel Borgitter in Kessenich
- Kasteel de Borman in Bree
- Kasteel de Brouckmans in Hoeselt
- Kasteel Brustem in Brustem
- De Torenruïne van Brustem in Brustem
- Kasteel De Burg in Lummen
- Kasteel Carolinaberg in Stokkem
- Kasteel de Clée in Kuttekoven
- Kasteel De Commanderij in Sint-Pieters-Voeren
- Kasteel de Motte in Groot-Gelmen
- Kasteel Daalbroek in Rekem
- Kasteel Dessener in Wintershoven
- Kasteel van Diepenbeek in Diepenbeek
- Kasteel Den Dool in Helchteren
- Kasteel de Donnea in Guigoven
- Kasteel Duras in Duras
- Kasteel Edelhof in Munsterbilzen
- Kasteel Engelhof in Houthalen
- Kasteel de Fauconval in Kortessem
- Fonteinhof in Gotem
- Kasteel Gasterbos in Schulen
- Kasteel Grevenbroek in Achel
- Jachtslot Genebroek in Achel
- Wijnkasteel Genoels-Elderen in Genoelselderen
- Kasteel Geuzentempel in Terkoest
- Kasteel van Gingelom in Gingelom
- Kasteel van Gors in Gors-Opleeuw
- Kasteel Groenendaal in Waltwilder
- Kasteel Groot Peteren in Alken
- Commanderij van Gruitrode in Gruitrode
- Kasteel Haagsmeer in Borgloon
- Kasteel van Halbeek in Herk-de-Stad
- Kasteel van Hamal in Rutten
- Kasteel Het Hamel in Lummen
- Kasteel van Hamont in Donk
- Kasteel van Hardelingen in Sint-Huibrechts-Hern
- Kasteel van Hasselbroek in Hasselbroek
- Kasteel van Heers in Heers
- Kasteel van Heks in Heks
- Kasteel van Henegauw in Hasselt
- Kasteel van 's Herenelderen in 's Herenelderen
- Kasteel van Heurne in Sint-Pieters-Heurne
- Kasteel van Hocht, de voormalige Abdij van Hocht in Lanaken
- Kasteel van Hoepertingen in Hoepertingen
- Kasteel de Hoof in Teuven
- Kasteel Hoogveld in Vliermaal
- Kasteel Hulsberg in Borgloon
- Kasteel Jongenbos in Vliermaalroot
- Kasteel Jonckholt in Hoelbeek
- Kapelhof in Rekem
- Kasteel Kaulille in Kaulille
- Kasteel Keienheuvel in Klein-Gelmen
- Kasteel van Kerkom in Kerkom
- Kasteel Kewith in Lanaken
- Burchtruïne van Kolmont in Overrepen
- Kasteel van Kolmont in Overrepen
- Kasteel Lagendal in Lummen
- Kasteel van Landwijk in Donk
- Kasteel Leva in Alken
- Kasteel Litzberg in Lanklaar
- Burcht van Loon in Borgloon
- Kasteel van Loye in Lummen
- Kasteel Luciebos in Houthalen
- Kasteel Magis in Sint-Pieters-Voeren
- Kasteelhoeve de Méan in Zichen-Zussen-Bolder
- Kasteel Meeuwen-Gruitrode in Meeuwen-Gruitrode
- Waterburcht van Meldert in Meldert
- Kasteel van Melveren in Sint-Truiden
- Kasteel Menten de Horne in Sint-Truiden
- Merodekasteel in Lanaken
- Kasteel Meylandt in Heusden
- Waterburcht Millen in Millen
- Kasteel van Mombeek in Hasselt
- Kasteel Ter Motten in Dilsen
- Burchttoren van Mulken in Mulken
- Kasteel van Neerrepen in Neerrepen
- Nieuwenhof in Maaseik
- Kasteel van Nieuwenhoven te Sint-Truiden
- Kasteel van Nieuwerkerken te Nieuwerkerken
- Kasteel Nonnenmielen in Sint-Truiden
- Kasteel Obbeek in Heusden
- Kasteel Ommerstein in Rotem
- Kasteel van Opleeuw in Gors-Opleeuw
- Kasteel van Obsinnich in Remersdaal
- Kasteel van Ordingen te Ordingen
- Kasteel van Ottegraven in 's-Gravenvoeren
- De Oude Kuil in Voorshoven
- Oudenhof in Gremelslo
- Kasteel van Peer in Peer
- Kasteel Peten in Velm
- Kasteel de Pierpont in Herk-De-Stad
- Kasteel Pietersheim en Burchtruïne van het Merodekasteel in Lanaken
- Prinsenhof in Kuringen
- Kasteel Printhagen in Kortessem
- Kasteel Quanonne in Koersel
- Rentmeesterij van Alden Biesen in Diepenbeek
- Kasteel Ridderborn in Vliermaalroot
- Kasteel van Rijkel te Rijkel
- Kasteel Rodenpoel in Alken
- Rood Kasteel in Guigoven
- Kasteel van Rooi in Neerrepen
- Kasteel Rootsaert in Alken
- Kasteel Rosmeulen in Nerem
- Kasteel van Rullingen in Kuttekoven
- Kasteel Runkelen in Runkelen
- Kasteel van Schalkhoven in Schalkhoven
- Kasteel de Schans in Opoeteren
- Kasteel Scherpenberg in Nerem
- Waterkasteel van Schoonbeek in Beverst
- Commanderij van Sint-Pieters-Voeren in Sint-Pieters-Voeren
- Kasteel Sipernau in Elen
- Kasteel van Stevoort in Stevoort
- Kasteel van Terbiest in Sint-Truiden
- Kasteel van Terbos in Hoeselt
- Kasteel Terhove in Bommershoven
- Kasteel Terkoest in Alken
- Kasteel Terlaemen in Viversel
- Kasteel Trockaert in Ulbeek
- Kasteel van Veulen in Veulen
- Kasteel Vilain XIIII in Leut
- Kasteel Vogelsanck in Zolder
- Kasteel van Wideux in Hasselt
- Kasteel van Wijer in Wijer
- Kasteel van Widooie in Widooie
- Kasteel van Wimmertingen in Wimmertingen
- Het Wit Kasteel in Kerkom
- Kasteel van Wurfeld in Wurfeld
- Kasteel Zangerheide in Eigenbilzen
- Kasteel van Zinnich in Teuven

## Waals-Brabant

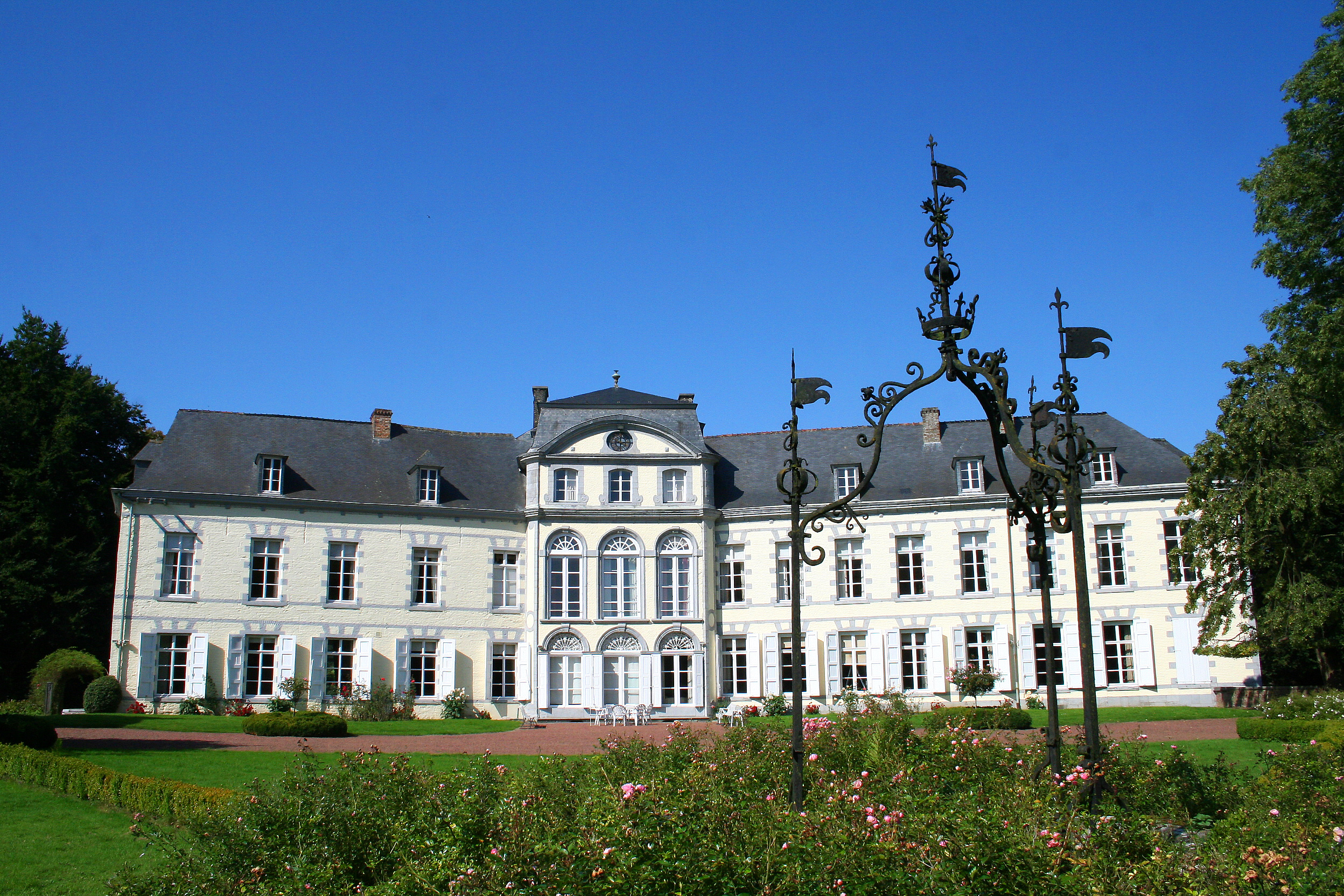
Kasteel van Bois-Seigneur-Isaac

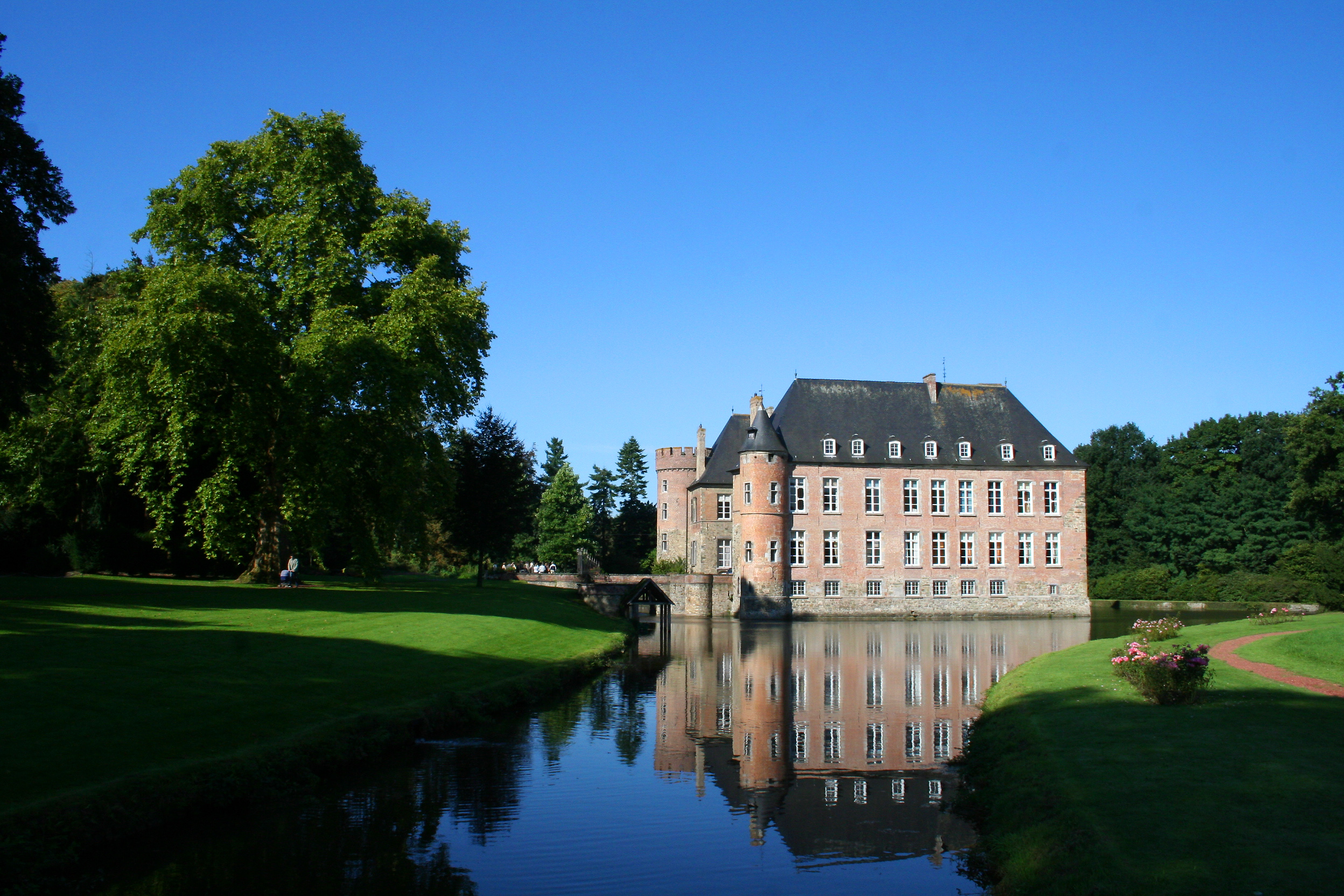
Kasteel van Kasteelbrakel

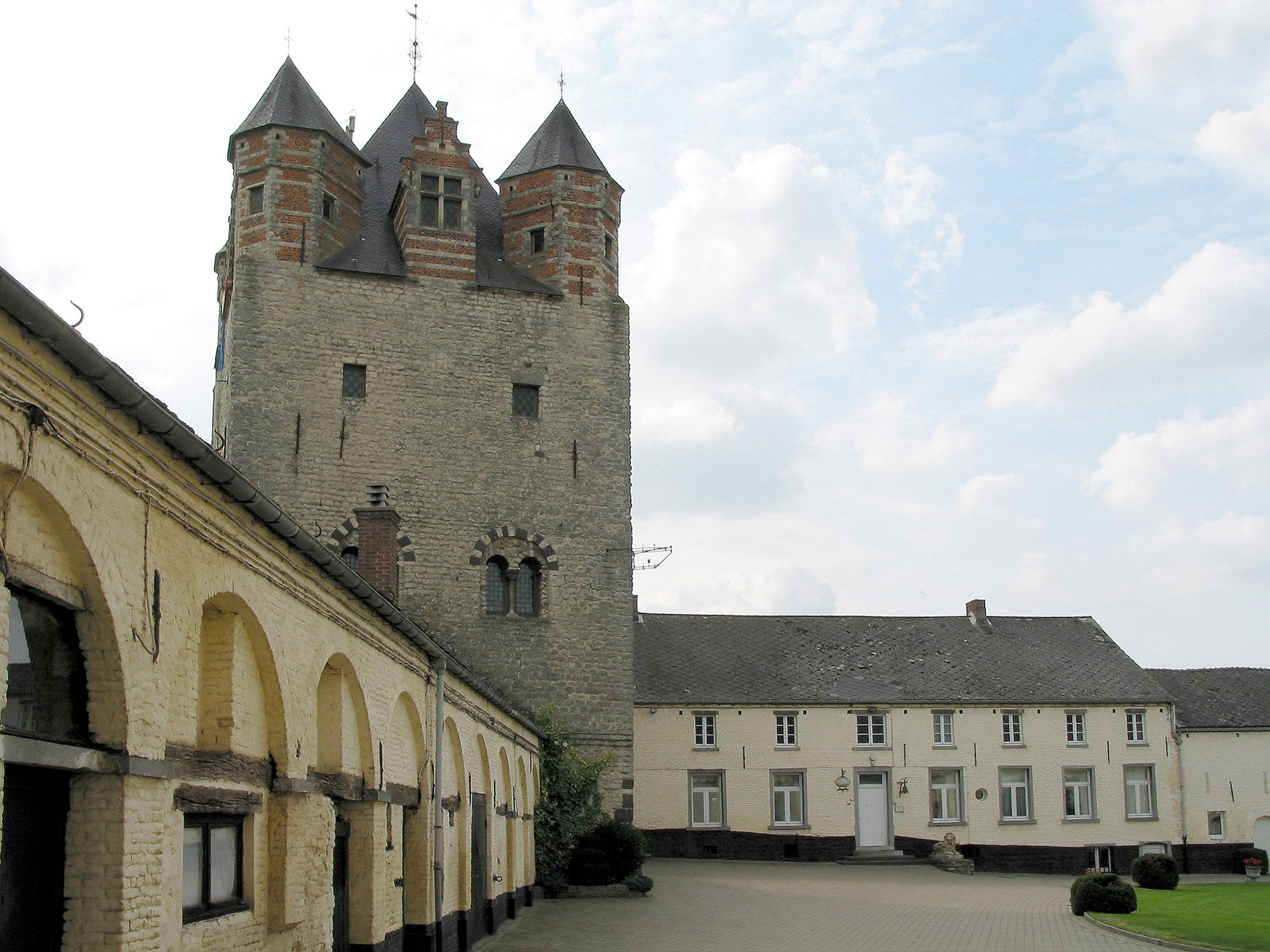
Kasteel van Moriensart

- Kasteel van Argenteuil te Waterloo
- Bacquelainekasteel in Longueville
- Kasteel Baudemont in Itter
- Kasteel van Bierbais in Hévillers
- Kasteel van Blanmont in Blanmont
- Kasteel van Bois-Seigneur-Isaac in Ophain-Bois-Seigneur-Isaac
- Kasteel van Bonlez in Bonlez
- Kasteel van Bousval in Bousval
- Kasteel van Kasteelbrakel in Kasteelbrakel
- Burggravenkasteel in Geldenaken
- Kasteel des Cailloux in Geldenaken
- Kasteel Cense de Glymes in Opgeldenaken
- Kasteel van Dalhoutem in Genepiën
- Kasteel van Dongelberg in Dongelberg
- Kasteel van Fonteneau in Nijvel
- Kasteel van Gentinnes in Gentinnes
- Kasteel van Genval in Rixensart
- Kasteel van Geten in Geten
- Kasteel Ghobert in Geldenaken
- Kasteel Goblet d'Alviella in Court-Saint-Étienne
- Kasteel van Heilissem in Heilissem
- Kasteel l'Hermite in Eigenbrakel
- Kasteel Heylissem in Heilissem
- Kasteel van Houtain-le-Val in Houtain-le-Val
- Kasteel des Italiens te Klabbeek
- Kasteel van Itter in Itter
- Kasteel du Lac in Genval
- Kasteel van Linsmeel in Linsmeel
- Kasteel van Moriensart in Céroux-Mousty
- Kasteel van Opheylissem in Opheylissem
- Kasteel van Opprebais in Opprebais
- Kasteel van Ottignies in Ottignies
- Kasteel Pastur in Geldenaken
- Kasteel van Piétrebais in Piétrebais
- Kasteel van Potte in Nijvel
- Kasteel de Quirini in Dion-Valmont
- Kasteel van Rixensart in Rixensart
- Kasteel Rose in Orp-le-Petit
- Kasteel van Savenel in Nethen
- Kasteel Solvay (Kasteel van Terhulpen) in Terhulpen
- Kasteel van Thy in Baisy-Thy
- Château de la Tournette in Nijvel
- Château de la Vicomté in Geldenaken
- Kasteel van Walhain in Walhain
- Kasteelhoeve van Zeebroeck in Nethen
- Kasteel van Zittert-Lummen in Zittert-Lummen

## Henegouwen
- Kasteel van Acoz in Acoz
- Kasteel van Attre in Attre
- Kasteel van Antoing in Antoing
- Sint-Antoniuskasteel in Celles
- Kasteel van Anvaing in Anvaing

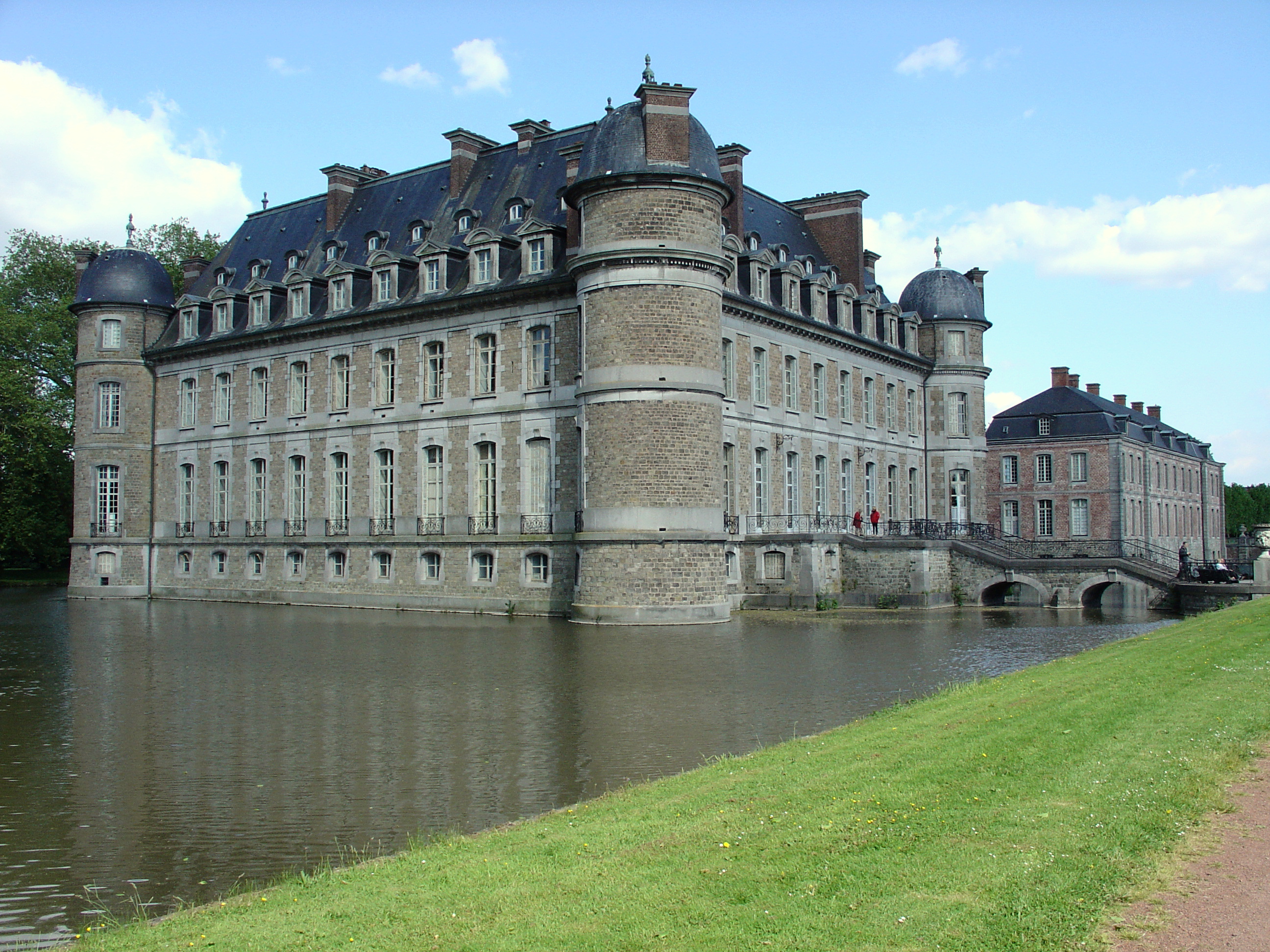
Kasteel van Belœil

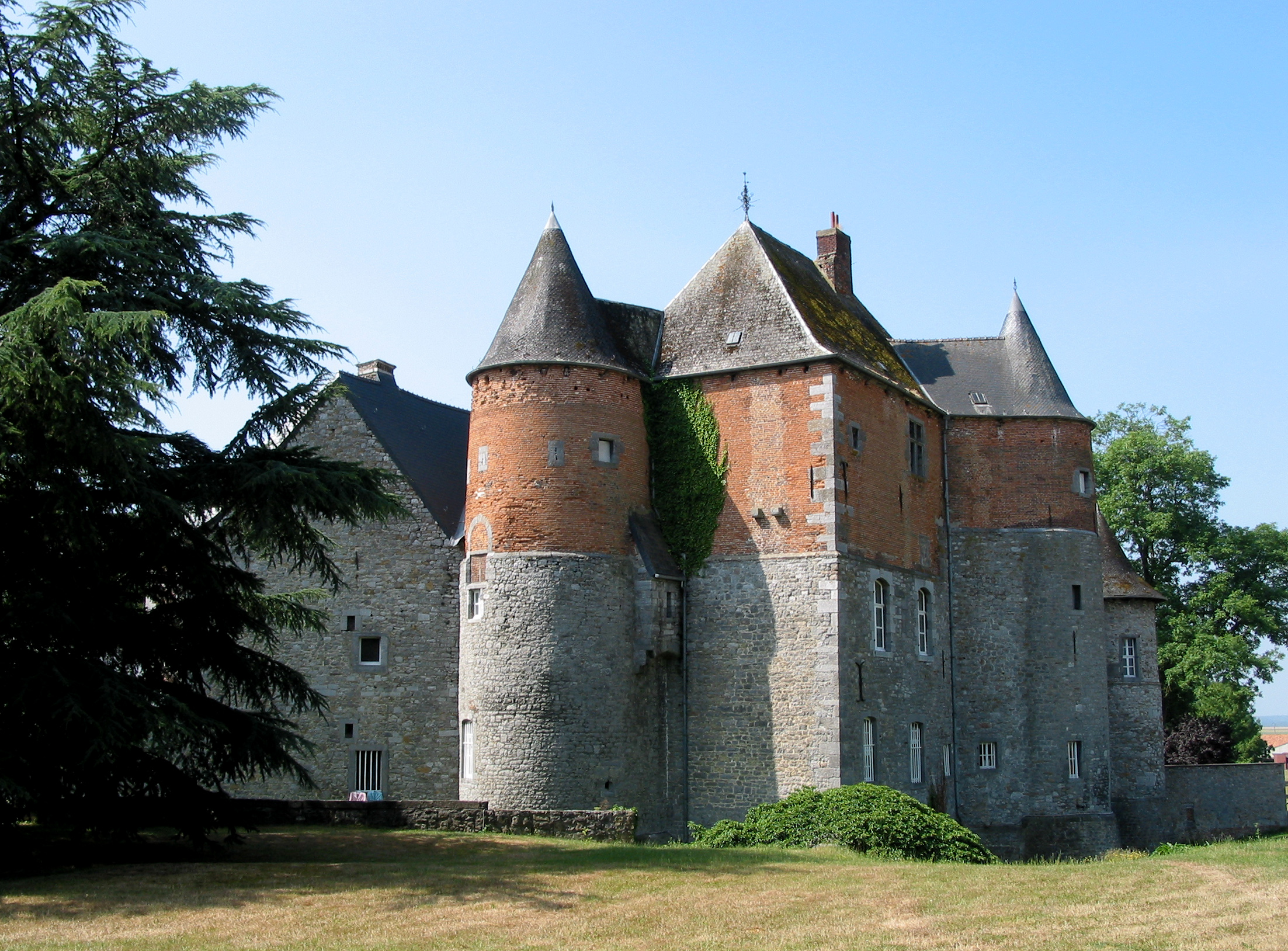
Kasteel van Fosteau

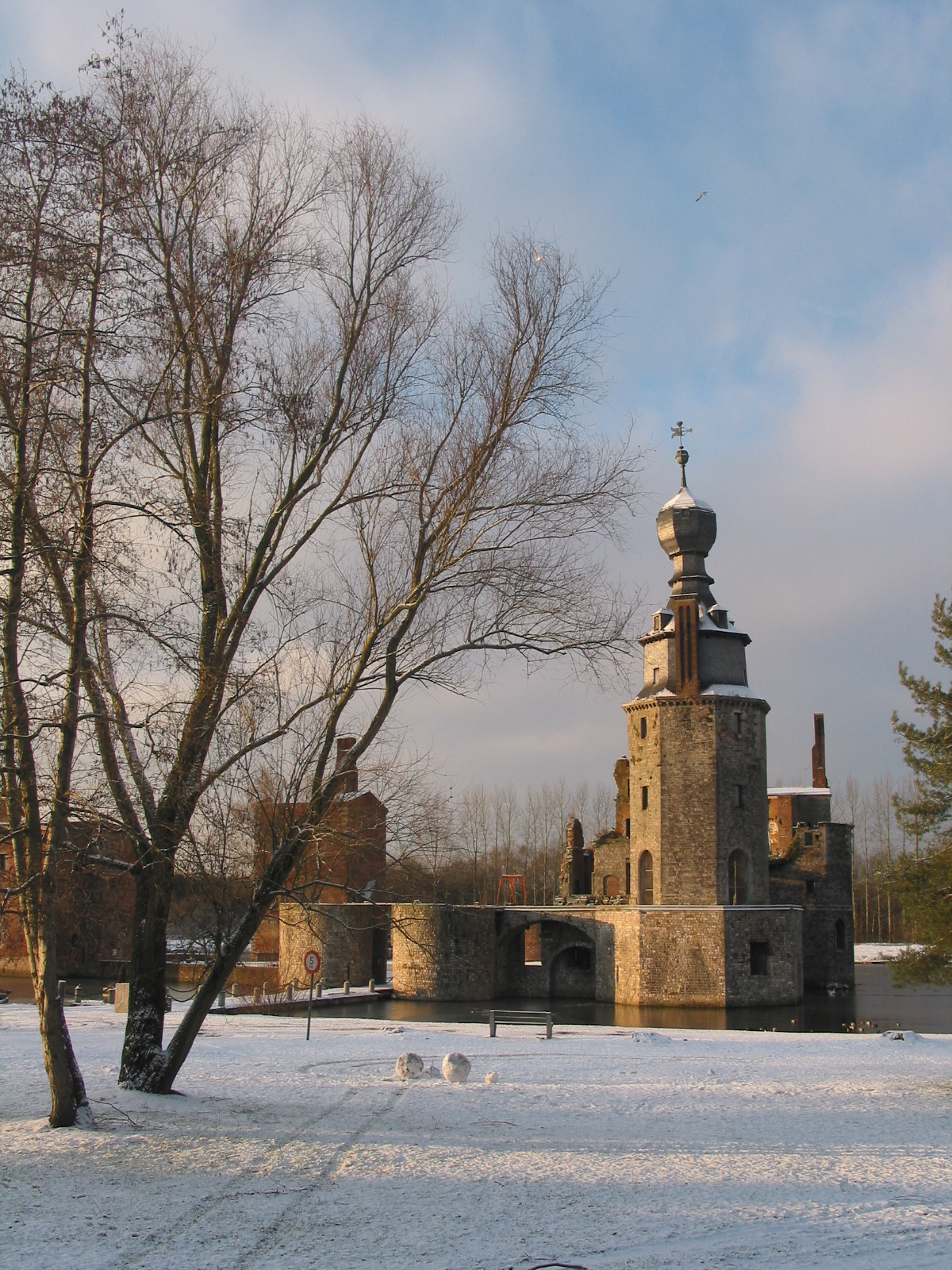
Kasteel van Havre

- Kasteel d'Auxy de Launois in Thoricourt
- Château des Baudry in Honnelles
- Kasteel van Beaulieu on Bergen
- Kasteel Beauregard in Froyennes
- Kasteel van Belœil in Belœil
- Kasteel van La Berlière in Houtaing
- Sint-Bernardstoren in Cambron-Casteau
- Kasteel van Biez in Péruwelz
- Kasteel van Bitremont in Bury
- Kasteel Bon Revoir in Aat
- Kasteel van Boussu in Boussu
- Kasteel Burbant in Aat
- Kasteel Cartier in Marchienne-au-Pont
- Kasteel van Casteau in Zinnik
- Kasteel La Catoire in Blicquy
- Kasteel van de graven du Chastel in Bruyelle
- Kasteel van Chimay in Chimay
- Kasteelhoeve van Cour-sur-Heure in Cour-sur-Heure
- Kasteelhoeve Curgies in Calonne
- Kasteel van Ecaussinnes-Lalaing in Ecaussinnes-Lalaing
- Kasteel Graven van Egmond in Herchies (Zie Kasteel van Herchies)
- Het Egmontkasteel in Chièvres
- Kasteel Empain in Edingen
- Kasteel ven l'Emelle in Charleroi
- Kasteel van l'Ernelle in Monceau-sur-Sambre
- Kasteel van Lestriverie in Lessenbos
- Kasteel van Farciennes in Farciennes
- Kasteel van Feluy in Feluy
- Kasteel van La Follie in Ecaussinnes-d'Enghien
- Kasteel van Fontaine-l'Évêque in Fontaine-l'Évêque
- Kasteel van Fosteau in Leers-et-Fosteau
- Kasteel van Forchies-la-Marche in Forchies-la-Marche
- Kasteel van Fouleng in Fouleng
- Kasteel van Ghlin in Ghlin
- Kasteel van Gougnies in Gougnies
- Toren van Gosselies in Gosselies
- Gravenkasteel te Moeskroen
- Kasteel van Ham-sur-Heure in Ham-sur-Heure
- Kasteel van Havré in Havré
- Kasteel van Herchies in Herchies
- Het Hermitagekasteel in Bon-Secours
- Kasteel van Imbrechies in Monceau-Imbrechies
- Kasteel van Irchonwelz in Irchonwelz
- Château du Jardin in Chièvres
- Het Jonathanhuis in Edingen
- Kasteel van Julius Caesar in Doornik
- Kasteel van Karel van Lorreinen in Morlanwelz-Mariemont
- Kasteel van Lassus in Blandain
- Kasteel van Louvignies in Chaussée-Notre-Dame-Louvignies
- Kasteel Malaise in Huissignies
- Ruïnes van het Paleis van Maria van Hongarije in Binche
- Kasteel van Mariemont in Morlanwelz
- Kasteel van Monceau-sur-Sambre in Monceau-sur-Sambre
- Kasteel van Montignies-sur-Roc in Montignies-sur-Roc
- Kasteel van Morval in Gondregnies
- Kasteel van Moulbaix in Moulbaix
- De Notgertoren in Thuin
- Château d'Ossogne in Thuillies
- Château du Parc in Zinnik
- Kasteel de la Poterie in Frameries
- Château de Prelle in Manage
- Kasteel van Presles in Presles
- Kasteelhoeve Quirini in Fleurus
- Kasteelhoeve van Rampemont in Fayt-le-Franc
- Kasteel van Rianwelz in Courcelles
- Kasteel van la Rocq in Feluy
- Kasteel van Le Rœulx in Le Rœulx
- Kasteel van la Royère in Néchin
- Kasteel Salomonsart in 's-Gravenbrakel
- Kasteel van Sars-la-Bruyère in Sars-la-Bruyère
- Kasteel van Seneffe in Seneffe
- Kasteel van Solre-sur-Sambre in Solre-sur-Sambre
- Kasteelhoeve van Taravisée in Wayaux
- Kasteel van Templeuve in Templeuve
- Kasteel van Thoricourt in Thoricourt
- Kasteel van Thuillies in Thuillies
- Kasteel van Thieusies in Zinnik
- Kasteel van Trazegnies in Trazegnies
- Kasteel van Vaulx in Doornik
- Kasteel Villegas in Zinnik
- Kasteel van Wanfercée in Wanfercée-Baulet

## Luik
- Kasteel van Abée in Abée
- Kasteel van Aigremont in Awirs

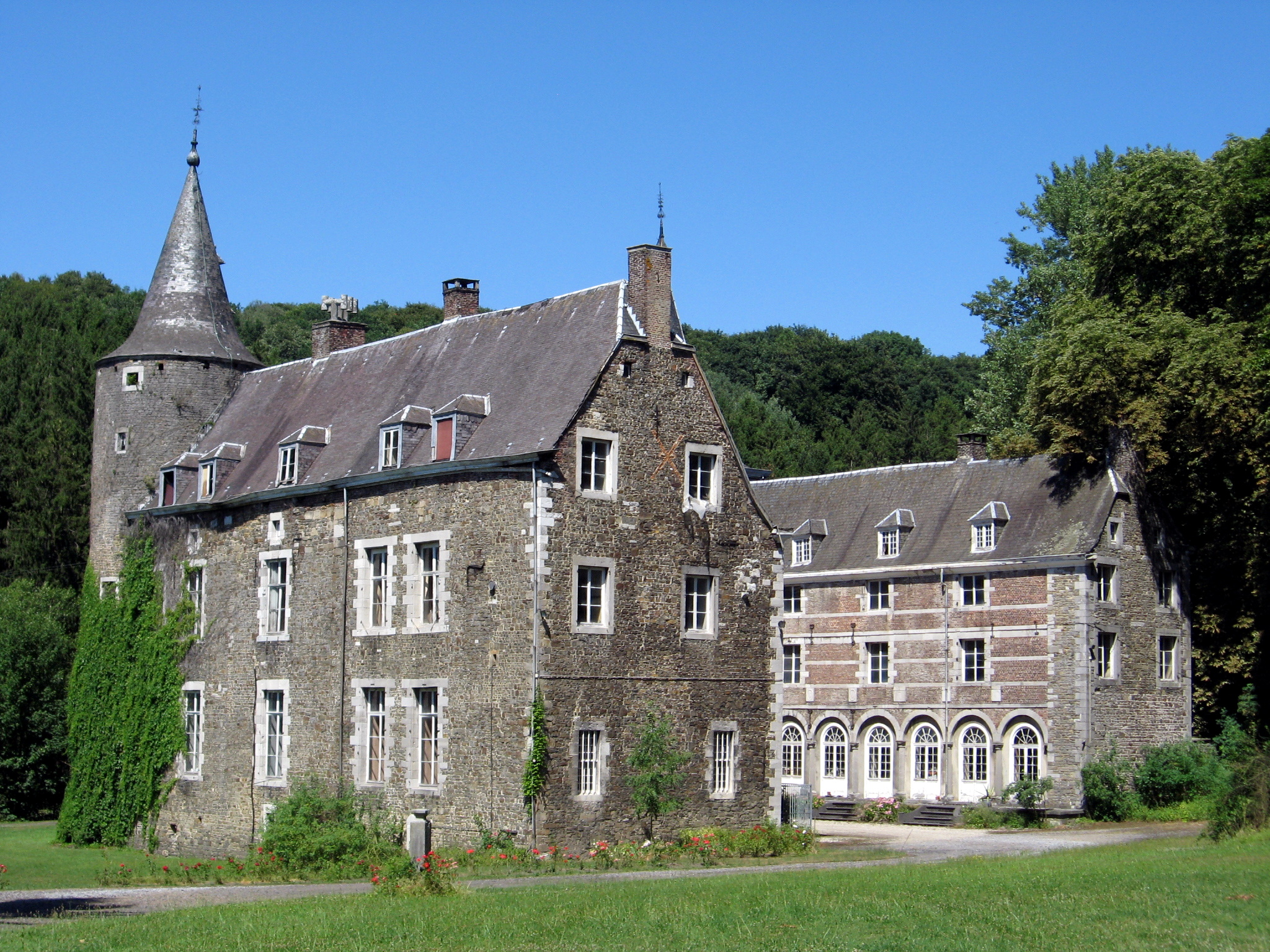
Kasteel van Bolland

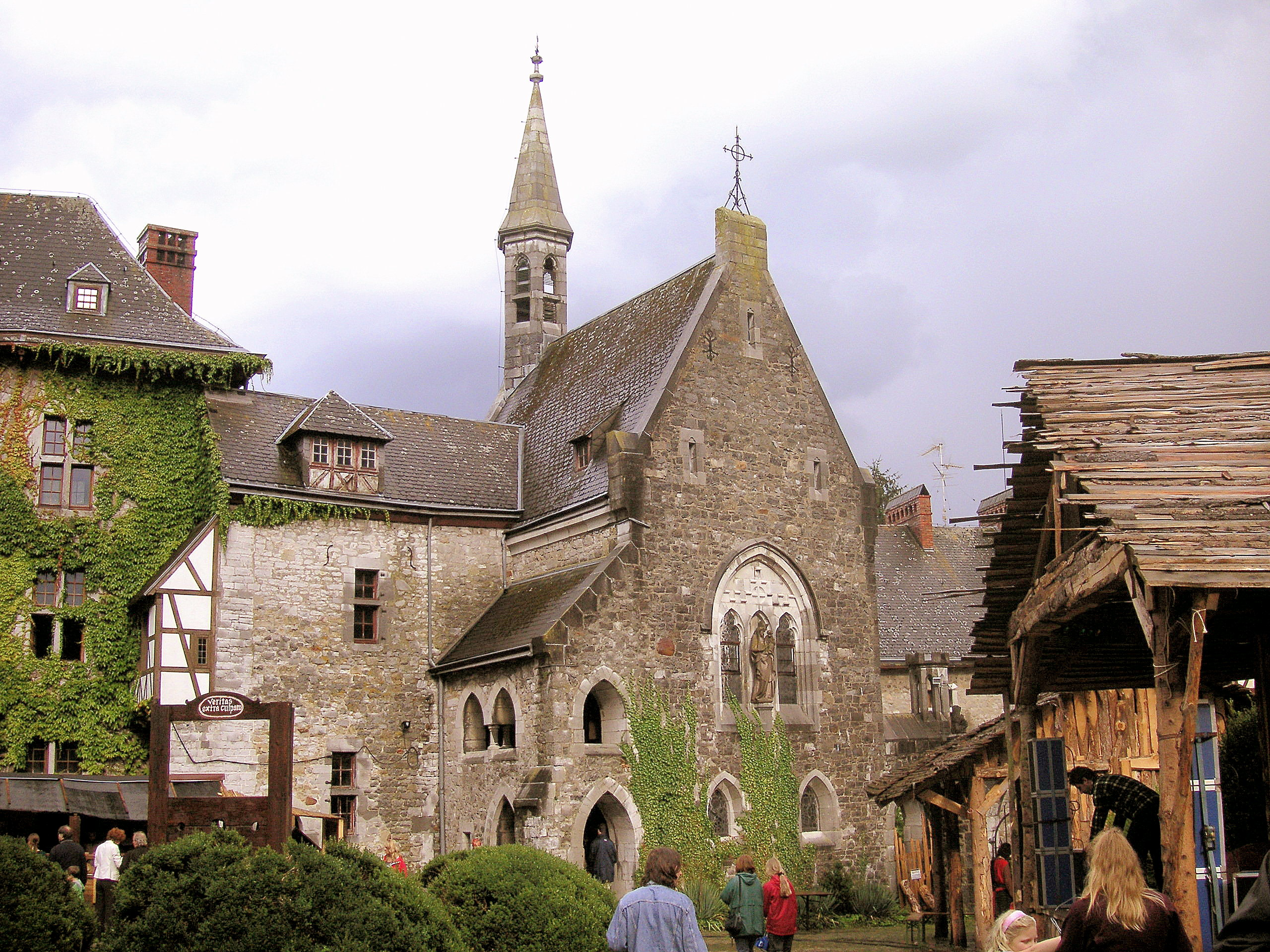
Kasteel Eyneburg

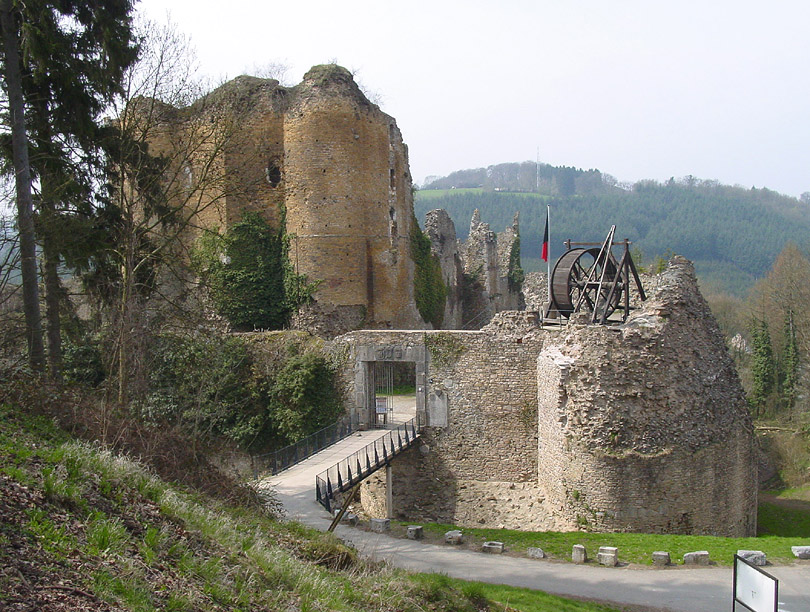
Kasteel van Franchimont

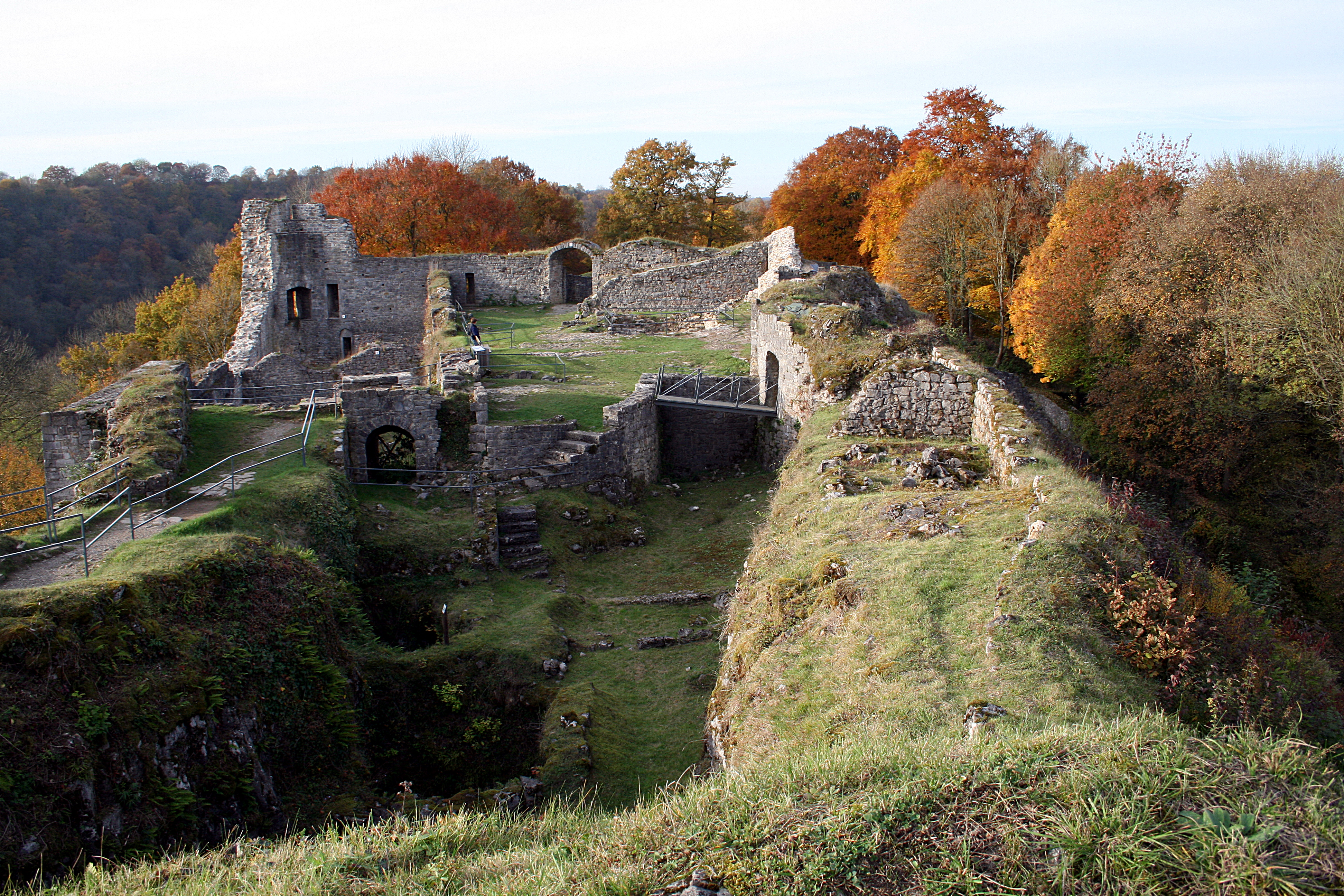
Kasteelruïnes van Logne

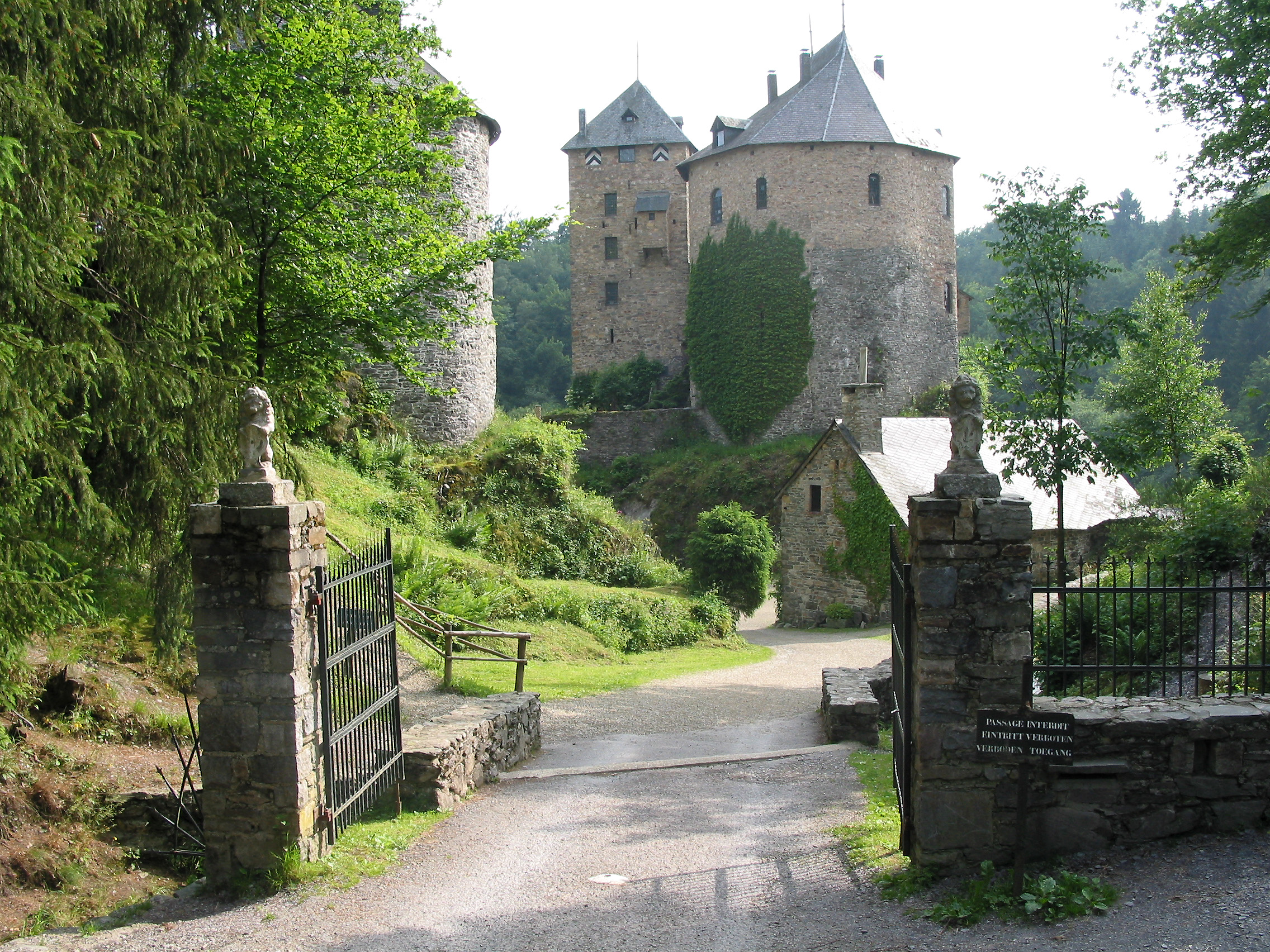
kasteel Reinhardstein

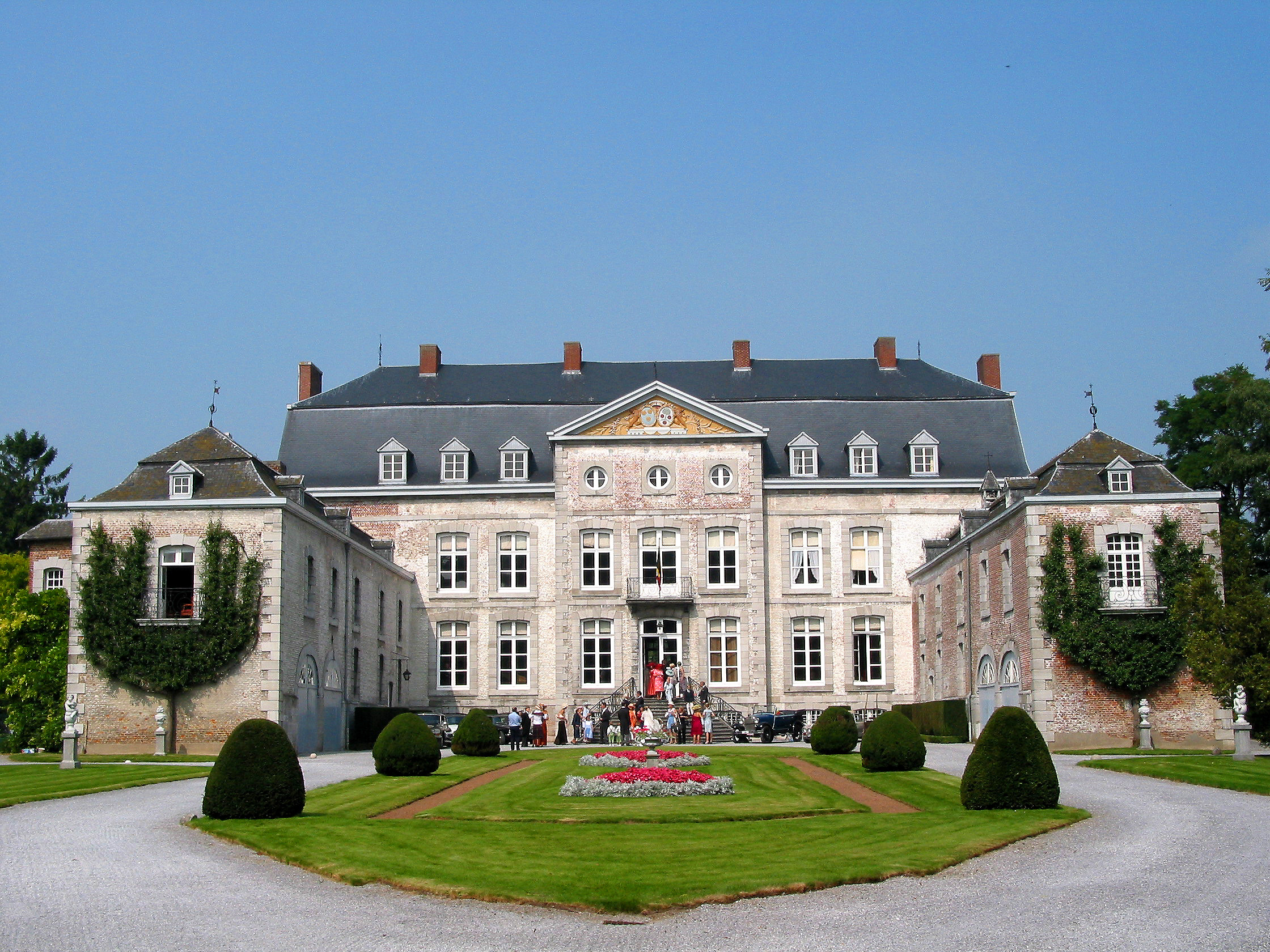
Kasteel van Waleffe

- Kasteel van Anthisnes in Anthisnes
- Kasteel Argenteau in Luik
- Kasteel van Avionpuits in Esneux
- Kasteel van Awans in Awans
- Kasteel Baelen in Hendrik-Kapelle
- Kasteel van Beaumont in Luik
- Kasteel Belle-Maison in Marchin
- Kasteel Bempt in Moresnet
- Kasteel van Bernalmont in Luik
- Kasteel van Beusdael bij Sippenaeken
- Kasteel van Bolland in Bolland
- Kasteel Bonne-Espérance in Hoei
- De Borcht in Berne
- Kasteel Bleu in Trooz
- Kasteel van Bra in Bra
- Kasteel van Braives in Braives
- Kasteel Broeck in Montzen
- Kasteel Brunsode in Tilff
- Kasteel Caestert in Klein-Ternaaien
- Kasteelboerderij de la Chapelle in Anthisnes
- Fort de la Chartreuse in Luik
- Kasteel van Chokier in Chokier
- Kasteel Cockerill in Seraing
- Kasteel van Colonster in Luik
- Kasteel Cortils in Mortier
- Kasteel van Crawhez in Clermont-sur-Berwinne
- Kasteel van Dieupart in Aywaille
- Kasteel Eyneburg in Hergenrath
- Kasteel van Envoz in Héron
- Kasteel van Fallais in Fallais
- Kasteel van Fanson in Xhoris
- Kasteel van Fosseroule in Huccorgne
- Kasteel van Franchimont in Franchimont
- Kasteel van Froidcourt in Stoumont
- Kasteel van Fumal in Braives
- Kasteel Le Fy in Esneux
- Kasteel van Ghorez in Aubel
- Kasteel van Haneffe in Donceel.
- Kasteel van Harzé in Harzé
- Kasteel Haultepenne in Gleixhe
- Kasteel van Hermalle-sous-Huy in Hermalle-sous-Huy
- Het Herrenhaus in Eynatten
- Kasteel Le Heyd in Villers-aux-Tours
- Kasteel L'Hirondelle in Oteppe
- Citadel van Hoei in Hoei
- Kasteelhoeve van Hombroux in Ans
- Kasteel van Horion in Horion-Hozémont
- Château de l'Horloge in Wanze
- Kasteel van Jehay in Jehay
- Kasteel van Lassus in Hamoir
- Kasteel Liberme in Eupen
- Kasteel Lieutenant in Tilff, Esneux
- Kasteel van Limont in Donceel
- Kasteelruïnes van Logne in Vieuxville
- Kasteel van Longchamps (of kasteel van Sélys-Longchamps) in Borgworm
- Kasteel van Lontzen in Lontzen
- Kasteel Lovinfosse in Seraing
- Kasteel van Marchin in Marchin
- Kasteel van Méan in Saive
- Kasteel van Modave in Modave
- Burchtruïnes van Moha in Wanze
- Kasteel van Montjardin in Sougné-Remouchamps
- Kasteel van Mons-lez-Liège in Mons-lez-Liège
- Kasteel la Motte en Gee in Tihange
- Kasteel Nagelmackers in Angleur
- Kasteel Neufchâteau in Dalhem
- Kasteel van Neuville (België) in Neuville-en-Condroz
- Kasteel Nihoul in Hannuit
- Kasteel van Ochain in Clavier
- Kasteel van Ouffet in Hoei
- Kasteel van Oultremont in Warnant
- Kasteel van Péralta in Angleur
- Kasteel Presseux in Luik
- Paleis van de Prins-bisschoppen in Luik
- Kasteel Raaf in Eynatten
- Kasteel van Raeren in Raeren
- Huis Raeren in Raeren
- Kasteel van Ramet in Flémalle
- Kasteel Reinhardstein (of Burg Metternich) in Weismes.
- Kasteel van Rennes in Hamoir
- Burcht Reuland in Reuland
- Château des Roches in Trooz
- Kasteel Rouge in Bas-Oha
- Kasteel van Rond-Chêne in Esneux
- Kasteel van Royseux in Vierset-Barse
- Kasteel Ruyf in Hendrik-Kapelle
- Kasteel van Sainval in Tilff
- Kasteel Schimper te Moresnet
- Kasteel van Seraing-le-Château in Seraing-le-Château
- Kasteel Sohan in Pepinster
- Kasteel van Soiron in Saroin
- Kasteel Des Sorbiers in Spa
- Burcht Stockem in Eupen
- Kasteel Streversdorp in Montzen
- Kasteel van Tancrémont in Pepinster
- Kasteel Thal in Eupen
- Kasteel Thor in Walhorn, Lontzen
- Kasteel de Tornaco in Neuville-en-Condroz
- Kasteel Tour au Bois in Villers-le-Temple
- Kasteel Trumly in Trooz
- Kasteel Vieljaeren in Homburg
- Kasteel van Villers-aux-Tours in Anthisnes
- Kasteel van Vierset in Vierset-Barse
- Kasteel Vieux-Château in Saive, Blegny
- Kasteel van Waleffe in Les Waleffes
- Kasteel van Warfusée in Saint-Georges-sur-Meuse
- Kasteel van Warnant-Dreye in Villers-le-Bouillet
- Kasteel van Waroux in Alleur
- Kasteel van Wégimont in Ayeneux
- Kasteel van Wodémont in Neufchâteau (Luik)
- Kasteel van Xhos in Tavier

## Luxemburg
- Kasteel Les Amerois in Bouillon
- Kasteel van Aye in Aye
- Kasteel van Barnich in Autelbas
- Kasteel les Beaux-arts in Rendeux

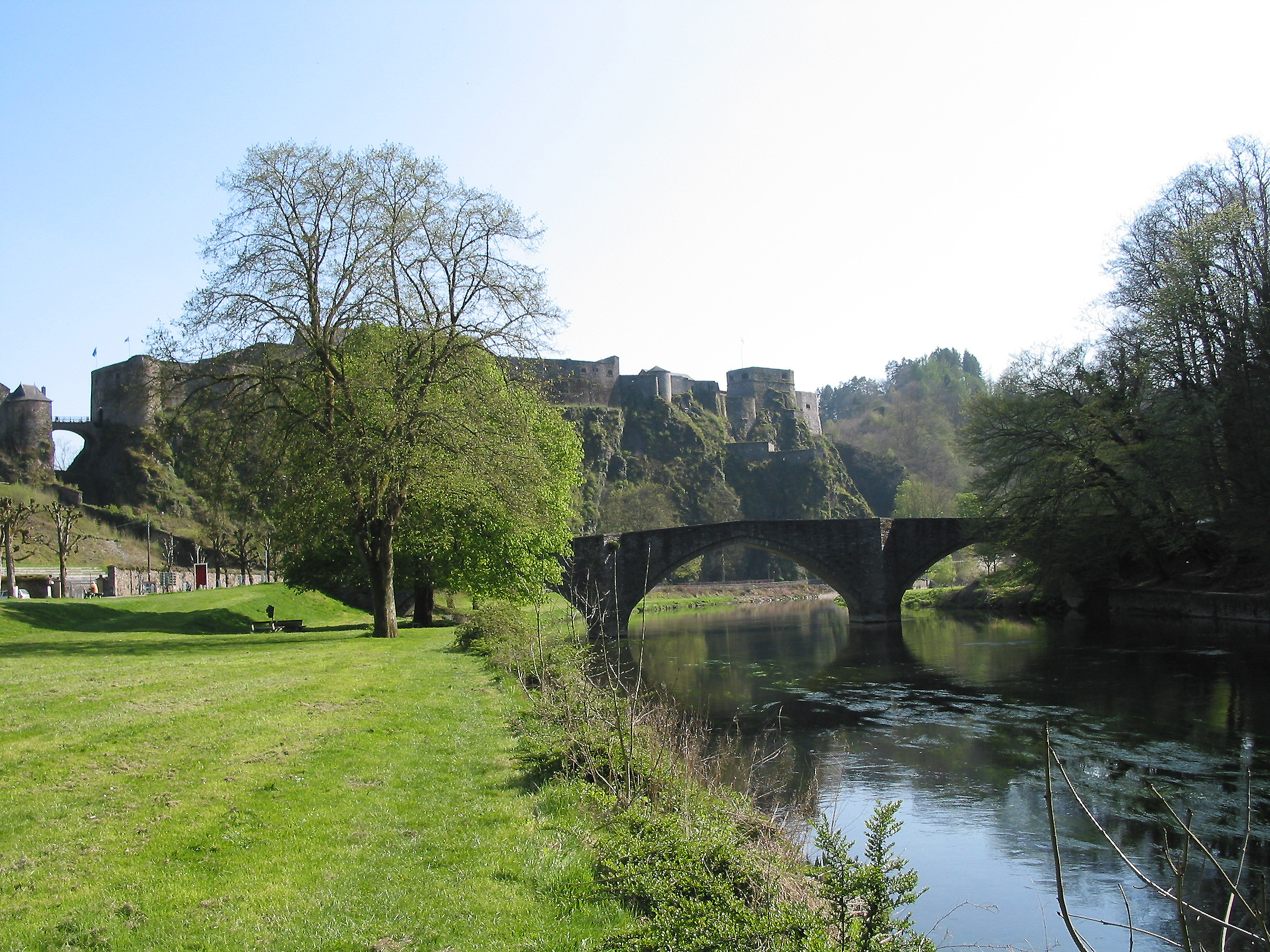
Kasteel van Bouillon

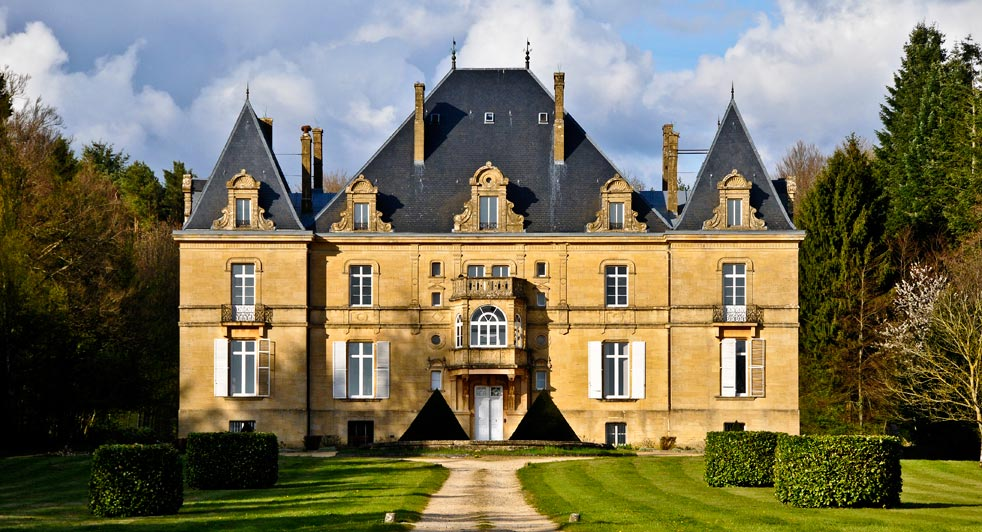
Kasteel van Laclaireau

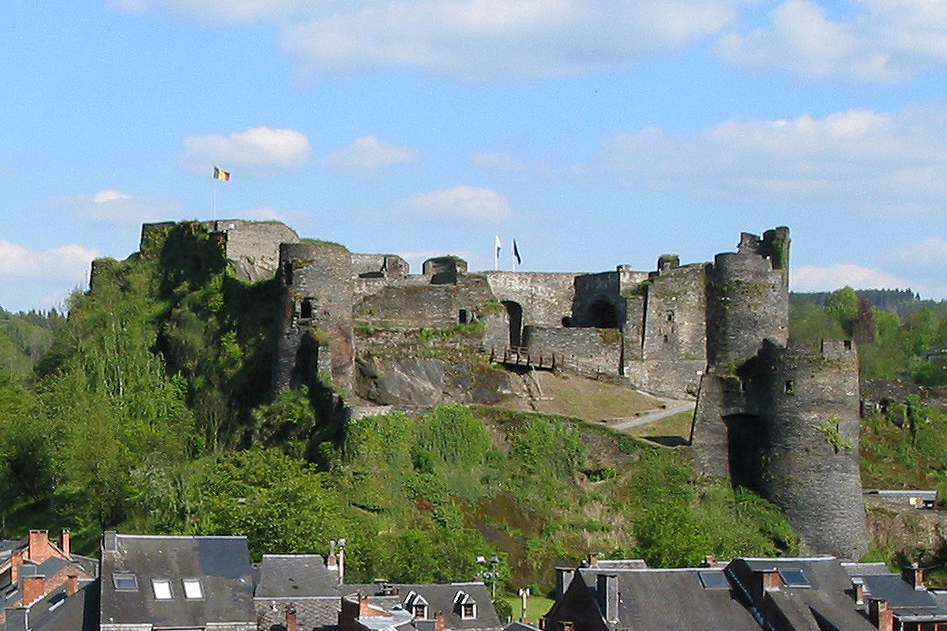
Kasteel van La Roche-en-Ardenne

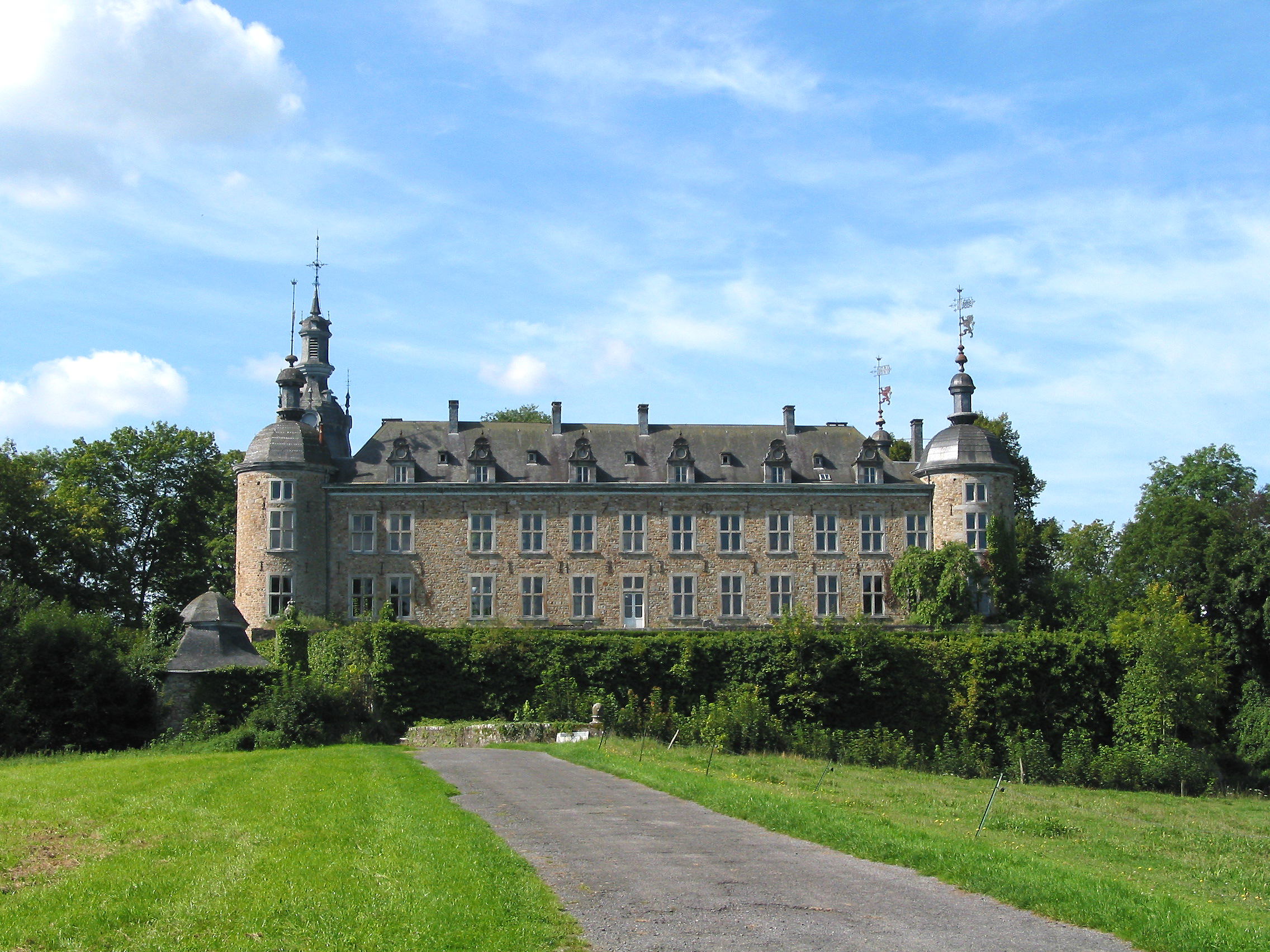
Kasteel van Mirwart

- Kasteel van Bois Saint-Jean in Samrée
- Kasteel Beurthé in Steinbach
- Kasteel van Biourge in Biourge
- Kasteel van Bleid in Bleid, Virton
- Kasteel van Blier in Blier, Érezée
- Kasteel van Bomal in Bomal
- Kasteel Borchamps in Aye
- Kasteel van Bouillon in Bouillon
- Kasteel van Casaguy in Roumont
- Domein van Clémarais in Aubange
- Kasteel van Cugnon in Cugnon
- Kasteel van Deulin in Deulin, Fronville
- Kasteel van Dohan in Dohan
- Château-Le-Duc in Ucimont
- Kasteel van Durbuy in Durbuy
- Kasteel van Etalle in Étalle
- Kasteel van Faing in Jamoigne
- Kasteel van Farnières in Grand-Halleux
- Kasteelhoeve Fisenne in Soy
- Kasteel Forge Roussel in Lacuisine
- Kasteel van Gomery in Gomery
- Kasteel van Grand-Halleux in Grand-Halleux
- Kasteel van Grandvoir in Grandvoir
- Kasteel van Grune in Grune
- Kasteel van Guirsch in Guirch
- Kasteel van Habay-la-Neuve in Habay-la-Neuve
- Kasteel van Hassonville in Aye
- Kasteel des comtes van Herbeumont in Herbeumont
- Kasteel van Izier in Izier
- Kasteel Jemeppe in Hargimont
- Château de Laclaireau in Virton
- Kasteel Laide Fagne in Steinbach
- Kasteel van Laittres in Saint-Mard
- Kasteel van La Roche-en-Ardenne in La Roche-en-Ardenne
- Kasteel van Latour in Latour
- Kasteel van Laval in Tillet
- Kasteel van Longchamps in Longchamps
- Kasteel van Losange in Villers-la-Bonne-Eau
- Kasteel van Marcourt in Marcourt
- Kasteel van Messancy in Messancy
- Kasteel van Mirwart in Mirwart, Saint-Hubert
- Kasteelboerderij van Monceau in Juseret
- Burchtruïne van Montquintin in Montquintin
- Kasteel des Moudreux in Rettigny
- Kasteel Mohimont in Villers-devant-Orval
- Kasteel Montauban in Buzenol
- Kasteelhoeve van Noedelange in Noedelange
- Kasteelhoeve van Ny in Ny
- Kasteel van Orval in Villers-devant-Orval
- Kasteel Petite Somme in Petite-Somme
- Kasteel van Pinval in Lesse (Redu)
- Kasteel Pont d'Oye in Habay-la-Neuve
- Kasteel van Porcheresse in Daverdisse
- Kasteel van Remaux in Libramont-Chevigny
- Kasteel van Rendeux-Bas in Rendeux-Bas
- Kasteel van Resteigne in Resteigne
- Kasteel van Roumont in Roumont
- Château des Comtes de Salm in Salmchâteau
- Kasteel van Signeulx in Signeulx
- Kasteel van Sohier in Sohier
- Kasteel van Steinbach in Steinbach
- Kasteel van Sterpenich in Autelbas
- Kasteel van Tavigny in Tavigny
- Kasteelhoeve van Tellin in Tellin
- Kasteel d'Ursel in Durbuy
- Kasteel van Villemont in Tintigny
- Kasteel van Villers-Sainte-Gertrude in Villers-Sainte-Gertrude
- Kasteel van Villers-sur-Semois in Villers-sur-Semois
- Kasteel van Waha in Waha

## Namen
- Kasteel van Anhaive in Jambes

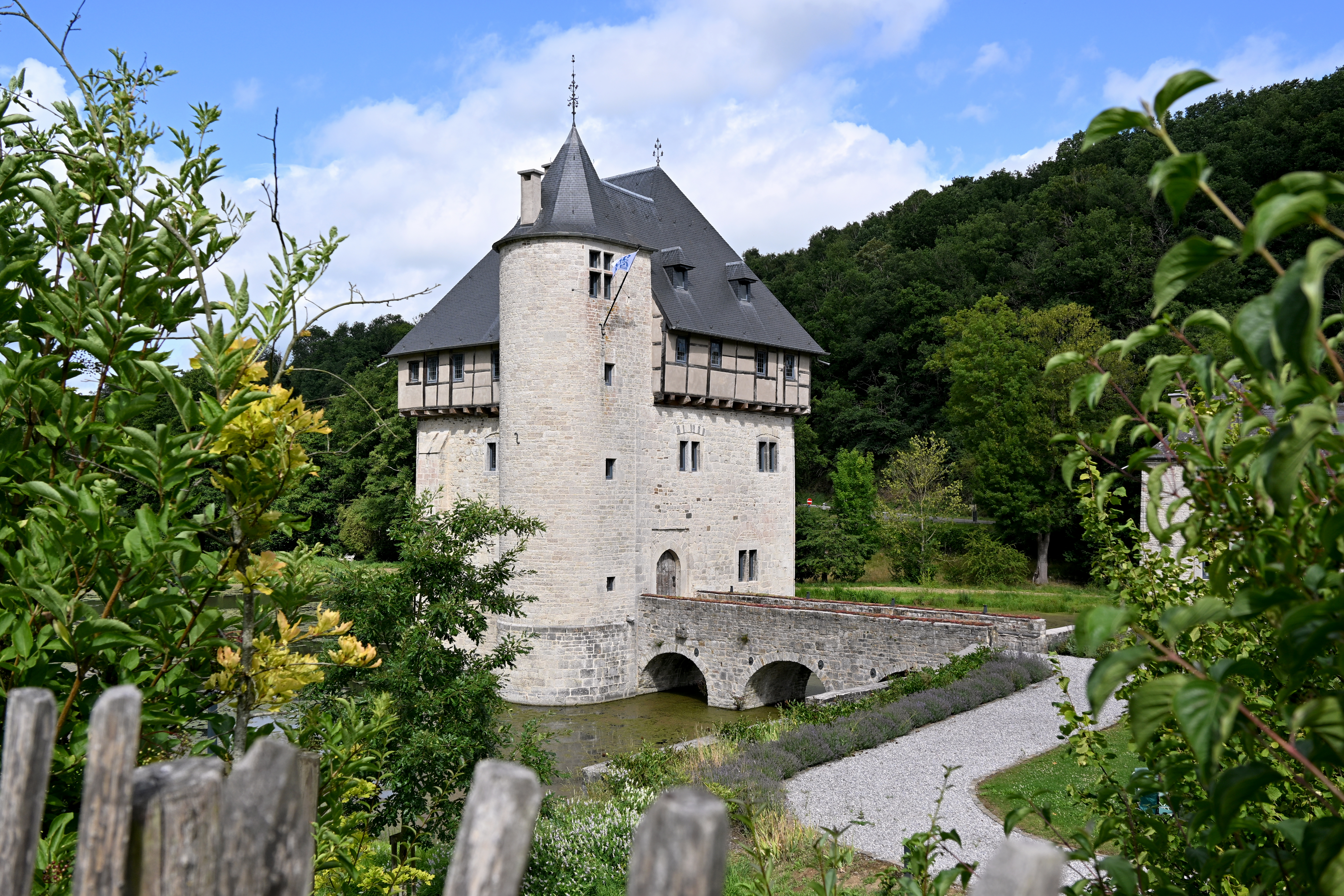
Kasteel Carondelet

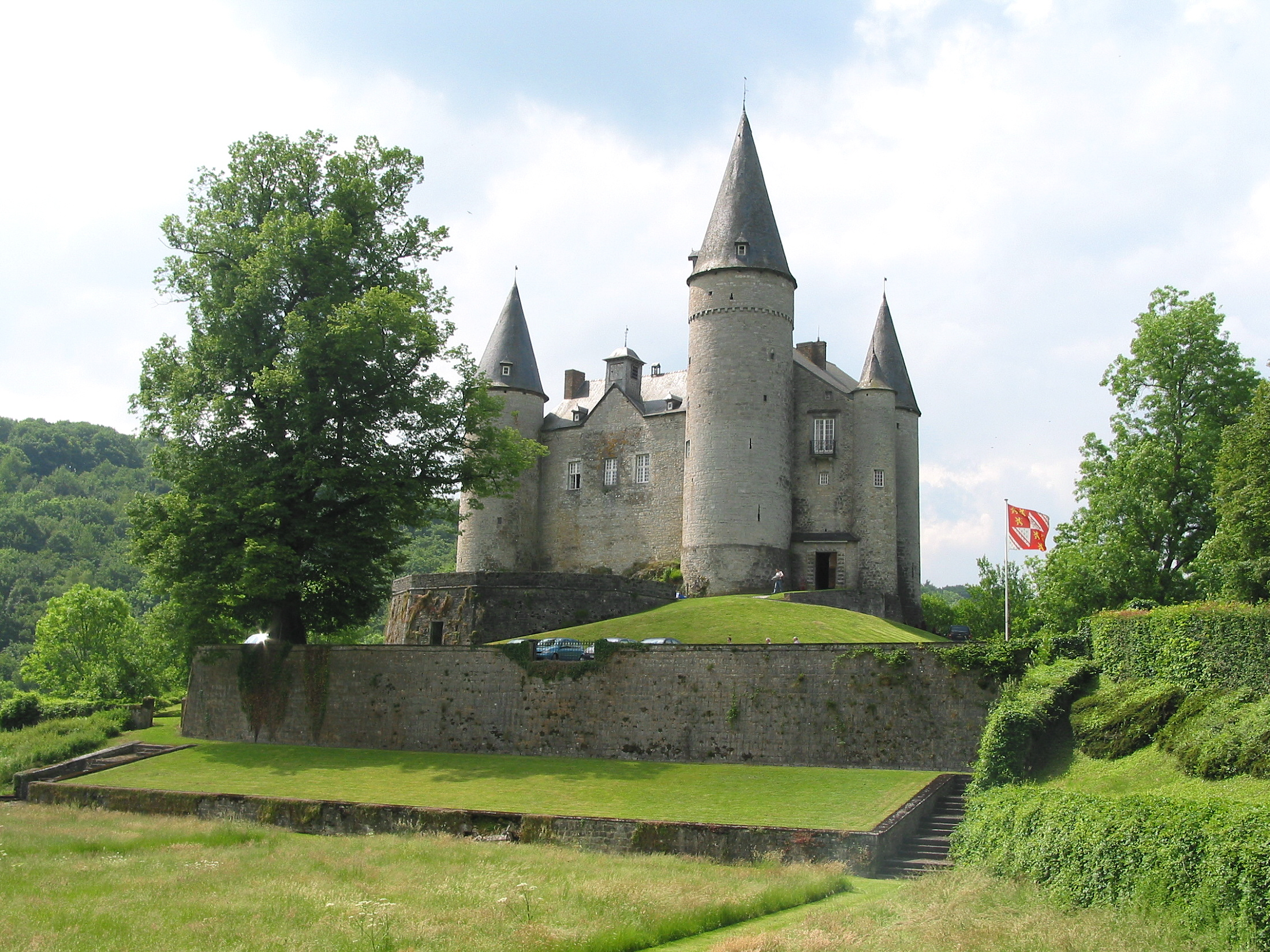
Kasteel van Vêves

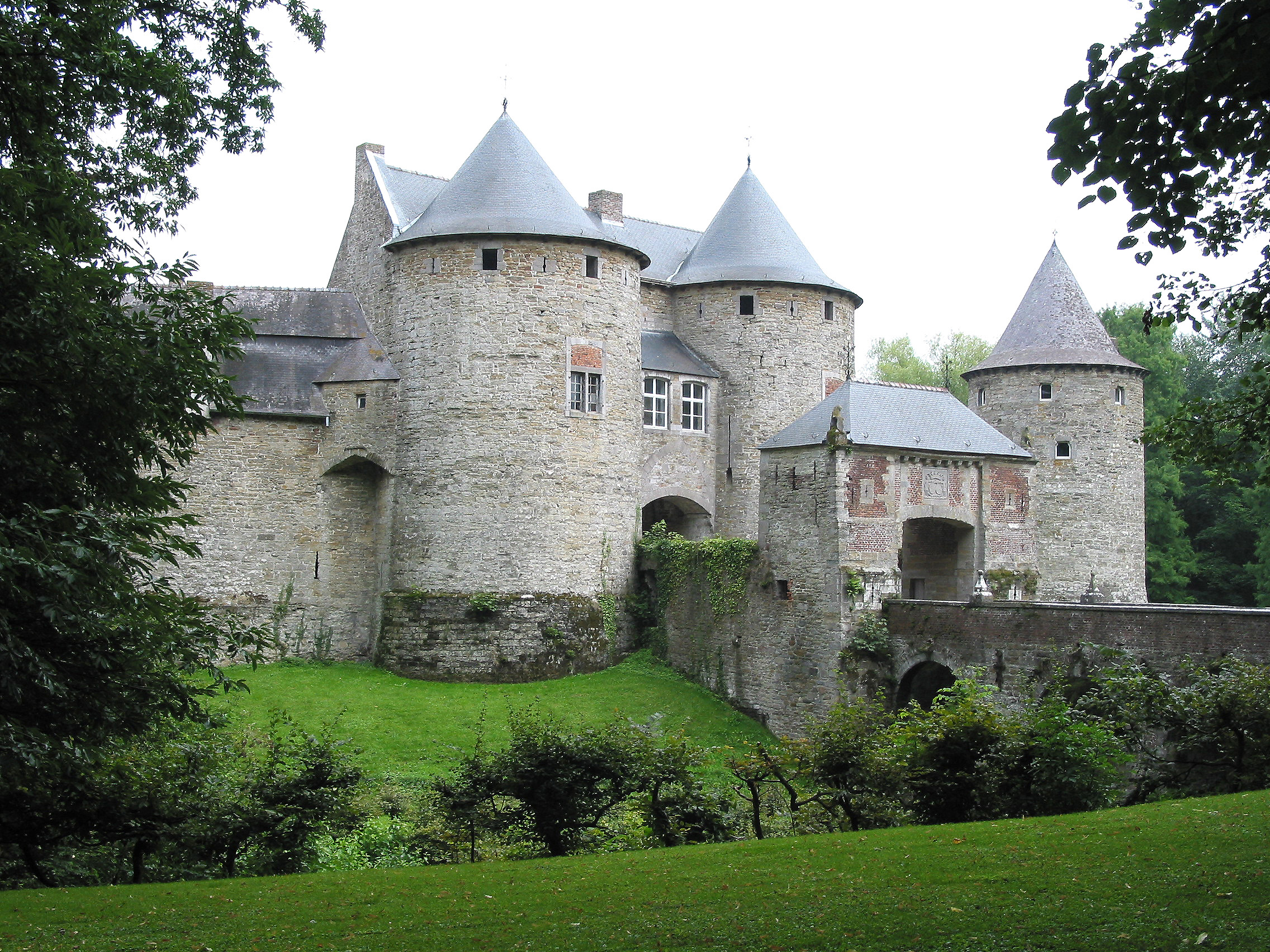
Kasteel van Corroy-le-Château

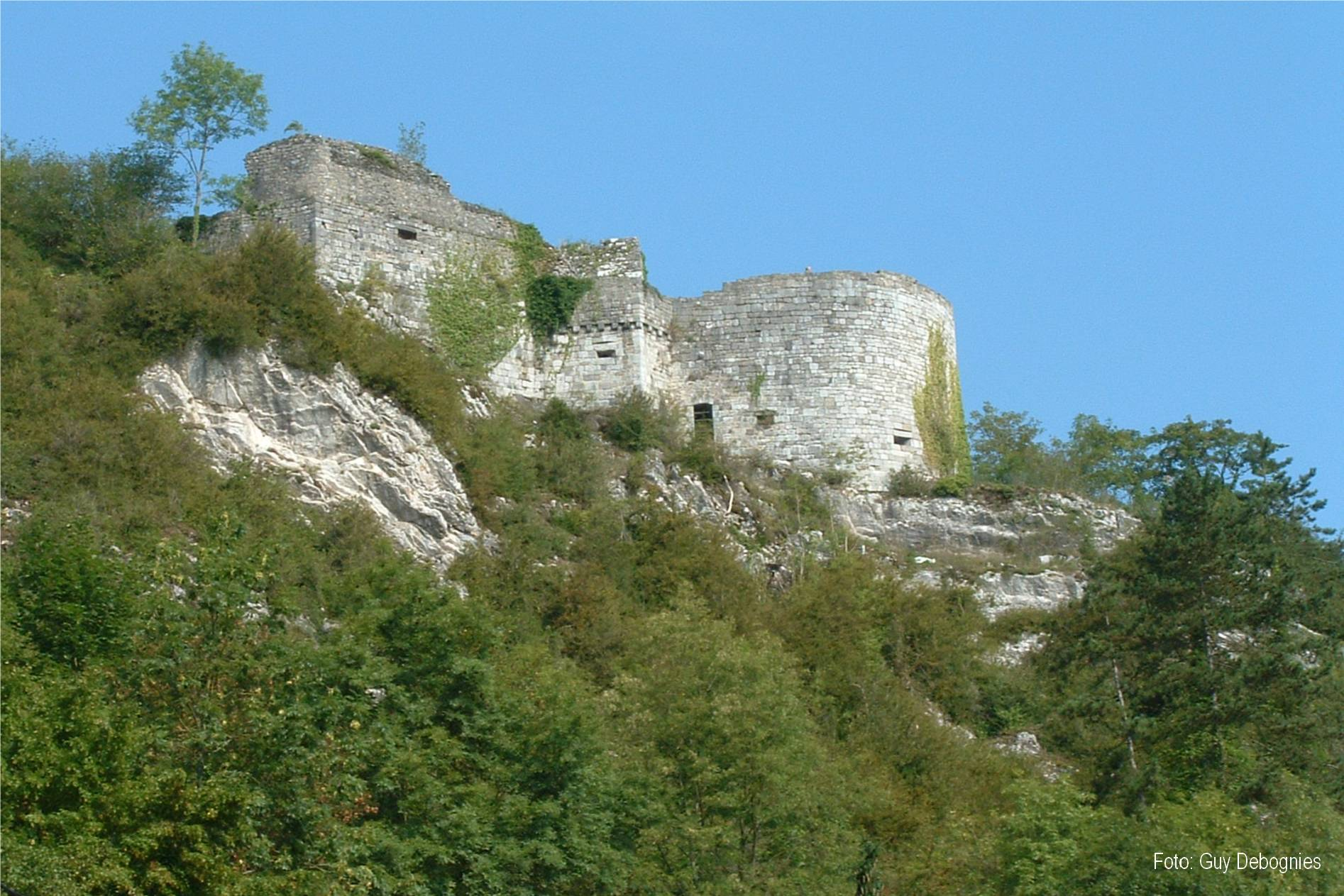
Kasteel van Crèvecœur

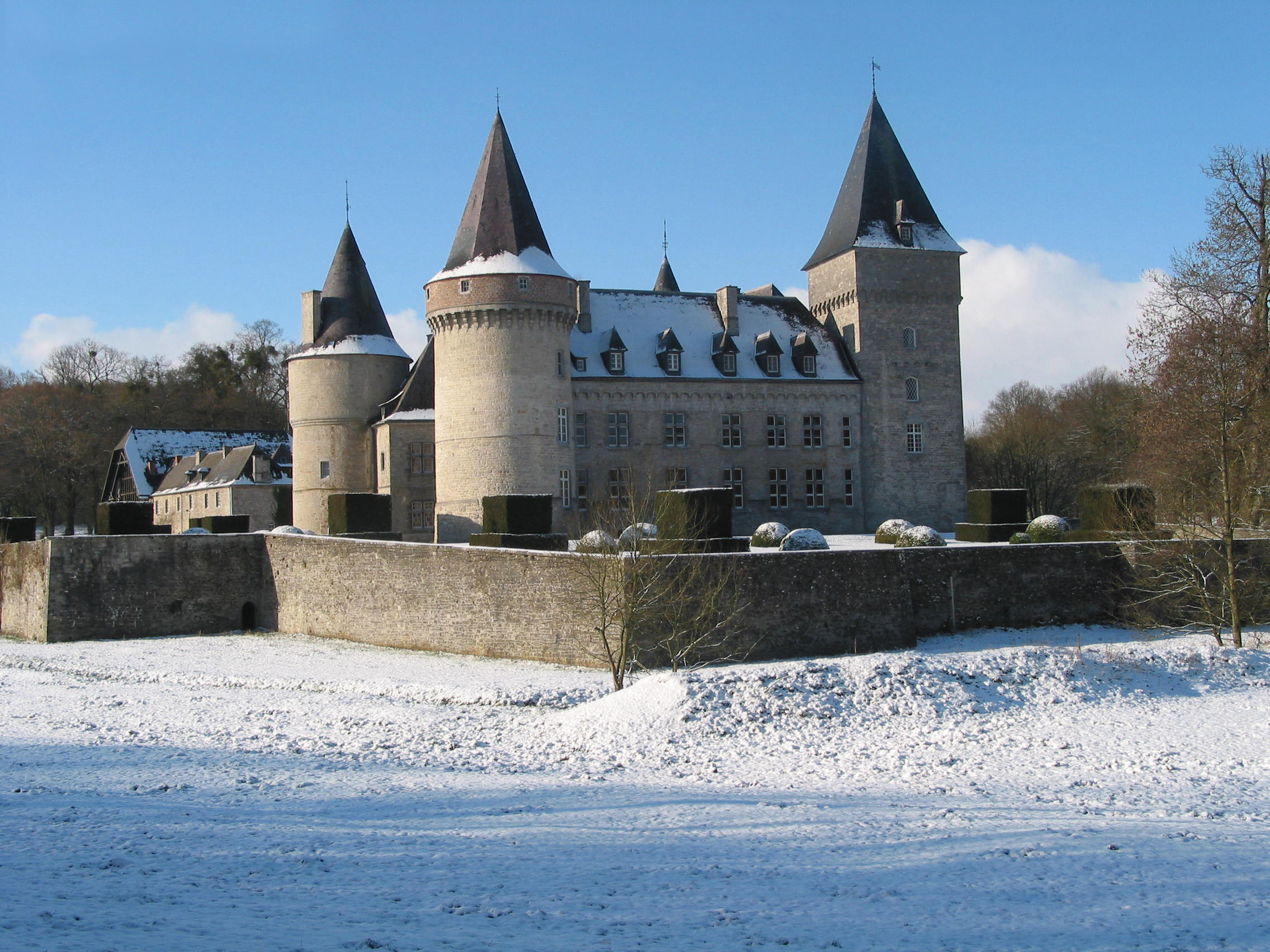
Kasteel van Fontaine

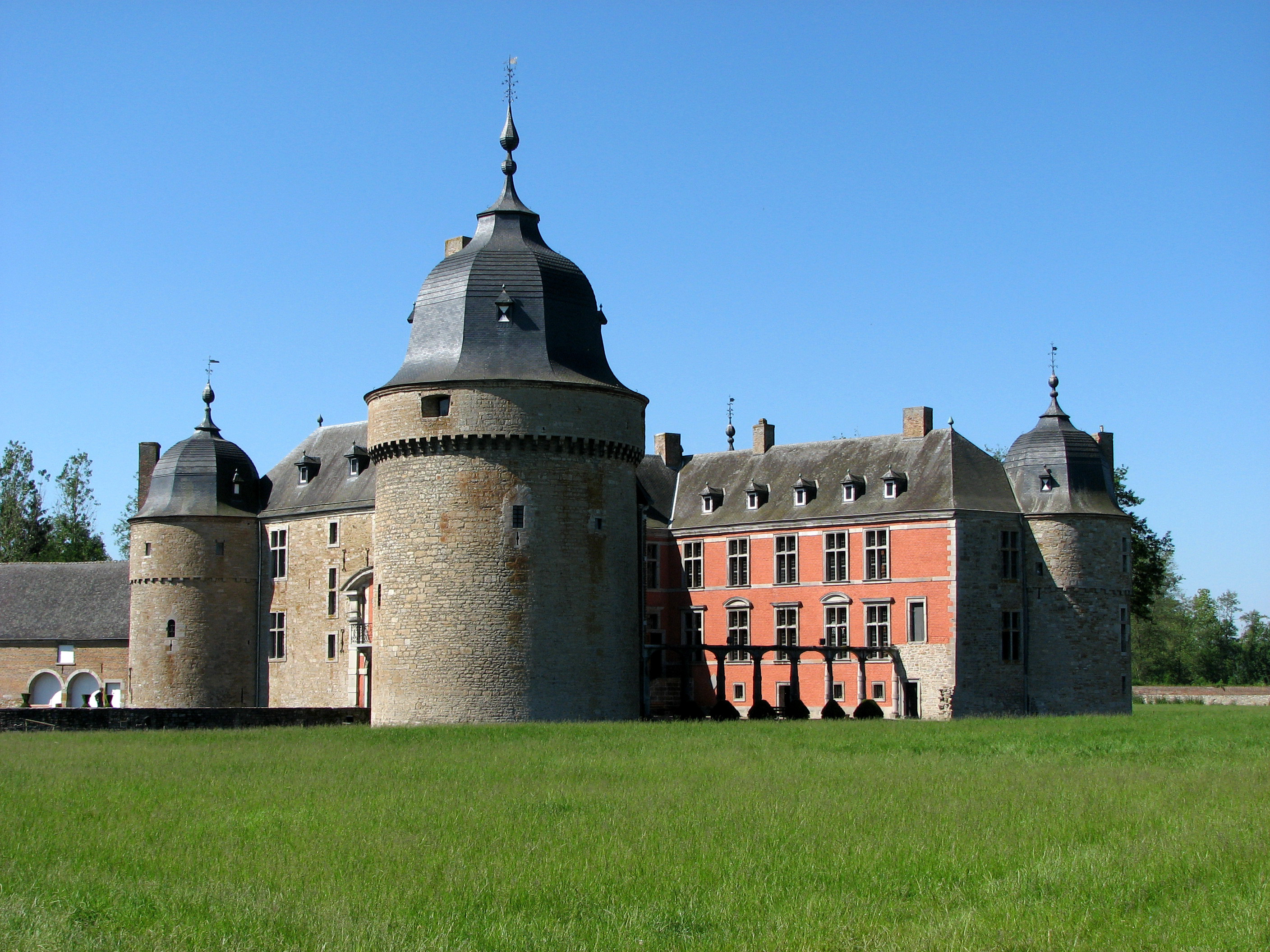
Kasteel van Lavaux-Sainte-Anne

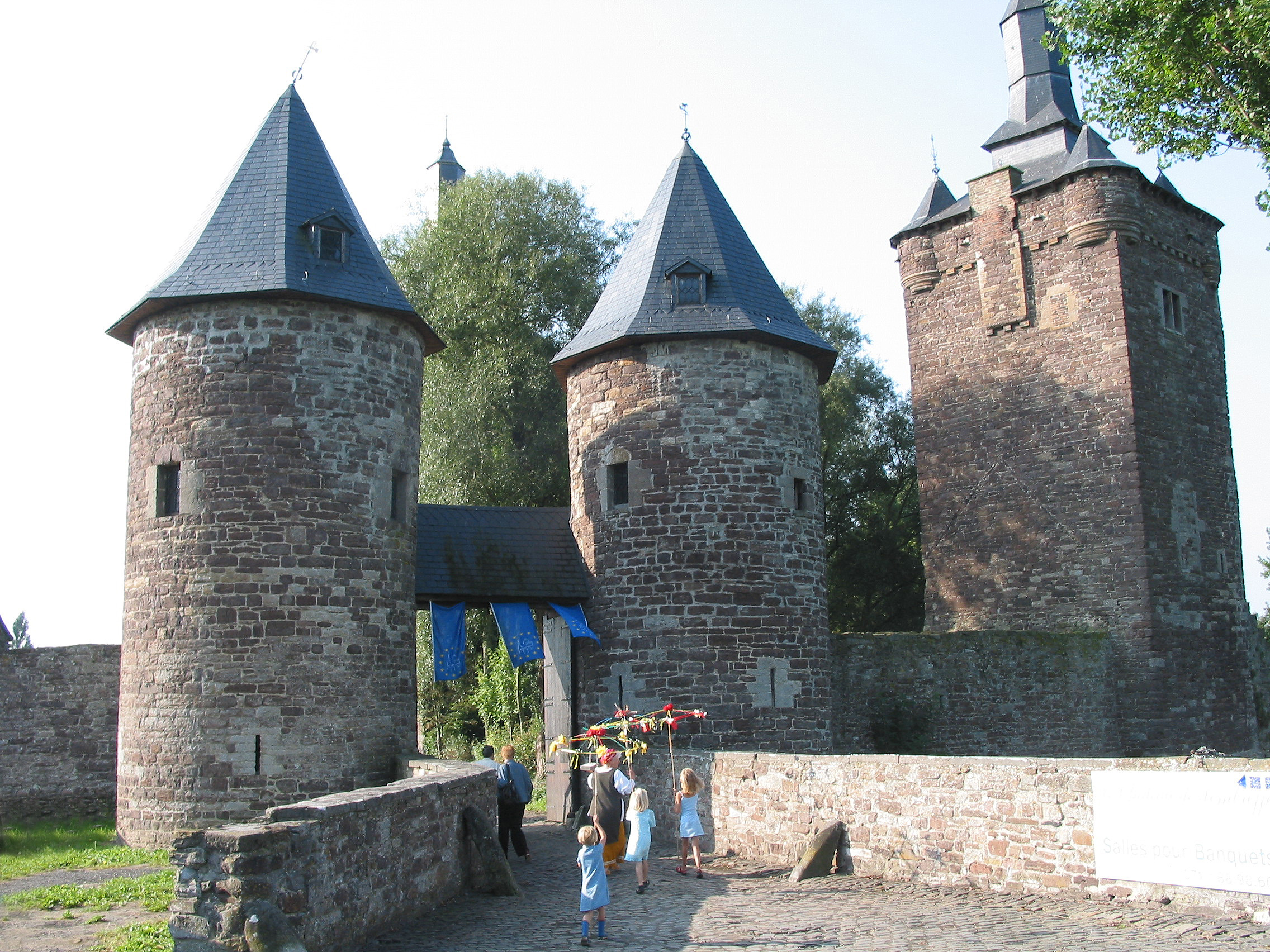
Kasteel van Sombreffe

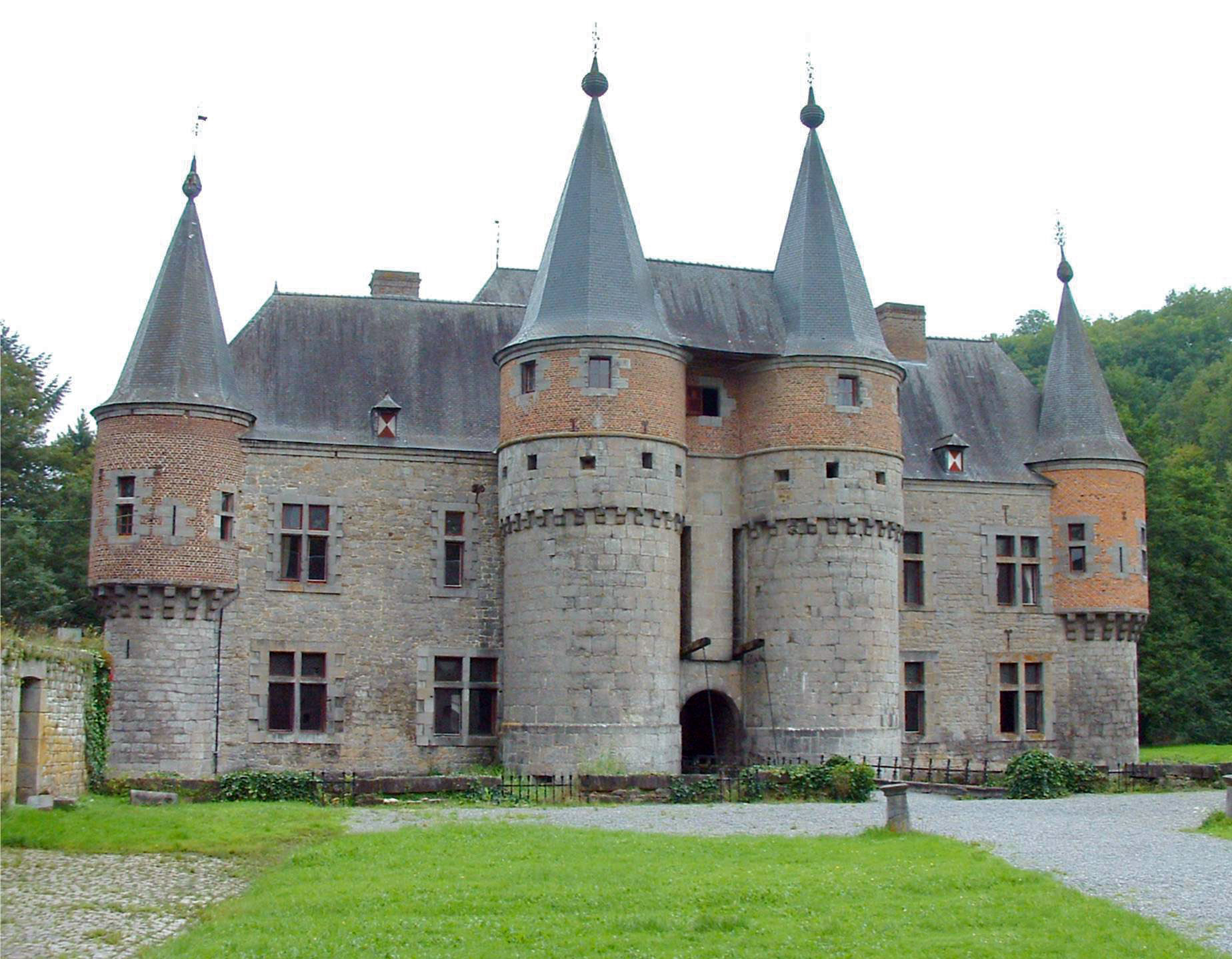
Kasteel van Spontin

- Kasteel van Annevoie in Annevoie-Rouillon
- Château Royal d'Ardenne in Ciergnon
- kasteel d'Arenberg in Marche-les-Dames
- Kasteel van Ave in Ave-et-Auffe
- Kasteel Balâtre in Jemeppe-sur-Sambre
- Kasteel van Baronville in Baronville
- Kasteel van Barvaux-Condroz in Barvaux-Condroz
- Kasteel Bayard in Dhuy
- Kasteel van Beauraing in Beauraing
- Château de Bellaire in Haltinne
- Kasteel van Bioul in Bioul
- Kasteel van Blocqmont in Houx
- Kasteel Bon Baron in Lustin
- Kasteel van Bonneville in Bonneville
- Kasteel van Bormenville in Flostoy
- Kasteelhoeve van Bossière in Mettet
- Kasteel van Boussu-en-Fagnes in Boussu-en-Fagne
- Kasteel van Buresse im Hamois
- Kasteel van Burmesse in Schaltin
- Kasteel van Champion in Emptinne
- Kasteel van Chérimont in Sclayn
- Koninklijk kasteel van Ciergnon in Houyet
- Kasteel van Corroy-le-Château in Corroy-le-Château
- Kasteel van Courrière in Courrière
- Kasteel van Crèvecœur in Bouvignes-sur-Meuse
- Kasteel van Crupet in Crupet
- Kasteel van Dave in Flawinne
- Kasteel van Doyon in Havelange
- Kasteel van Enhaive in Jambes
- Kasteel van Évrehailles in Évrehailles
- Kasteelruïnes van Fagnolle in Fagnolle
- Kasteelhoeve van Falaën in Falaën
- Kasteel La Falize in Rhisnes
- Kasteelhoeve van Falnuée in Mazy
- Kasteel van Faulx-les-Tombes in Faulx-les-Tombes
- Kasteel van Fenffe in Fenffe
- Kasteel van Ferage in Houyet
- Kasteel van Fernelmont in Fernelmont
- Kasteel van Flawinne in Flawinne
- Kasteel van Florennes in Florennes
- Kasteel van Fontaine (Anthée) in Anthée
- Kasteel van Fontaine (Emptinne) in Emptinne
- Kasteel van Fooz in Wépion
- Château de la Forge in Onhaye
- Kasteel van Franc-Warêt in Franc-Waret
- Kasteel van Freÿr in Freÿr
- Kasteel van Froidefontaine in Flostoy
- Gravenkasteel van Rochefort in Rochefort
- Kasteel van Gaiffier in Houx (België)
- Kasteel van Gesves in Gesves
- Kasteel van Goyet in Gesves
- Kasteel van Halloy in Halloy
- Kasteel van Haltinne in Haltinne
- Kasteel van Hanzinelle in Hanzinelle
- Kasteel van Harlue in Harlue
- Kasteelruïnes van Hauteroche in Dourbes
- Kasteel van Haversin in Serinchamps
- Kasteel van Hérock in Ciergnon
- Château d'Hodoumont in Jallet
- Kasteel van Jannée in Pessoux
- Kasteel van Jennevaux in Saint-Germain (België)
- Kasteel van Lamalle in Andenne
- Kasteelboerderij Laneffe in Laneffe
- Kasteel van Lavaux-Sainte-Anne in Lavaux-Sainte-Anne
- Kasteel van Leignon in Ciney
- Kasteel van Lesve in Lesve
- Kasteel Licot in Viroinval
- Kasteel van Loyers in Loyers
- Kasteel van Maibelle in Florée
- Kasteel van Maizeret in Maizeret
- Kasteelboerderij van Marchand in Gesves
- Kasteel van Marchovelette in Marchovelette
- Kasteel van Masogne in Pessoux
- Kasteel van Mielmont in Onoz
- Kasteel Miranda in Celles
- Château du Moisnil in Maizeret
- Kasteel van Montaigle in Falaën
- Kasteel van Morialmé in Morialmé
- Kasteel van Mouffrin in Natoye
- Citadel van Namen in Namen
- Kasteel van Namen in Namen
- Kasteelhoeve van Natoye in Natoye
- Kasteel van Onthaine in Achêne
- Kasteel van Ostin in La Bruyere
- Kasteel van Pesche in Pesche
- Kasteel van Petit-Leez in Grand-Leez
- Kasteel Poilvache in Évrehailles
- Kasteel Le Porcheresse in Porcheresse
- Kasteel van Ramezee in Barvaux-Condroz
- Kasteel van Reux in Conneux
- Kasteel van Revogne in Revogne
- Kasteelhoeve van Roly in Roly
- Kasteel van Ronchinne in Maillen
- Kasteel van Rougemont in Profondeville
- Kasteel van Ry in Mohiville
- Kasteel van Schaltin in Schaltin
- Kasteel Sainte-Marie in Beauraing
- Kasteel Saint-Pierre in Beauraing
- Kasteel van Saint-Roch in Ciney
- Kasteel van Samart in Samart
- Kasteel van Sart-Eustache in Sart-Eustache
- Kasteel van Scry in Mettet
- Kasteel van Senzeille in Senzeille
- Kasteel van Seron in Forville
- Kasteel van Skeuvre in Natoye
- Kasteel van Sombreffe in Sombreffe
- Kasteel van Sorinnes in Sorinnes
- Kasteel van Spontin in Spontin
- Kasteel van Spy in Spy
- De oude Toren van Tamines in Tamines
- Kasteel van Tarcienne in Tarcienne
- Kasteel van Thon-Samson in Thon-Samson
- Kasteel van Thozée in Mettet
- Burcht van Thy-le-Château in Thy-le-Château
- Château de la Tour in Grand-Malin
- Kasteel Tour à Filée in Goesnes
- Kasteel van Trazegnies in Berzée
- Kasteel van Vêves te Celles
- Kasteel van Vignée in Villers-sur-Lesse
- Kasteel van Vierves-sur-Viroin in Vierves-sur-Viroin
- Kasteel van Villers-lez-Heest in Villers-lez-Heest
- Kasteel van Villers-sur-Lesse in Villers-sur-Lesse
- Kasteel van Vonêche in Vonêche
- Kasteel van Walzin in Dinant
- Kasteel van Weillen in Weilen